# Sint-Servaasbasiliek (Maastricht)
De Sint-Servaasbasiliek (Limburgs: Sintervaosbasiliek, of kortweg Sintervaos) is een kerkgebouw in het centrum van de Nederlandse stad Maastricht. Het gebouwencomplex is gelegen tussen drie pleinen: het Vrijthof, het Keizer Karelplein en het Henric van Veldekeplein. De kerk is, naar men aanneemt, gebouwd op het graf van Sint-Servaas en wordt beschouwd als de oudste nog bestaande kerk van Nederland. De nog bestaande grotendeels romaanse, driebeukige kruisbasiliek uit de elfde en twaalfde eeuw is opgetrokken uit kolenzandsteen, mergel en andere natuursteen. De voormalige pelgrims- en kapittelkerk fungeert sinds het begin van de negentiende eeuw als parochiekerk van de rooms-katholieke Sint-Servaasparochie en is tevens dekenaatskerk van Maastricht. Sinds 1985 voert de kerk de titel basilica minor ("basiliek"). De basiliek is een rijksmonument en behoort tot de 'Top 100 van de Rijksdienst voor de Monumentenzorg' uit 1990. De kerk, de kloostergangen en de schatkamer zijn dagelijks geopend voor publiek en tegen betaling te bezichtigen.

## Bouwgeschiedenis
De huidige Sint-Servaasbasiliek is waarschijnlijk de vierde kerk op deze locatie. Door een reeks archeologische opgravingen (met name de opgravingscampagne onder leiding van Titus Panhuysen in de jaren 1980) is de wordingsgeschiedenis van het huidige gebouwencomplex min of meer duidelijk geworden.

### Grafkapel (384 - ca. 560)
Volgens de middeleeuwse legende reisde bisschop Aravatius (Servaas) aan het eind van zijn leven vanuit Tongeren naar Maastricht om daar te sterven, en werd hij aldaar, "nabij de grote weg, bij de brug" begraven. Volgens Gregorius van Tours werd er op zijn graf een houten kapel gebouwd, een cella memoriae, die al spoedig een bedevaartplek werd.
Van 1985 tot 1989 werden bij archeologische opgravingen in de kerk ter hoogte van de Servaascrypte, op een diepte van 180 cm onder de huidige kerkvloer, resten van een min of meer vierkant gebouw van steen aangetroffen met de afmetingen 430 × 390 cm. Het gebouw lag aan de zuidrand van een laat-Romeins grafveld uit de vierde of vijfde eeuw, op een afstand van 100 m van de Romeinse weg (de Via Belgica). De ingang bevond zich aan de noordzijde. Aan de zuidzijde bevond zich een laatantiek waterbassin (piscina), waarin twee munten uit de late vierde eeuw werden aangetroffen. Bij de opgraving waren op een fundament van vuursteen en rode mortel resten te zien van 50–60 cm dikke muren van kolenzandsteen. Het is mogelijk dat met dit gebouw, hoewel niet van hout, de cella memoriae van Gregorius van Tours gevonden is.

### Eerste Merovingische kerk (ca. 560 - 650/75)
Omstreeks 560 werd de grafkapel door bisschop Monulfus van Maastricht vervangen door een stenen kerk met crypte, volgens Gregorius van Tours een magnum templum, een "grote tempel". Volgens sommige historici was de Merovingische kerk de kathedraal van het Bisdom Maastricht, hoewel er ook aanwijzingen zijn dat de Onze-Lieve-Vrouwekerk dat was.
Bij opgravingen in de jaren 1980 is de kerk van Monulfus teruggevonden. Het gebouw bestond uit één beuk en was vijftien meter breed. Door de aanleg van de vieringscrypte in de elfde eeuw, is een deel van de fundamenten van deze kerk verwijderd. Als gevolg daarvan is onbekend hoe ver de muren naar het oosten doorliepen. Ook de plattegrond van het priesterkoor is daardoor niet meer te achterhalen. Waarschijnlijk is deze kerk op een zeker moment een vijftal meters in westelijke richting uitgebreid, waardoor de cella memoriae uit de eerste bouwfase binnen de Merovingische kerk kwam te liggen.

### Tweede Merovingische kerk (ca. 650/75 - 1000)
De kerk van Monulfus werd al na een eeuw vervangen door een grotere kloosterkerk, als onderdeel van een klooster- of abdijcomplex. Van dit vroegmiddeleeuwse klooster zijn in de pandhof fundamenten aangetroffen. Wellicht werd de bouw van de tweede Merovingische kerk mede ingegeven door de toestroom van pelgrims naar het graf van de heilige, waardoor de kerk te klein werd. Deze driebeukige basilica, waarvan vrijwel de gehele plattegrond gedocumenteerd kon worden, mat 38 × 19 m, bezat een atrium aan de westzijde, aanbouwsels aan de oostelijke uiteinden van de zijbeuken, en een ingangsportaal aan de zuidzijde. Ook van deze kerk blijft de exacte vorm van het koor onbekend door de verstoring van de fundamenten bij de aanleg van de latere crypten. Wel zijn er aanwijzingen voor een eigentijdse crypte. Opgaand muurwerk is nauwelijks gevonden. De datering van de kerk in het derde kwart van de zevende eeuw is gebaseerd op C14-datering van skeletten uit naburige sarcofagen. Op een onbekend tijdstip in de Karolingische periode is de kerk minimaal tien meter naar het westen uitgebreid.
Bij de opgravingen werd tussen het puin een vloerfragment van rode mortel aangetroffen, alsmede een groot aantal stucwerkfragmenten (deels met geometrische en figuratieve muurschilderingen en tekstfragmenten) en honderden glasscherven en stukjes lood van de oorspronkelijke glas-in-loodbeglazing (deels omgesmolten voor hergebruik). Bijzonder zijn de 133 kleurrijke tesserae, vierkante mozaïeksteentjes, overwegend van glas, waarvan ongeveer een derde met een laagje bladgoud was bedekt. Deze laatste werden vaak gebruikt als achtergrond van Bijbelse voorstellingen of voor de aureolen van heiligen. Vlak bij het priesterkoor werd een in drie stukken gebroken kalkstenen plaat met een vrij vlak reliëf gevonden uit de eerste helft van de achtste eeuw. Mogelijk is het afkomstig van een koorafscheiding of doksaal. Het linkerdeel toont De vlucht naar Egypte; het rechterdeel De kindermoord van Herodes. Bij de opgravingen werd midden in de as van de kerk, ongeveer tien meter ten westen van het graf van Sint-Servaas, de begraafplaats aangetroffen van de heilige bisschoppen Monulfus en Gondulfus, de stichters van de eerste Merovingische kerk volgens de traditie. De vindplaats kwam overeen met de plek (in medio ecclesiae) die Heriger van Lobbes in de tiende eeuw had beschreven.

### Bouw romaanse kerk (ca. 1000 - 1200)

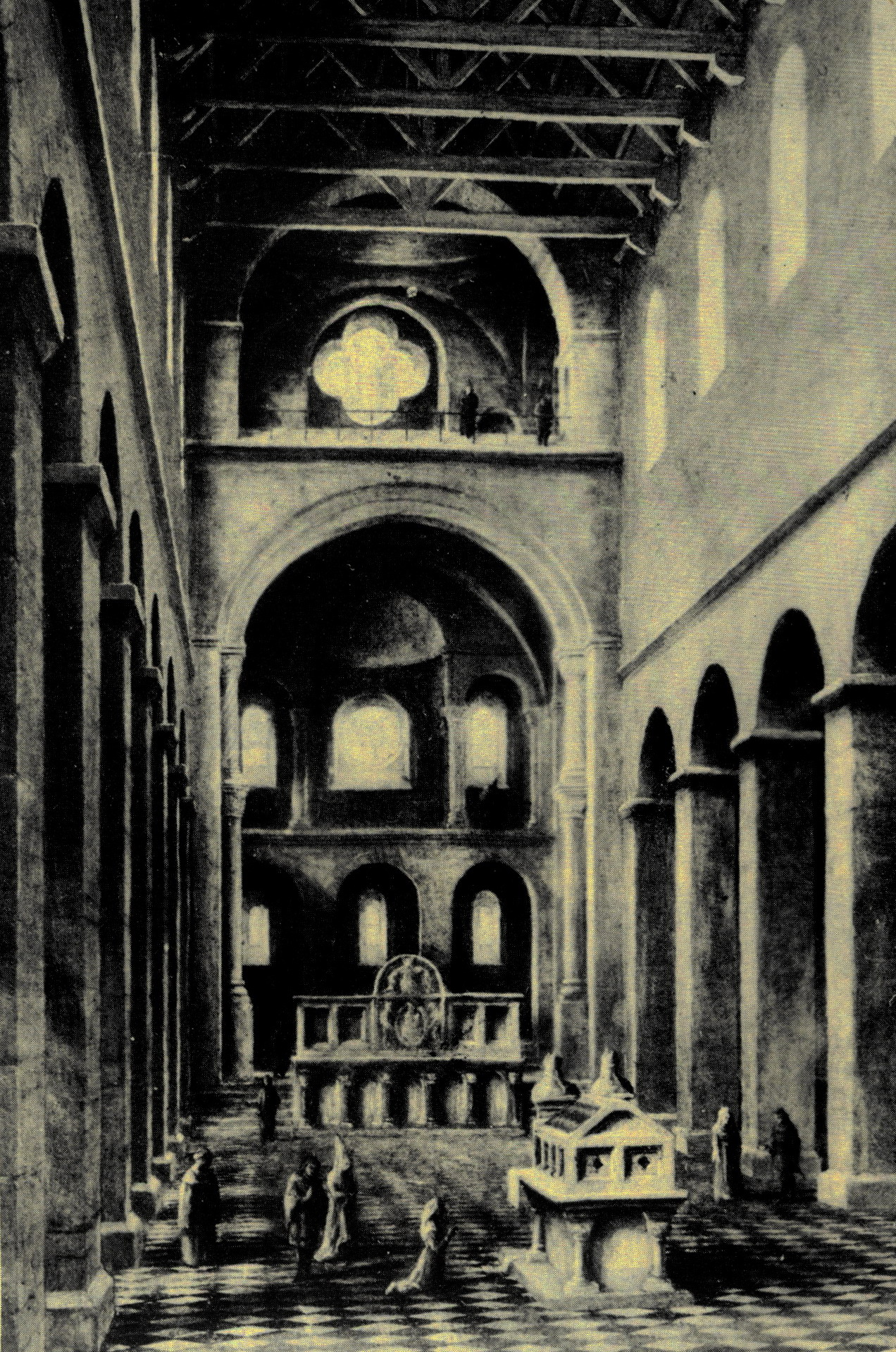
Reconstructie romaans interieur (Hustinx, 1904)

De bouw van de huidige romaanse kerk vond in drie fases plaats. In de tweede helft van de tiende eeuw werd de bestaande kerk tot op de fundamenten gesloopt en werd het terrein opgehoogd en geëgaliseerd, waarna de bouw van de nieuwe kerk begon. Van deze kerk staan nog grote delen overeind, onder andere het middenschip met de oorspronkelijke pijlers. De deels onder het bewind van proost Geldulfus tot stand gekomen eerste fase had reeds een imposant westwerk en werd verder gekenmerkt door een transept met polygonale uiteinden en omgangen. Het huidige grondplan van het oostkoor, de oostcrypte, de kleine crypte en de twee in 1969 ontdekte steunberen aan de oostkant van de apsis behoren tot de vroegste bouwfase van de romaanse kerk. Op 12 augustus 1039 werd de kerk in aanwezigheid van keizer Hendrik III door twaalf bisschoppen gewijd; drie dagen later vond de feestelijke herkroning van Hendrik III in de kerk plaats.

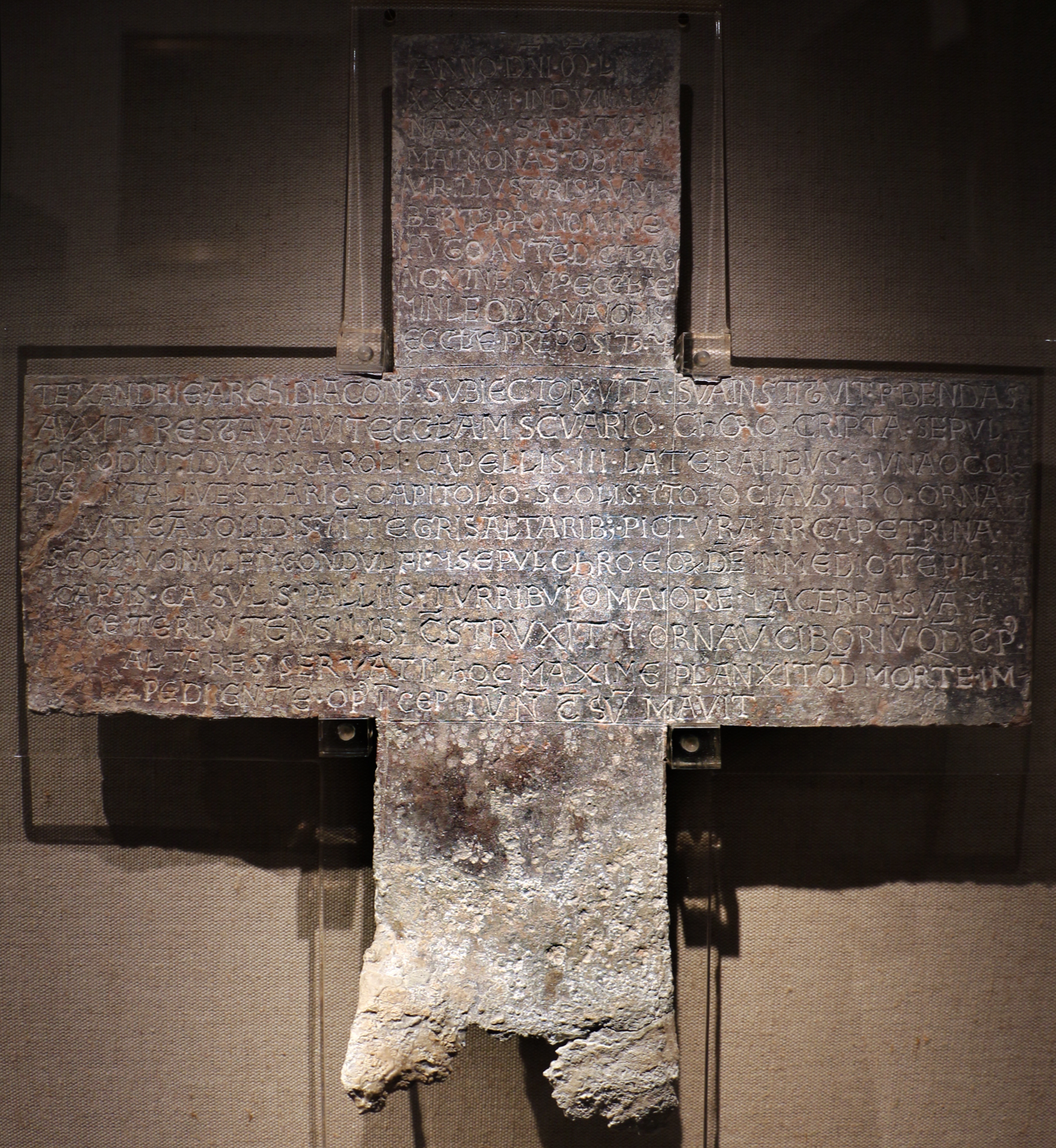
Grafkruis proost Humbertus (†1086)

Tijdens de tweede bouwfase in de tweede helft van de elfde eeuw werden onder proost Humbertus belangrijke wijzigingen aangebracht. Volgens de uitvoerige tekst op zijn loden grafkruis, in 1984 aangetroffen bij opgravingen in de kerk, bouwde Humbertus verder aan het westwerk, verving hij het polygonale transept door een rechthoekig dwarsschip met twee annexkapellen (de omstreeks 1800 afgebroken Maternuskapel en de nog bestaande Dubbelkapel. Verder verbouwde hij de verhoogde viering met de vieringscrypte eronder, vernieuwde hij de oostpartij (in de twaalfde eeuw opnieuw gewijzigd) en verbeterde hij de kloostergebouwen (in de vijftiende eeuw verbouwd als gotische kruisgang).
De derde bouwfase vond plaats in de twaalfde eeuw onder de ambitieuze proosten Arnold van Wied en Gerard van Are. Tijdens deze fase kreeg de oostpartij een ander aanzien door een nieuwe apsis met dwerggalerij en flankerende koortorens, naar het voorbeeld van de domkerken van Speyer en Mainz. Het westwerk werd in deze periode voltooid met een westkoor, een atrium met omringende galerijen, een zogenaamde keizersloge, een proostenkapel en op de hoogste verdieping de Keizerzaal. Architectuurhistoricus Aart Mekking maakte een uitgebreide studie over de manier waarop de architectuur en de inrichting van de twaalfde-eeuwse kerk het streven van de proosten weerspiegelde om de eigenkerk, die een rijksonmiddellijke status binnen het Heilige Roomse Rijk had, een 'keizerlijke uitstraling' te geven. Een middel daartoe, naast de architectuur van het westwerk en het oostkoor, was de plaatsing in één lijn (in medio ecclesiae) van achtereenvolgens het Westwerkaltaar, de cenotaaf van Monulfus en Gondulfus, het Sint-Servaasaltaar boven het graf van de heilige en het hoogaltaar met de Noodkist van Sint-Servaas en vier vergulde reliekhouders van Maastrichtse bisschoppen. De monumentale route door de kerk die op die manier ontstond, moet op bezoekers indruk hebben gemaakt en was volgens Mekking "een van de meest indrukwekkende architectonische en liturgische disposities die de architectuur in het Heilige Romeinse Rijk in de Middeleeuwen heeft voortgebracht".

### Gotische en barokke wijzigingen (ca. 1200 - 1797)
Na voltooiing van het romaanse bouwwerk werd de kerk nog verschillende keren verbouwd en aan de smaak van de tijd aangepast. Eind twaalfde, begin dertiende eeuw verrees aan de zuidzijde het Bergportaal, waarschijnlijk de allereerste uiting van de gotiek in de Nederlanden. In de late dertiende eeuw werd een groot gebeeldhouwd doksaal opgericht, waarmee het priesterkoor van het schip werd afgescheiden. Het beeldhouwwerk met afbeeldingen uit de Servaaslegende vormde de passende achtergrond voor het Servaasaltaar.
In de veertiende en vijftiende eeuw werden de zijbeuken uitgebreid met zijkapellen in Maasgotische stijl. In het transept vervingen grote spitsboogvensters de romaanse ramen. Andere wijzigingen, zoals de toevoeging van steunberen en luchtbogen, hielden verband met de overwelving van het schip, de zijbeuken en het transept (ca. 1450). Als bouwmeester van het gotische gewelf wordt kanunnik Dierick Volquin genoemd, voor wie in de doopkapel een herinneringsplaquette is aangebracht. Kort daarop begon onder proost Antonius Hanneron de bouw van de laatgotische kloostergang en de Koningskapel, waarvoor de Franse koning Lodewijk XI in 1463 een grote som geld beschikbaar stelde. Tijdens deze bouwcampagne was Cornelis de Wael bouwmeester; hij wordt althans in 1473 als zodanig genoemd. In 1556 werd een hoge, spitse middentoren op het westwerk geplaatst, waarin een carillon werd opgehangen.
In de late zestiende of vroege zeventiende eeuw kreeg de Vrijthofzijde van de kerk een barok tintje door de barokke krulgevels van de beide elfde-eeuwse transeptkapellen (Sint-Maternus- en Dubbelkapel). Ook het Bergportaal kreeg in die tijd een barokfaçade. In de jaren 1767-1770 kreeg ook het westwerk een barok aanzien door de nieuwe torenbekroning ontworpen door de Luikse architect Étienne Fayen (soms gespeld: Fayn of Faën). Het interieur van de kerk werd in 1632 gewit en de cenotaaf van Monulfus en Gondulfus werd onder de kerkvloer begraven. Een eeuw later onderging het interieur opnieuw grote wijzigingen toen het gotisch doksaal werd gesloopt en het priesterkoor in barokke stijl werd aangekleed met beeldhouwwerk van Denis-Georges Bayar.

### Secularisatie en herstel (na 1797)
Na de komst van de Fransen in 1794 kreeg het kapittel van Sint-Servaas zware oorlogsschattingen opgelegd, waardoor een groot deel van de kerkschat moest worden verkocht of omgesmolten. In 1796 kregen de kanunniken van Sint-Servaas van de Franse machthebbers opdracht om zowel de rijksadelaar op het westwerk, als de hardstenen paaltjes die het immuniteitsgebied van het kapittel markeerden, te verwijderen. De tweekoppige adelaar (teken van de vrije rijkskerk) en de paaltjes met de Servaassleutel (symbool van de onafhankelijkheid van het kapittel) waren de Fransen een doorn in het oog. Op 30 maart van dat jaar werd de rijksadelaar op het Vrijheidsplein (het Vrijthof) officieel ten grave gedragen. Op de plek van de adelaar verscheen een ijzeren tricolore met daarboven een vrijheidsmuts. Korte tijd daarna werd deze op zijn beurt vervangen door de keizerlijke adelaar van Napoleon Bonaparte.
In december 1797 werden het kapittel en de proosdij van Sint-Servaas opgeheven en werden haar gebouwen verkocht. Het grootste deel van de kerkinventaris werd verkocht of vernield. De kerk en kloostergang werden een tijdlang als militair magazijn gebruikt. In 1804 kreeg de kerk opnieuw een religieuze bestemming, nu als parochiekerk. Begin negentiende eeuw werden zowel de elfde-eeuwse Sint-Maternuskapel, die met de Dubbelkapel een symmetrisch ensemble vormde, als de vijftiende-eeuwse Koningskapel wegens bouwvalligheid gesloopt (van de laatste resteert een deel van de noordelijke muur). Het interieur onderging in de eerste decennia van de negentiende eeuw een metamorfose. Zo werd het priesterkoor verlaagd door de sloop van de middeleeuwse vieringscrypte. Wat nog resteerde van de middeleeuwse koorschilderingen verdween onder een gestucte neoclassicistische pilastergevel en een cassetteplafond. De architect en meubelontwerper Mathias Soiron ontwierp onder andere een nieuwe preekstoel. Ander meubilair werd overgenomen van opgeheven kloosterkerken.
In het westwerk van de kerk, waarvan men destijds meende dat het in opdracht van Karel de Grote was gebouwd, werd in 1845 een meer dan levensgroot standbeeld van de Frankische keizer geplaatst, van de hand van Willem Geefs. De Franse glazeniers Toussaint en Antoine Cartisser, die in Wyck een atelier hadden, vervaardigden voor de "kapel van Karel de Grote" drie gebrandschilderde ramen naar een ontwerp van Théodore Schaepkens.

### Restauraties 19e-20e eeuw
In de periode 1870-1890 werd de Sint-Servaas ingrijpend gerestaureerd door de bekende architect Pierre Cuypers. Cuypers herbouwde de enkele tientallen jaren eerder gesloopte vieringscrypte en liet de kerk beschilderen volgens een polychroom neoromaans decoratieschema. De schatkamer werd ondergebracht in de voormalige refter en kapittelschool in de westelijk kloostergang. De beelden en reliëfs in het Bergportaal werden hersteld en het noordwestportaal aan het Keizer Karelplein werd door Cuypers van nieuw beeldhouwwerk voorzien. Een deel van de romaanse kapitelen aan de buitenzijde van de apsis en de koortorens werd vervangen. De vernieuwing van de puntgevel boven het oostkoor is door het abusievelijk gebruik van rode zandsteen nog steeds zeer zichtbaar. Ook het westwerk werd vernieuwd, waarbij de barokke noordelijke en zuidelijke torenspitsen uit 1767 van de Luikse architect Étienne Fayen werden vervangen door neoromaanse exemplaren. Ook de middentoren op het westwerk - eveneens van Fayen - verdween en op die plaats verrees een hoge, ranke toren in neogotische stijl. Deze laatste ging in 1955 door brand verloren, waarbij een deel van de torenspits door het dak van het middenschip stortte.
In 1981 ging opnieuw een ingrijpende restauratie van het kerkgebouw van start, onder leiding van T. van Hoogvest en P. Satijn. In de eerste fase werden het exterieur, de kloostergang en de schatkamer aangepakt, zodat de kerk open kon blijven. Tijdens de restauratie kwamen ernstige gebreken aan het licht. Eén steunbeer bleek door een bouwfout geen fundament te hebben, waardoor een grote scheur in een muur van het zuidelijke transept was ontstaan. Bij de restauratie werd het restant van de afgebrande middentoren van Cuypers verwijderd. De ingangsportalen aan de Vrijthofzijde werden hersteld. Na een bezoek van paus Johannes Paulus II in 1985, waarbij de kerk tot basilica minor werd verheven, verhuisde de parochie tijdelijk naar de Kruisherenkerk en begon de restauratie van het interieur. Er werd vloerverwarming aangelegd en een deel van de meubilering van de kerk werd vervangen. De neogotische muurschilderingen van Cuypers werden, op enkele zijkapellen na, verwijderd en ervoor in de plaats kwam een beschildering in laatmiddeleeuwse stijl, gebaseerd op restanten van vijftiende-eeuwse gewelfschilderingen. De verwijdering van een groot deel van de Cuypers-decoraties en de reconstructie van de laatmiddeleeuwse situatie was controversieel en leidde tot veel discussie.
De restauratie werd in 1993 afgerond. De werkzaamheden waren dusdanig ingrijpend geweest, dat het nodig werd geacht de kerk opnieuw in te wijden. Bij de consecratieplechtigheid in 1993 waren 12 bisschoppen aanwezig, hetzelfde aantal als in 1039. In openingen van de pijlers werden kruisjes met Heilig Oliesel aangebracht.

## Functieverandering: van eigenkerk tot dekenaatskerk

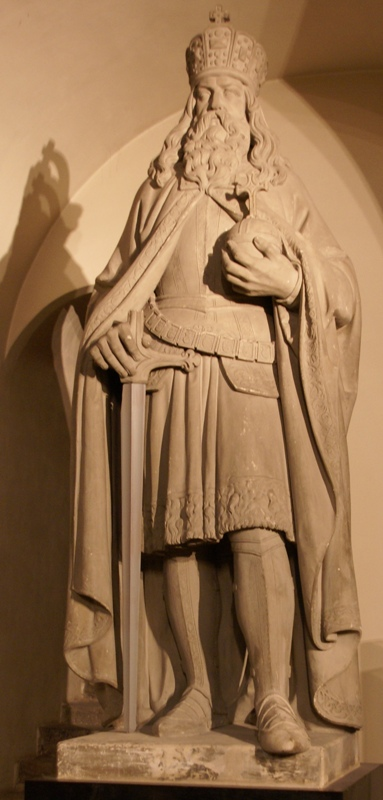
Standbeeld Karel de Grote in het westwerk (W. Geefs, 1845)

### Eigenkerk
In het verleden claimde het kapittel van Sint-Servaas de oudste en meest eerbiedwaardige kerk van Maastricht te zijn en bovendien, van de vierde tot begin achtste eeuw, de kathedraal van het bisdom Maastricht. Voor deze claims is geen bewijs voorhanden, zoals dat ook ontbreekt voor soortgelijke aanspraken van het kapittel van Onze-Lieve-Vrouwe (dat, vanwege de nauwe banden met het Luikse kathedraalkapittel, eerder in aanmerking komt om als bisschopskerk te hebben gefungeerd).
Wel staat vast dat de Sint-Servaaskerk enkele eeuwen fungeerde als koninklijke eigenkerk, een van de weinige, zo niet de enige in de Nederlanden. Tijdens de Karolingische periode bestonden er al nauwe betrekkingen tussen deze kerk en de Frankische koningen. In het begin van de achtste eeuw wordt het Sint-Servaasklooster in de schriftelijke bronnen genoemd als verbanningsoord van abt Wando van Fontenelle, een van de tegenstanders van Karel Martel in de Frankische Burgeroorlog. Uit het feit dat Wando door de Karolinger Karel Martel enkele tientallen jaren naar Maastricht werd verbannen, kan worden afgeleid dat de Karolingen toen zekere rechten hadden over kerk en klooster van Sint-Servaas. Dat was zeker het geval in de negende eeuw, toen Alcuinus en Einhard, beiden vooraanstaande hovelingen aan het Akense koningshof, in Maastricht lekenabt waren. Of Karel de Grote de kerk heeft bezocht, is niet zeker maar wel aannemelijk.
Na een kort intermezzo in de tiende eeuw, waarin de kerk bezit was van het domkapittel van Trier, werd de band met de Duitse vorsten hersteld. Met name in de elfde en twaalfde eeuw was de band met de Salische en Staufische koningen en keizers eng. Koning Hendrik III droeg de Sint-Servaaskerk een warm hart toe en liet zich er, jaren na zijn officiële kroning in de Dom van Aken, op 15 augustus 1039 feestelijk herkronen (Festkrönung). Verschillende Maastrichtse proosten waren in die tijd kanselier van het Heilige Roomse Rijk, een traditie die wellicht in 1087 door Hendriks zoon en opvolger Hendrik IV werd ingesteld. De status van 'koninklijke kerk' kwam in dezelfde periode tot uitdrukking in de architectuur van met name de oostpartij en het westwerk, die refereert aan de grote Duitse rijkskerken (Aken, Worms, Spiers, Mainz).
In 1204 werd het benoemingsrecht van de proosten door koning Otto IV overgedragen aan de hertog van Brabant. In 1214 vond in de kerk de hernieuwde verloving plaats van Maria van Brabant en Otto IV, een gebeurtenis die de band tussen de Brabantse hertogen en de Rooms-Duitse koningen bezegelde. Vanaf dat moment nam de koninklijke belangstelling voor de Maastrichtse kerk af. Weliswaar bleef men zich "vrije rijkskerk" en "rijksonmiddellijk kapittel" noemen, maar in feite waren dat na 1204 loze titels.

### Kapittelkerk en pelgrimskerk
Aan de kerk was vanaf de vroege achtste eeuw (mogelijk al eerder) een klooster verbonden. Waarschijnlijk is dit klooster in de negende eeuw omgezet in een seculier kapittel. Vanaf de twaalfde eeuw gaan de monniken, dan kanunniken genoemd, zelfstandig wonen. Het kapittel is dan al een machtige instelling, met aan het hoofd een proost (voor de zakelijke bewindvoering) en een deken (voor het geestelijk welzijn van de kanunniken). Aan het kapittel waren een veertigtal prebenden verbonden. Het Sint-Servaaskapittel was zeer rijk door inkomsten uit bezittingen, tiendrechten en andere feodale rechten in een groot gebied rondom Maastricht. Het proosdijgebouw, vanwaaruit al deze bezittingen werden geadministreerd en waar tevens recht werd gesproken, bevindt zich nog steeds ten westen van de kerk. In de nabijheid van de proosdij lagen graanschuren, wijnkelders, een brouwerij, paardenstallen en gastenverblijven. De rijkdom van kerk en kapittel kwam tot uitdrukking in de vele kostbaarheden in de schatkamer, de reeks verbouwingen en verfraaiingen aan kerk en proosdij, en later – met name in de achttiende eeuw – het weelderige leefpatroon van de kanunniken en de bouw van kapitale kanunnikenhuizen rondom de kerk en buitenhuizen in de omliggende dorpen.
Vóór 1218 stichtten de kanunniken naast hun eigen kerk een aparte parochiekerk, de Sint-Janskerk. Vanaf dat moment deed de Servaaskerk nog slechts dienst als kapittel- en pelgrimskerk. De bedevaartsfunctie kreeg een sterke impuls door de instelling van de heiligdomsvaart, voor het eerst genoemd in 1391, maar zeker ouder. Vooral in de vijftiende eeuw was Maastricht daardoor een topbestemming voor pelgrims (die daarvoor of daarna meestal Aken en Kornelimünster aandeden). De gasthuizen van Sint-Jacob en Sint-Servaas, die beide aan het kapittel toebehoorden, vingen de pelgrims op. Door de Reformatie, de Tachtigjarige Oorlog en epidemieën nam de stroom pelgrims in de zestiende eeuw sterk af. Na de verovering van Maastricht door Frederik Hendrik (Beleg van Maastricht, 1632) kon het kapittel blijven voortbestaan. De Sint-Janskerk moest echter worden overgedragen aan de protestanten, waarna de Sint-Jansparochie kerkte in de kapel van het Sint-Jacobsgasthuis.

### Parochie- en dekenaatskerk

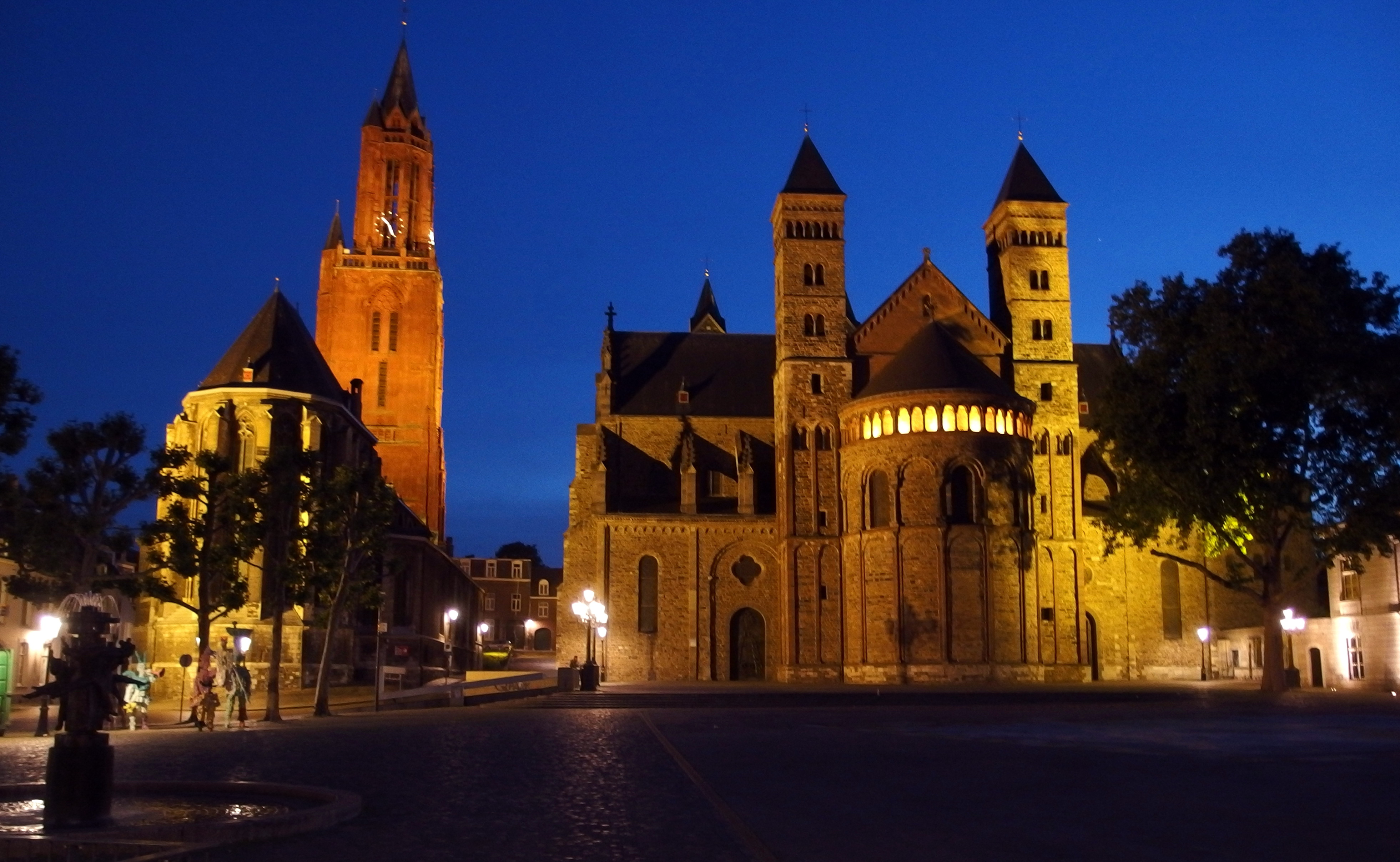
De Maastrichtse 'kerkentweeling' aan het Vrijthof. Links de voormalige parochiekerk, rechts de huidige parochie-/dekenaatskerk

Na de opheffing van kapittel en proosdij in de Franse tijd kregen de gebouwen een profane bestemming. In 1804 kreeg de kerk haar religieuze bestemming terug, nu als parochiekerk. Een bekende priester, die in de negentiende eeuw verbonden was aan de Sint-Servaaskerk was Louis Hubert Rutten (1809-1891), stichter van de Broeders van de Onbevlekte Ontvangenis van Maria. Gedurende de negentiende en twintigste eeuw werd de kerk aangeduid als 'hoofdparochiale kerk', waarmee werd aangegeven dat het de belangrijkste parochiekerk van Maastricht was. De Sint-Servaaskerk is sinds 1842 tevens dekenaatskerk van het dekenaat Maastricht, aanvankelijk alleen bestaande uit een vijftal parochies op de linker Maasoever; na de opheffing van het dekenaat Wyck in 1954 ook uit zevenparochies op de rechter Maasoever. Tegenwoordig bestaat het dekenaat uit alle parochies binnen de gemeenten Maastricht en Meerssen. In 2000 is de parochie een personele unie aangegaan met de Sint-Anna/Sint-Lambertusparochie. Pastoor en deken is sinds november 2016 J. Dautzenberg; kapelaan is H. Garcia Leon. De pastorie en het parochiebureau bevinden zich aan het Keizer Karelplein. Dagelijks worden er in de Sint-Servaaskerk missen opgedragen, doordeweeks in de Sint-Servaaskapel, op zondag in de basiliek zelf. Aan de kerk is een gregoriaans mannenkoor verbonden, de Schola Gregoriana, en een gemengd koor, de Cappella Sancti Servatii.

### Lijst van pastoors en pastoor-dekens
- 1803-1810: A.F. (Arnold) Roemers[noot 7]
- 1815-1835: H.L. Partouns[noot 8]
- 1836-1855: P.A. van Baer[noot 9]
- 1855-1868: W.P.H. Scheyven[noot 10]
- 1868-1893: F.X. Rutten[noot 11]
- 1893-1911: H.L.A. Sevriens[noot 12]
- 1911-1938: J.A.H. Wouters[noot 13]
- 1938-1954: J.J.F. Ingendael[noot 14]
- 1954-1964: P.J.M. Jenneskens[noot 15]
- 1964-1968: K.W.A.H. Roncken[noot 16]
- 1970-1979: G.P. Hommes[noot 17]
- 1980-1984: L.H. Pelzer[noot 18]
- 1984-1991: R.H.M. (René) Maessen
- 1991-2016: M.J.M. (Mathieu) Hanneman[noot 19]
- 2016-nu: J.J.H. (John) Dautzenberg[noot 20]

### Overige ambtsdragers en functionarissen
Tot de bekendere kapelaans van de Sint-Servaasparochie (1804-heden) behoren: G.B.J. Meijnders (1820?-1832), P.D. Nyst (1834-1849), M.H.A. Willemsen (1856-1878), J.A.H. Wouters (1878-1896; later pastoor-deken), J.L.H. Vrancken (1882-1886), M. Rutten (1887-1902), J.M.H. van Kan (1901-1923), J.M. Souren (1902-1911), J.A.J.A. Verheggen (1911-1915) en J.A.H.M. Houben (1939-1945).
Van de overige functionarissen uit de recente periode kunnen vermeld worden: de schatbewaarder Sigismund Tagage F.I.C. (ca. 1965-2012), de koster P. Wolters (vóór 2000-heden), de suisse Ben Husson (?-2019), de voorzitter van de Vereniging ‘Het Graf van Sint Servaas’ Theo Bovens (?-heden), de dirigenten van de Cappella Sancti Servatii Benoît Franssen (1913-1964), Peter Serpenti (1964-2013) en Hans Heykers (2013-heden), en de organisten Benoit Franssen (1913-?), Jean Franssen (1944-1954), Theofiel Franssen (?-?) en Marcel Verheggen (?-heden).

## Beschrijving exterieur

### Oostpartij

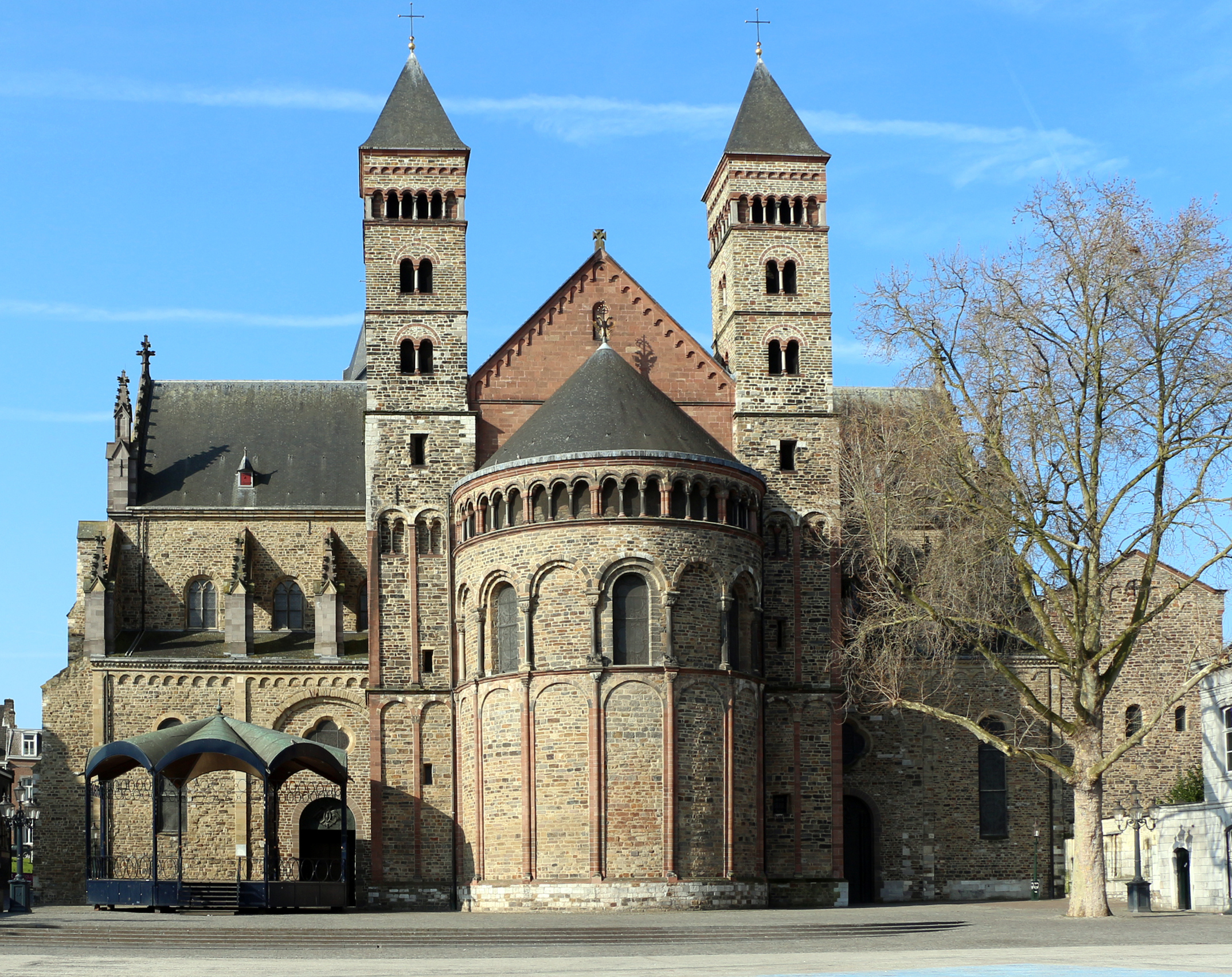
De oostpartij in 2016 met van links naar rechts: zuidertransept, zuidelijke koortoren, apsis, noordelijke koortoren, noordertransept en, half verscholen, de Dubbelkapel

De bouw van de oostpartij begon waarschijnlijk al omstreeks het jaar 1000 en werd in de elfde eeuw voortgezet onder de proosten Geldulfus en Humbertus. Zijn huidige aanzien kreeg het koor in de twaalfde eeuw tijdens het bewind van proost Arnold van Wied. De lagere delen van de apsis, het transept en de noordoostelijke Dubbelkapel (de huidige schatkamer) zijn nog uit de tijd van Humbertus. De kenmerkende apsis met dwerggalerij en flankerende koortorens kwam waarschijnlijk in het tijdvak 1140-1150 tot stand. De twee lagere gevelzones van de apsis zijn geleed met rondbogige spaarvelden, de bovenste zone bestaat uit een open arcade gedragen door zuiltjes, de dwerggalerij. De Sint-Servaasapsis vertoont grote overeenkomsten met die van de Dom van Speyer en de Dom van Mainz, waarvan het een navolging is, en die van het Munster van Bonn, de Abdijkerk van Maria Laach, de Sint-Gereonkerk in Keulen en de Sint-Kastorkerk in Koblenz, die op hun beurt naar het Maastrichtse voorbeeld werden gemodelleerd. De apsis en koortorens zijn bij de Cuypers-restauratie ingrijpend gerestaureerd, waarbij ook de puntgevel boven de apsis in rode zandsteen werd herbouwd. De Vrijthofportalen aan weerszijden van de koortorens zijn bij de restauratie in de jaren 1980 hersteld en voorzien van bronzen toegangsdeuren met reliëfs. De zuidoostelijke portaaldeur is van de kunstenaar Piet Killaars; de noordoostelijke (de 'Pausdeur') van Appie Drielsma.
De romaanse bouwsculptuur van de oostpartij is kunsthistorisch van belang, ook al zijn een aantal kapitelen bij de Cuypers-restauratie rond 1870 vervangen door nieuwe. De kapiteeltjes van de dwerggalerij zijn onbewerkt, maar alle andere kapitelen, zowel van de apsis als van de koortorens, zijn gebeeldhouwd en laten voorstellingen zien van onder andere vogels die in planten verstrikt zijn, vogels die met hun vleugels in elkaar verstrikt zijn, draken met in elkaar verstrikte staarten, draken met vogelkoppen die naar elkaar pikken, draken met vogelkoppen die naar leeuwen pikken, twee centauren omgeven door gebladerte, een mensachtig wezen verstrikt in planten, een mensachtig wezen dat door een leeuw in de borst gebeten wordt, een mensachtig wezen dat twee monsters wurgt en twee mensachtige wezens die elkaar omhelzen. Verder zijn er kapitelen met alleen palmetten en lancetvormige bladeren. De betekenis van de afgebeelde voorstellingen, in veel gevallen ontleend aan middeleeuwse bestiaria, is niet in alle gevallen duidelijk. Vaak gaat het om de strijd tussen goed en kwaad, waarbij dieren, fabeldieren en planten de kwaadaardige kant van de natuur voorstellen.

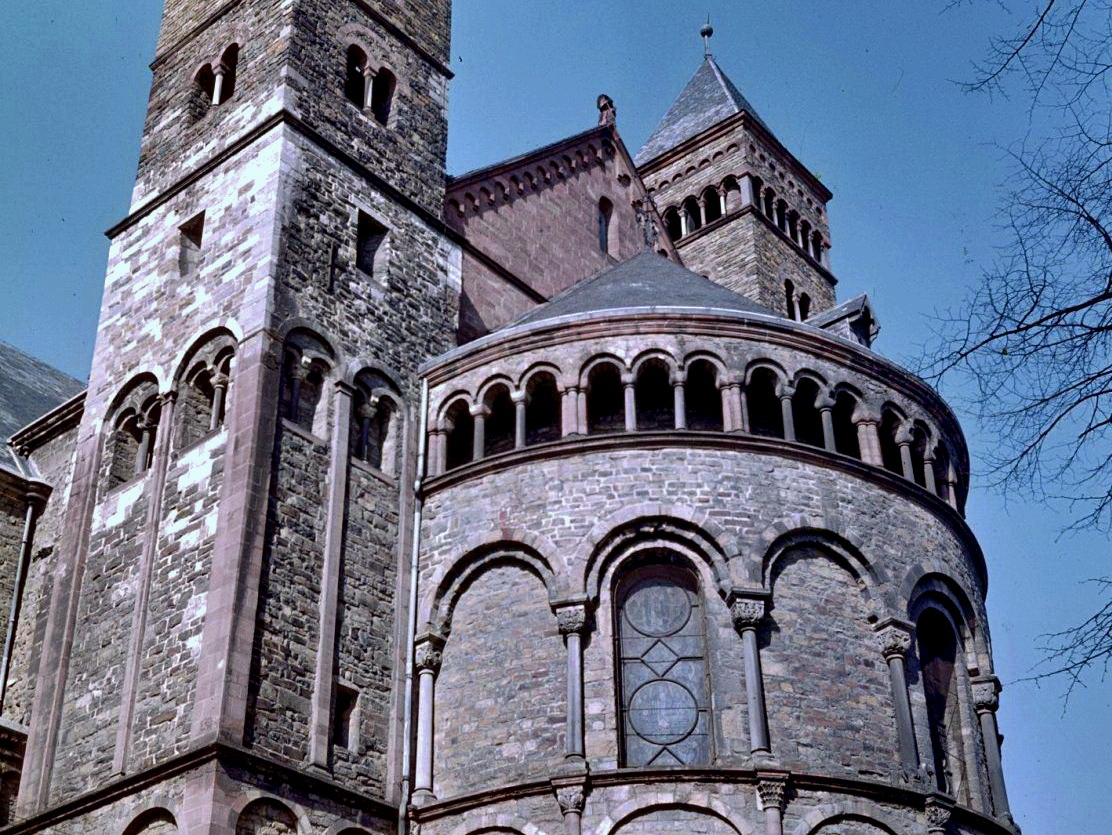
Detail apsis met dwerggalerij en flankerende koortorens
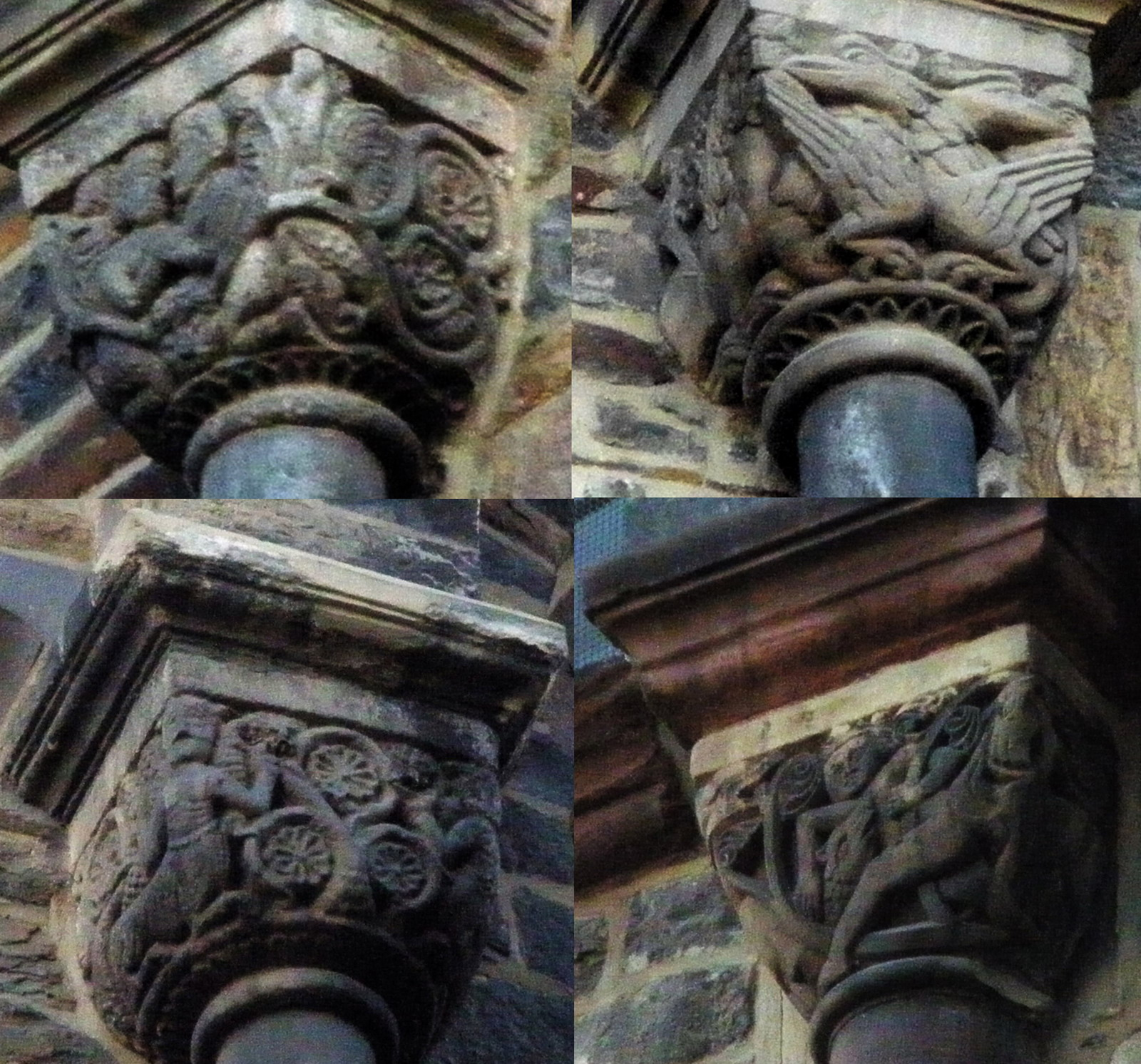
Romaanse kapitelen aan de apsis
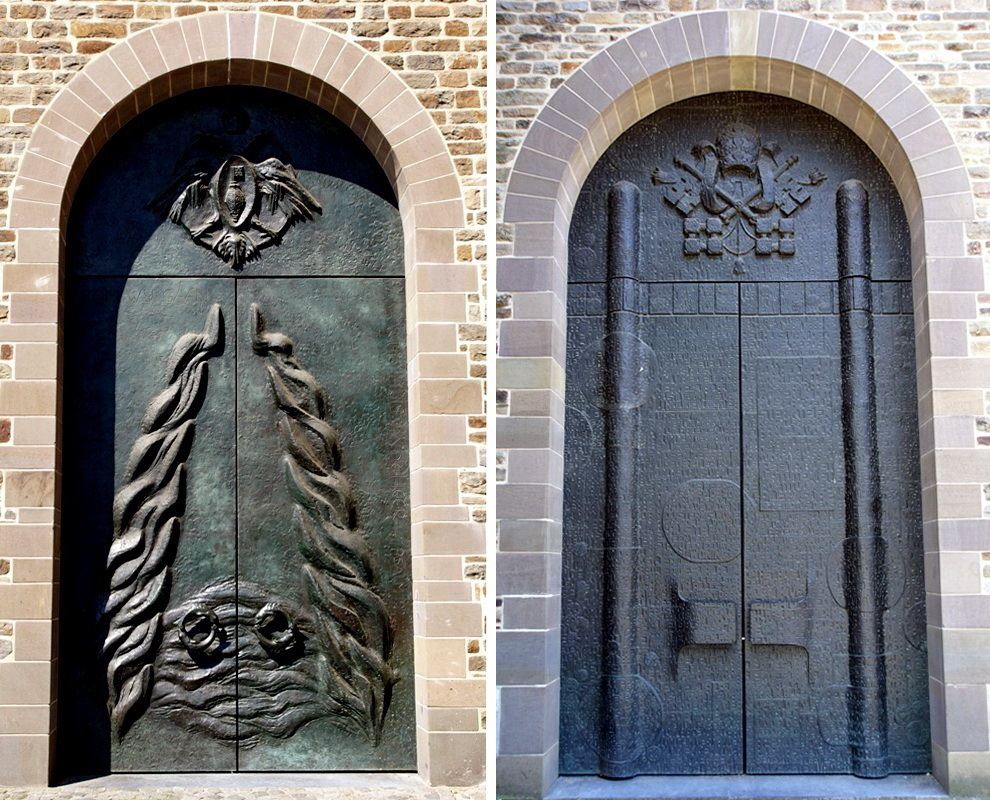
Bronzen deuren van P. Killaars (links) en A. Drielsma
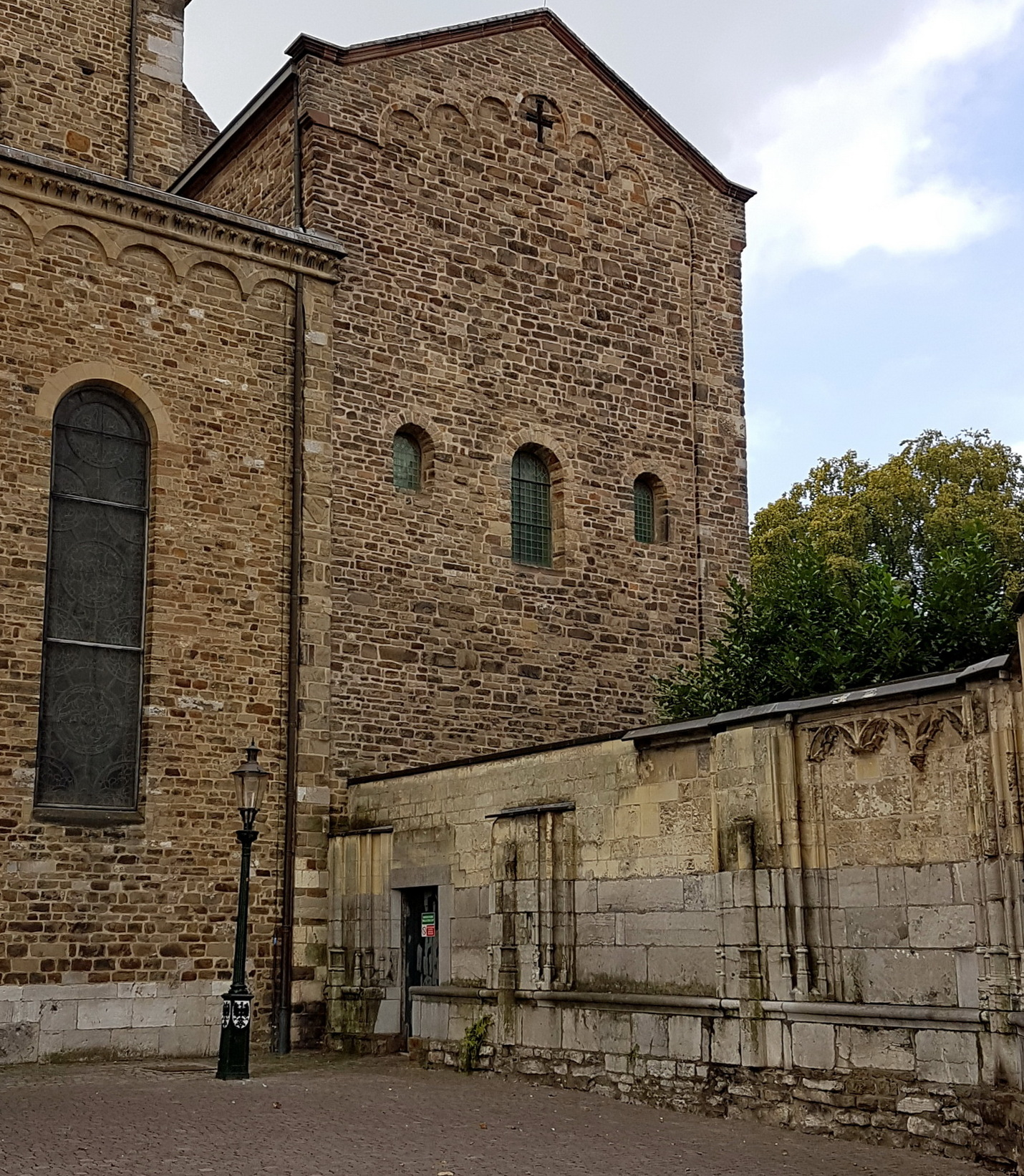
Dubbelkapel (11e eeuw) en ruïne Koningskapel (15e eeuw)

### Westwerk
De kern van het monumentale westwerk van de Sint-Servaaskerk kwam waarschijnlijk al tot stand tijdens de eerste bouwfase van de romaanse kerk, maar onderging in de twaalfde eeuw een ingrijpende vernieuwing. De zware onderbouw van kolenzandsteen heeft een rechthoekige plattegrond met een iets vooruitspringend middendeel. De drie horizontale gevelzones nemen naar boven toe in hoogte af en zijn voorzien van spaarvelden met rondbogen. In de bovenste zone bevinden zich rondboogvensters met deelzuiltjes. In de loop van de dertiende eeuw werden waarschijnlijk de schoormuren of steunbogen toegevoegd, die over de straat Sint Servaasklooster reiken. Uit dezelfde tijd dateren de noordelijke en zuidelijke westbouwtorens (met negentiende-eeuwse leien daken). Tussen deze twee torens hebben in de loop der eeuwen diverse middentorens gestaan. Na een brand in 1955, waarbij de neogotische toren werd vernield, werd bij de laatste restauratie besloten geen nieuwe middentoren te bouwen. In de noordtoren hangt een carillon, in de zuidtoren enkele luidklokken (o.a. Grameer, zie hieronder).

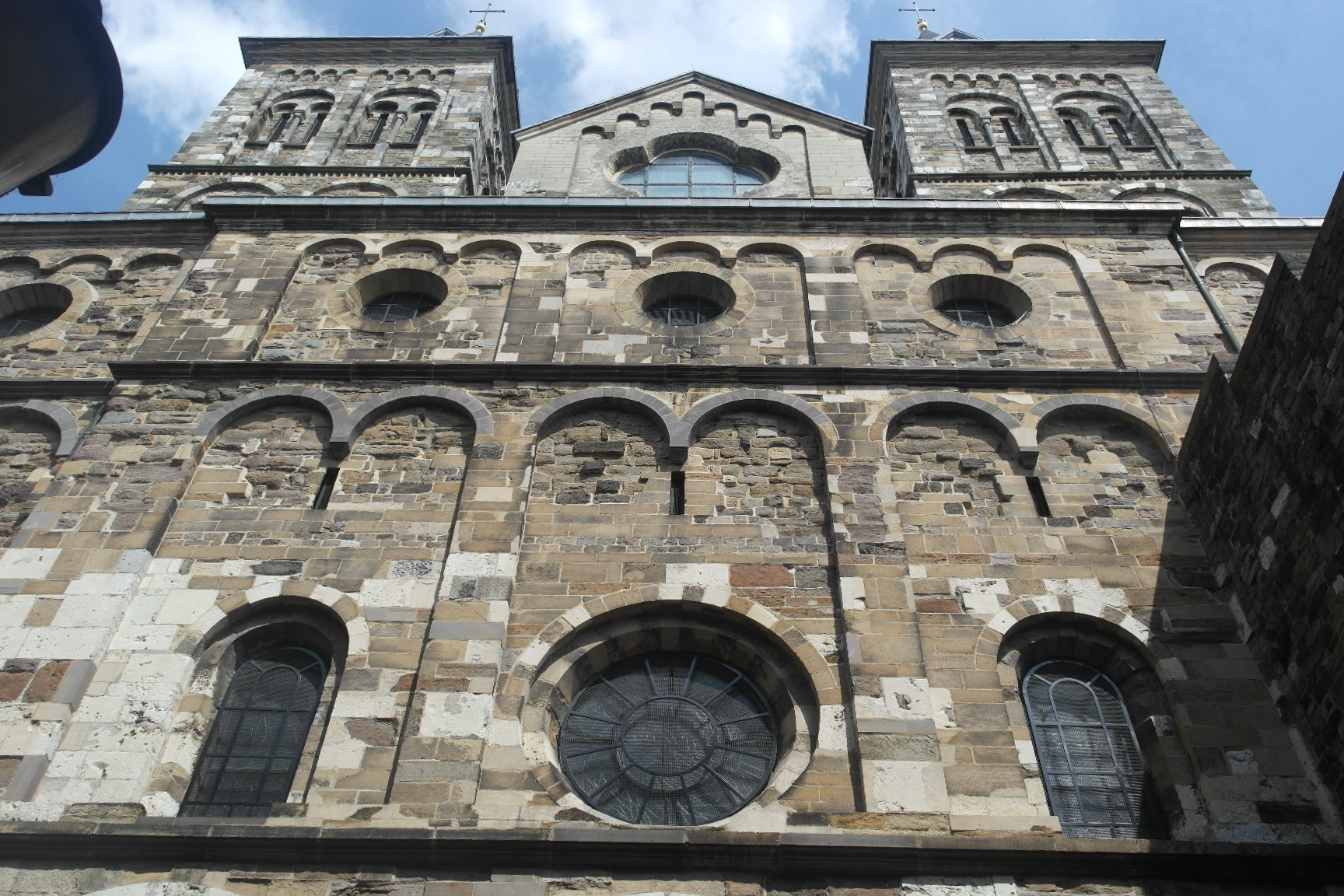
Het westwerk, vanaf het Sint Servaasklooster
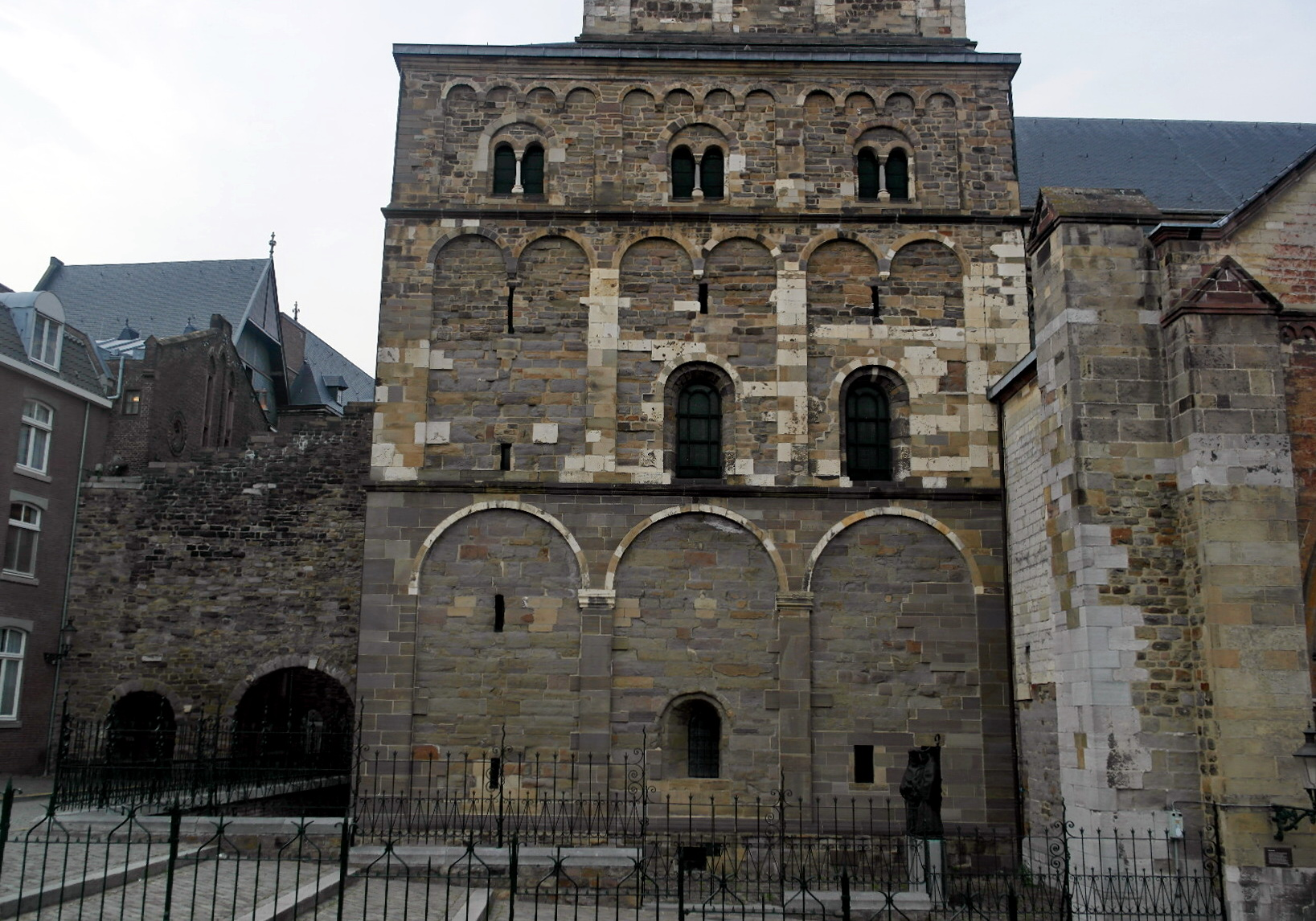
Zuidzijde, met steunbogen, vanaf het Veldekeplein
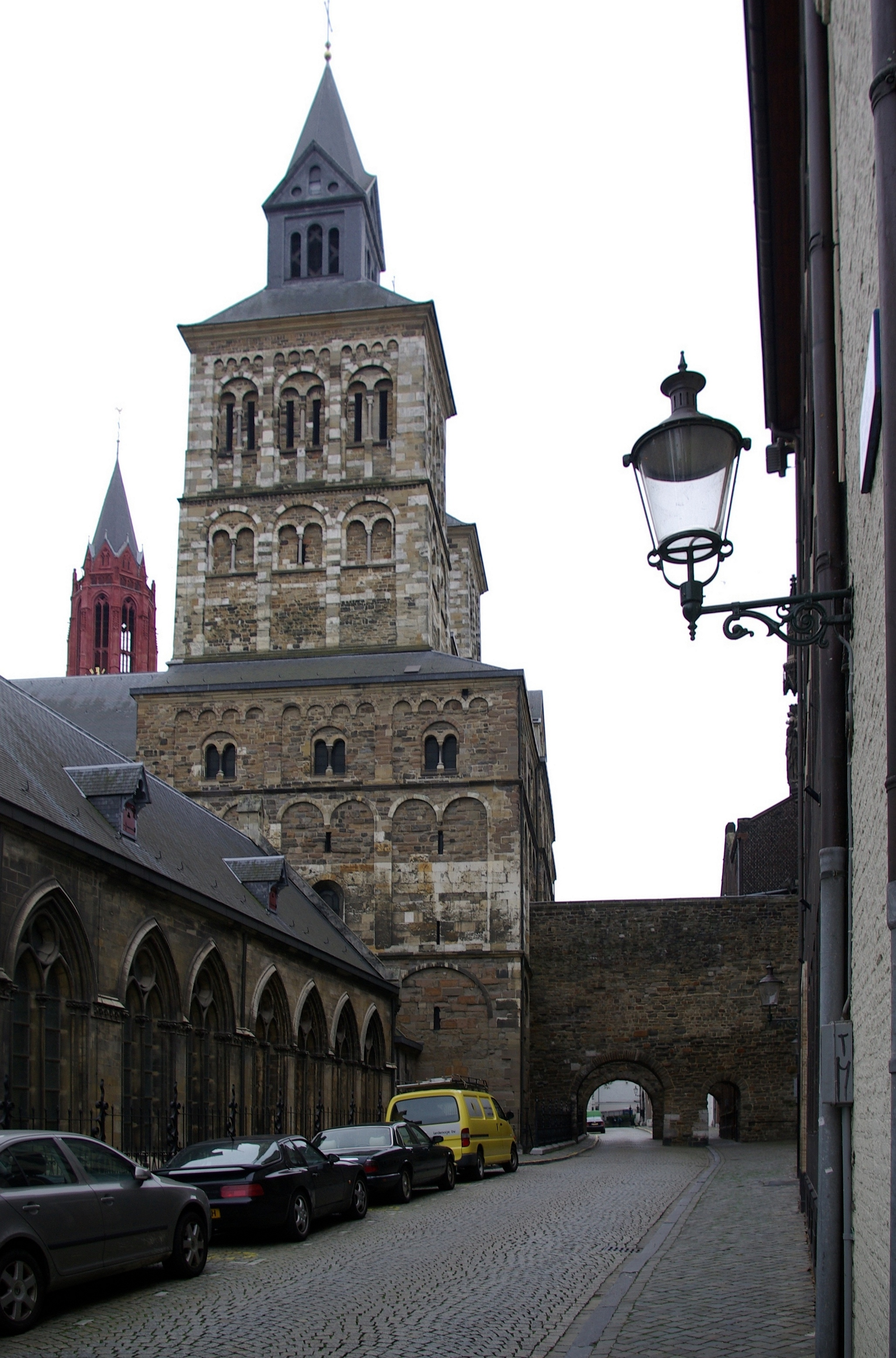
Noordzijde, vanaf het Sint Servaasklooster
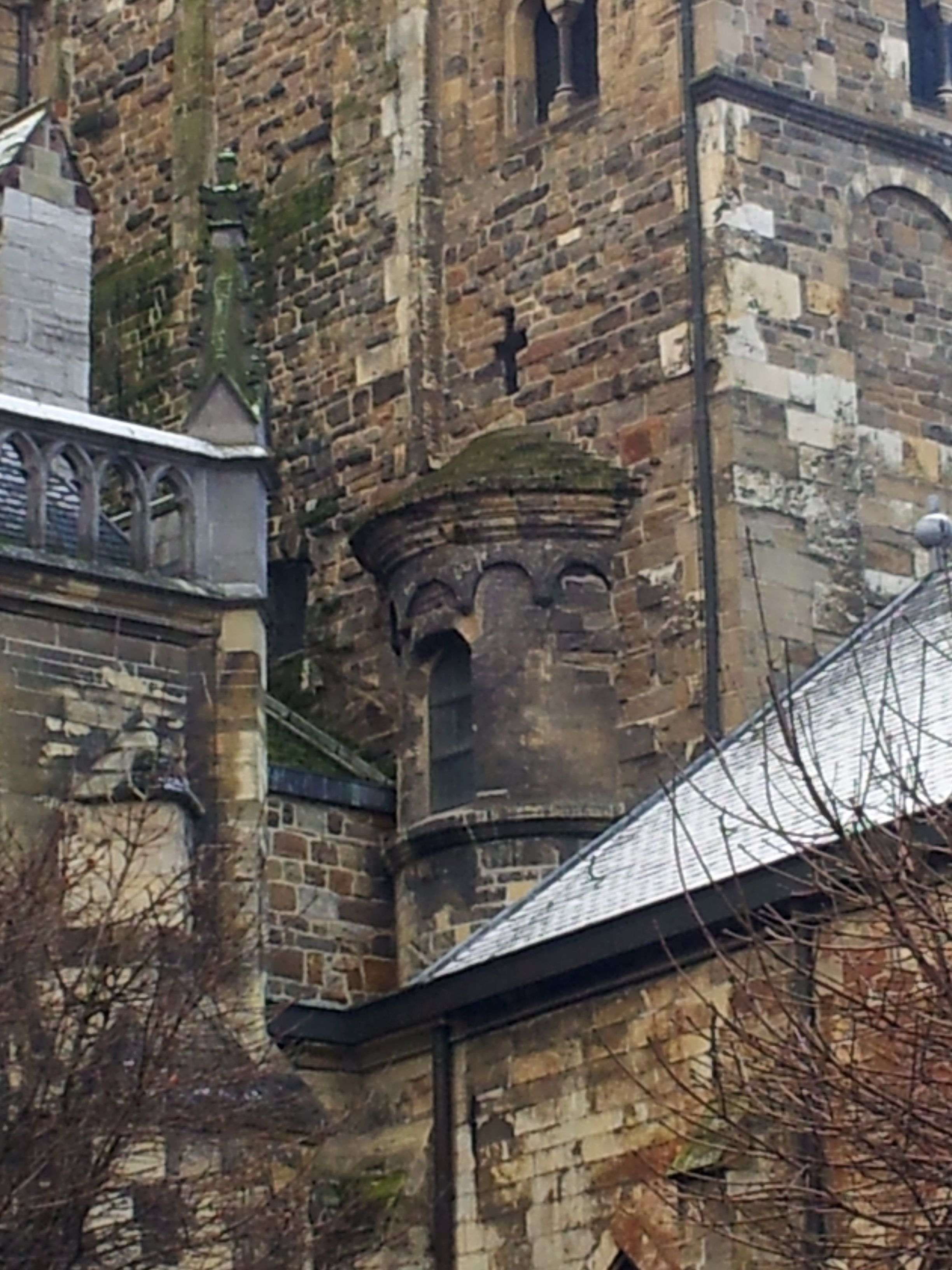
De proostenkapel aan de noordoostzijde

### Zuidzijde en Bergportaal
Vanaf het Henric van Veldekeplein geeft de Sint-Servaasbasiliek een hybride aanblik: enerzijds het zware, romaanse westwerk, anderzijds de lichtere, gotische vormen van de zuidelijke zijbeuk, de zijkapellen, de luchtbogen van het gotische gewelf en het Bergportaal.
Het Bergportaal uit de late twaalfde, vroege dertiende eeuw geldt als een der vroegste uitingen van de Gotiek in de Nederlanden. Een deel van het portaal dateert van omstreeks 1175, met name het beeldhouwwerk van de latei, het timpaan en de twee binnenste archivolten boven de doorgang naar de kerk. Op het boogveld zijn scènes uit het leven van Maria afgebeeld: linksonder het sterfbed, rechtsonder de opwekking van Maria en in het bovenste segment de triomf van Maria. De beelden in de archivolten stellen aartsvaders, profeten, heiligen en koningen voor. De zijwanden van de vestibule zijn voorzien van romaans aandoende nissen waarin beelden zijn geplaatst. Bijzonder zijn de in het portaal toegepaste zuiltjes van kalksinter, een marmerachtige steen die gevormd wordt door kalkafzetting in Romeinse aquaducten in de Eifel. Bij de restauratie van het portaal in 1883-87 is het beeldhouwwerk van een neogotische polychromie voorzien en heeft men een marmeren mozaïekvloer gelegd met een labyrint.
Op de zuidoosthoek, in de nauwe straat tussen de Sint-Janskerk en de Sint-Servaas stond ooit de Maternuskapel. Tegenwoordig heet deze straat Het Vagevuur. Het grote raam in het zuidertransept heeft een gebeeldhouwde middenstijl met de Boom van Jesse, een geschenk van Victor de Stuers uit ca. 1900. Tegen de zuidelijke transeptmuur is in 2016 een chatsjkar onthuld, een geschenk van de Armeense gemeenschap in Maastricht, om de banden met Sint-Servaas, die van Armeense oorsprong zou zijn, te benadrukken. Op de zuidwesthoek van het kerkencomplex stond tot begin twintigste eeuw 't Spijker, een grote graanschuur van het kapittel. Tegenwoordig staan hier de bronzen beelden van Monulfus en Gondulfus van Jef Courtens.

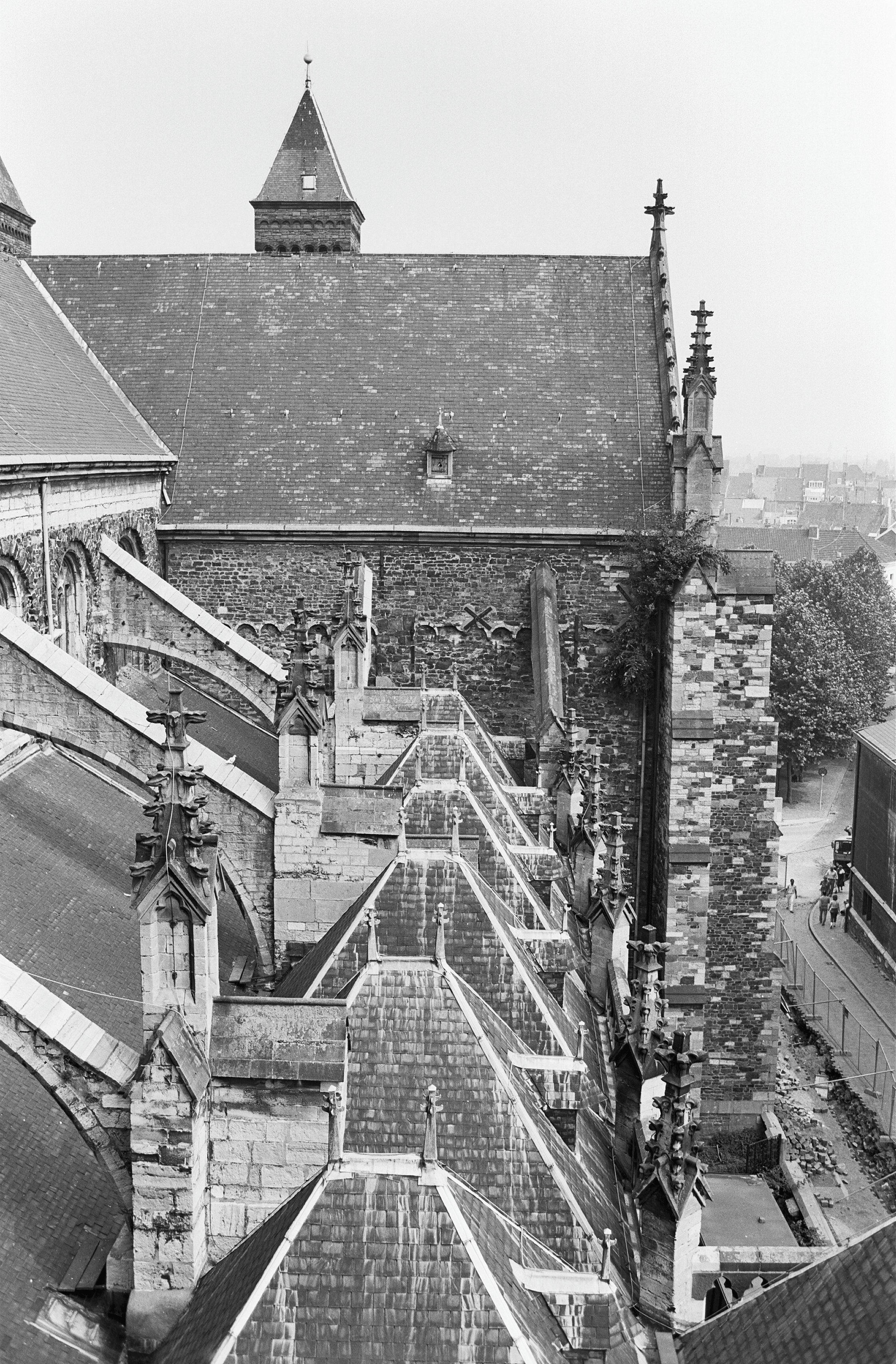
Daken zuidelijke zijkapellen en zuidertransept
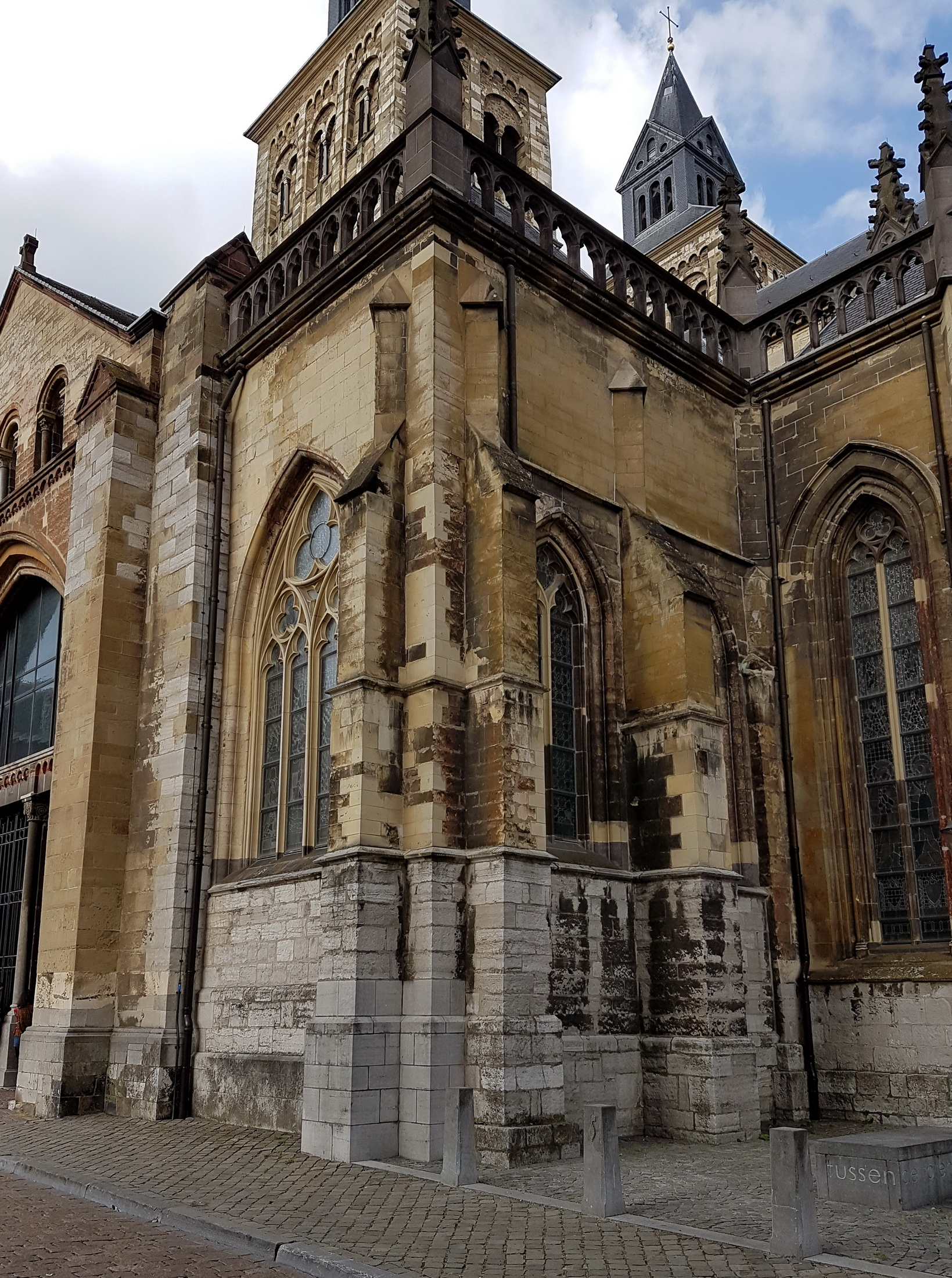
Doopkapel met fragment Bergportaal (links)
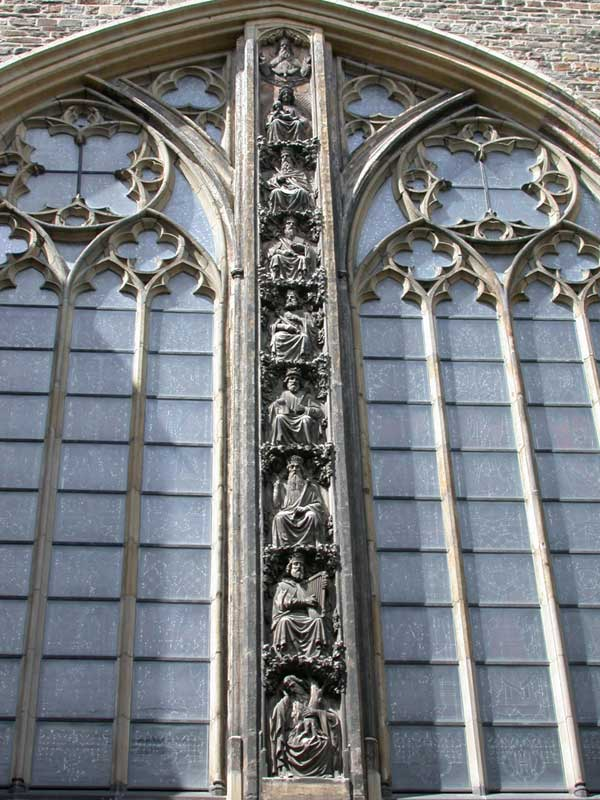
Neogotisch raam zuidertransept
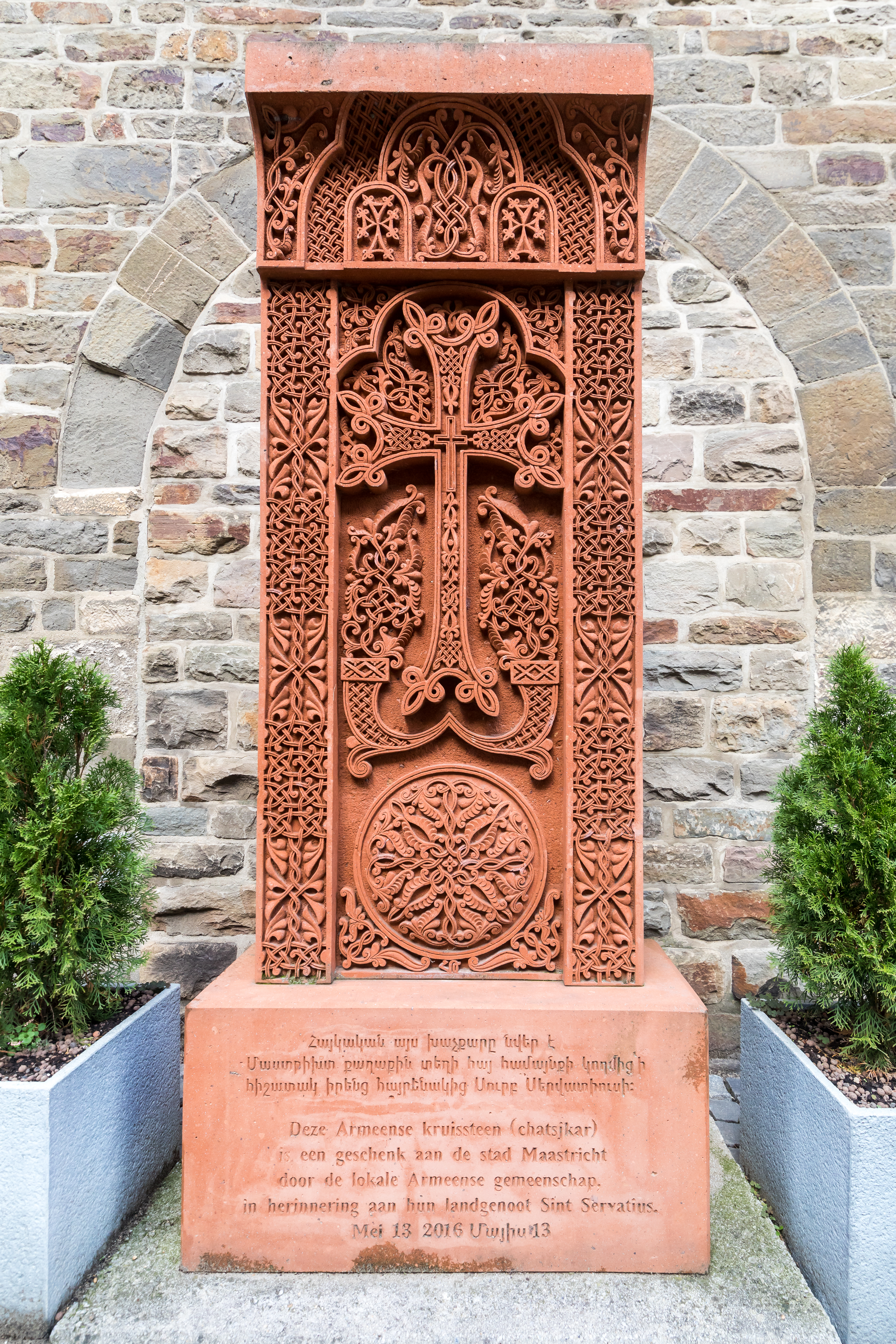
Armeens monument tegen muur zuidertransept

### Noordzijde en Noordportaal
Aan het Keizer Karelplein bevindt zich het Noordportaal, tegenwoordig de hoofdingang van de kerk en schatkamer. Het portaal kwam omstreeks 1475 tot stand, als sluitstuk van de gotische kruisgang. In de loop der eeuwen verloor het portaal vrijwel alle beelden en decoraties. Het huidige portaal is gotisch, maar alle beelden zijn neogotisch. In het spitsboogsegment staat Christus te midden van Sint-Petrus en Sint-Servaas. In de archivolten daaromheen zijn de twaalf apostelen afgebeeld. Naast de toegangspoort staan vier profeten opgesteld. Opvallend zijn de zeer hoge pinakels.
Naast het portaal bevindt zich links de pastorie en rechts de kosterswoning. De pastorie maakt onderdeel uit van de Sint-Maternushof, waar zich in het verlengde van de noordelijke kloostergang diverse parochiële en dekenale ruimten bevinden. De mergelstenen kosterswoning is door Cuypers toegevoegd in 1894-95, toen ook de kloosterwand langs het Sint Servaasklooster werd vernieuwd. Het pand werd in 1990 ingrijpend verbouwd, waarbij de ingang verplaatst werd naar de westzijde. Op het plein voor het Noordportaal bevindt zich de Servaasfontein met een bronzen beeld van de heilige van de hand van Charles Vos.

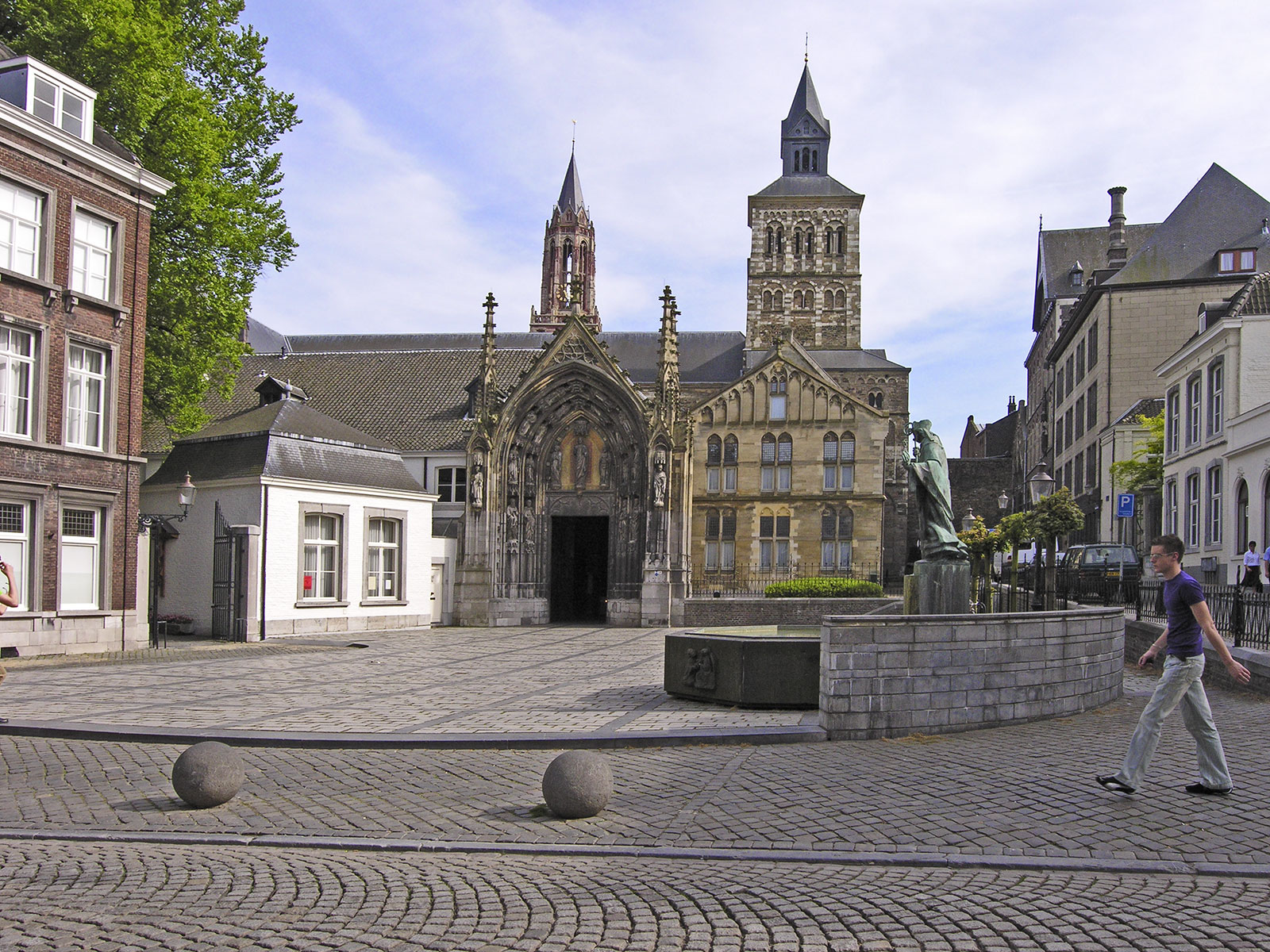
Keizer Karelplein met Noordportaal
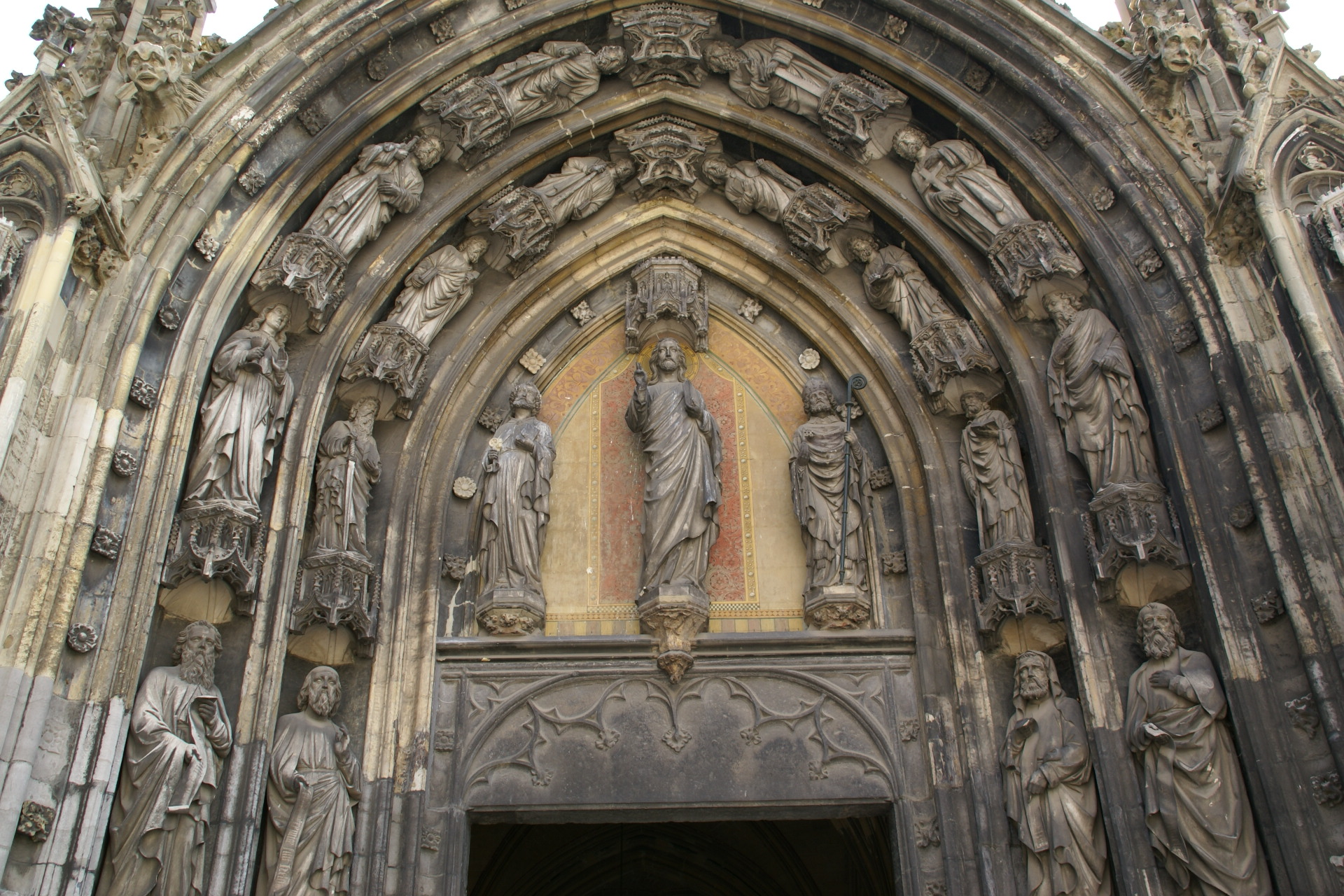
Neogotische sculptuur Noordportaal
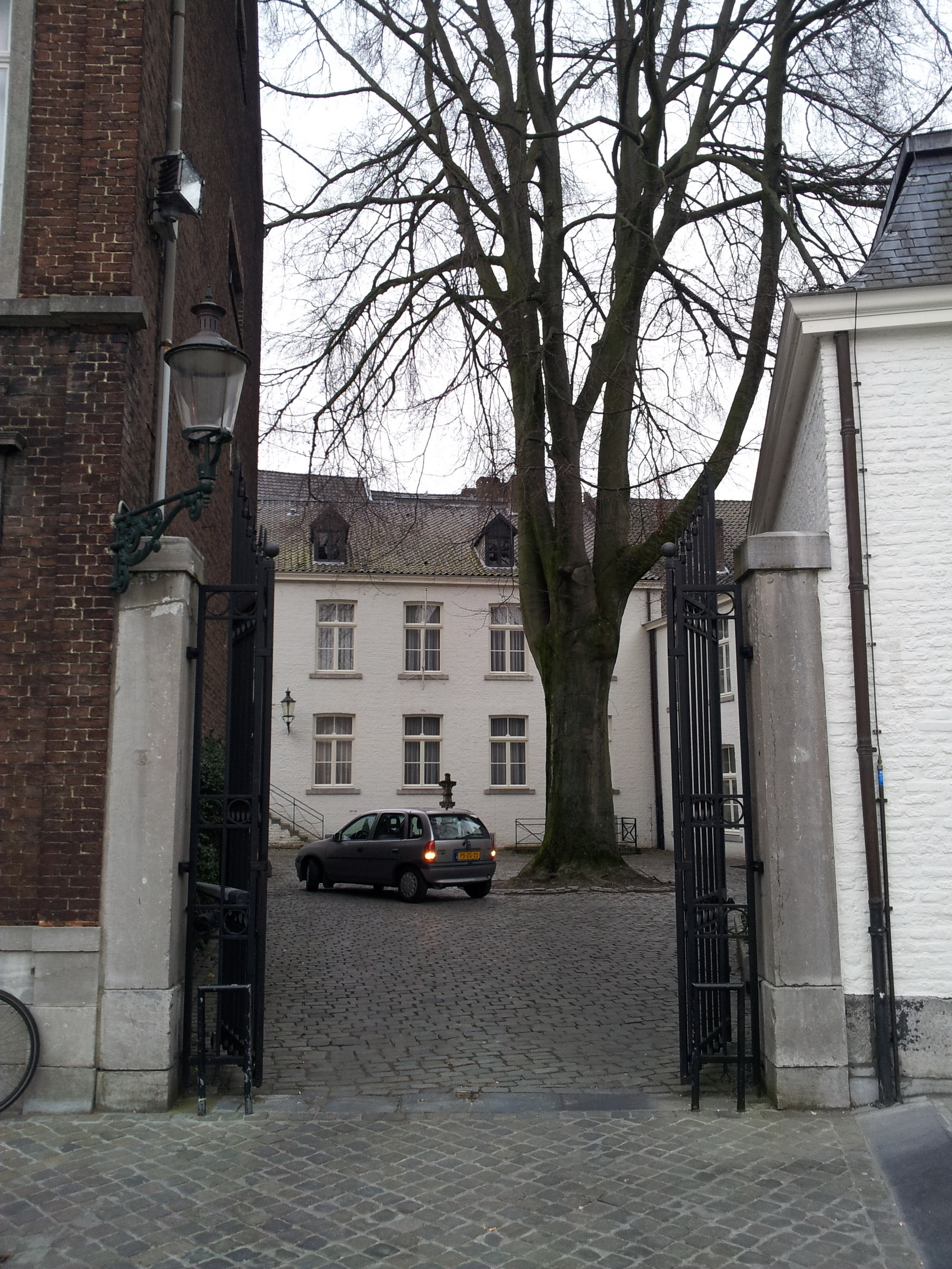
Sint-Maternushof
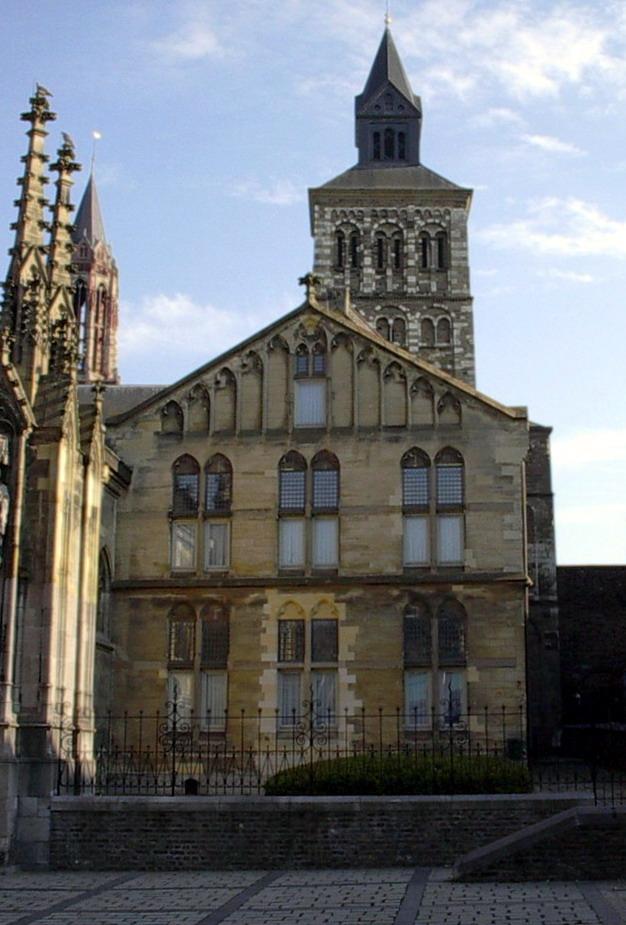
Kosterswoning (1894)

### Kruisgang en pandhoftuin

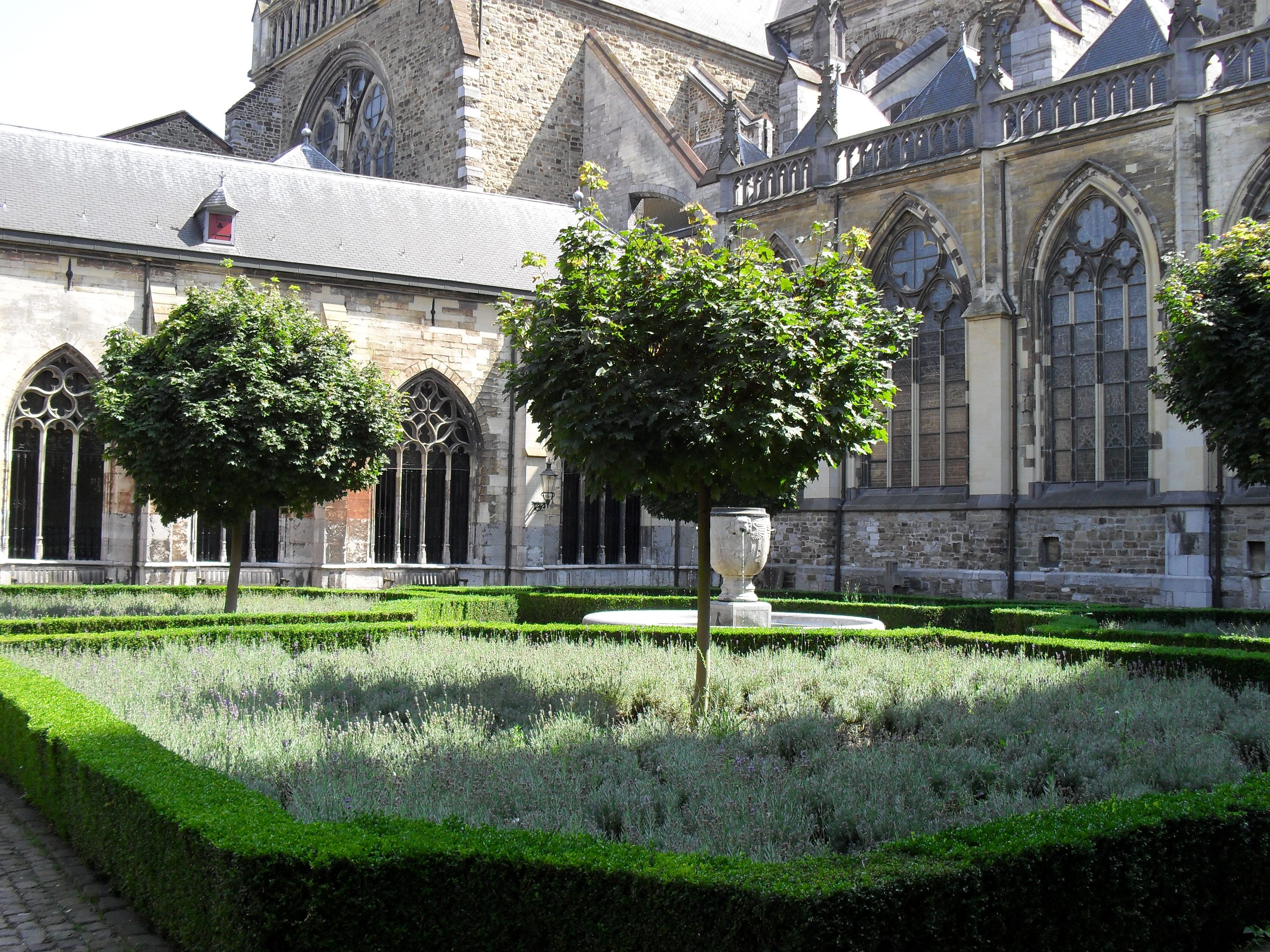
Pandhof en oostvleugel kruisgang

De gotische kruisgang bestaat uit drie overwelfde gangen uit de late vijftiende eeuw met in het midden een kloostertuin (pandhof). De zuidelijke vleugel is geen onderdeel van de kruisgang; hier bevinden zich de noordelijke zijkapellen van de kerk. De kloostergangen worden gescheiden van de kloostertuin door gotische spitsboogramen met gedetailleerde traceringen, waarin onder andere de Franse lelie en het Bourgondisch kruis zijn te herkennen. De pandhoftuin is als een traditionele kloostertuin aangelegd met vier perken en een rond middenpleintje. Op het middenpleintje staat een fontein, die ooit deel uitmaakte van de Sint-Servaasbron op het Vrijthof. Een deel van de tuin is bestraat. Hier kunnen stoelen worden geplaatst voor beiaardconcerten. In de noordoosthoek van de kloostertuin staat de oude klok Grameer.
Aan de westelijk kloostergang (de lange gaank) bevindt zich de vroegere refter en kapittelschool, later schatkamer, thans Sint-Servaaskapel en sacristie. De kapel doet dienst als dagkapel voor doordeweekse missen. In de kapel bevindt zich een kostbaar, laatgotisch altaarretabel, het Maastrichts passieretabel. In de noordelijke gang bevindt zich de kassa en het bezoekerscentrum. De ingang van de schatkamer ligt in de oostgang. Hier bevindt zich een van de twee romaanse toegangsportalen tussen kruisgang en kerk. Ze zijn allebei sterk verweerd, het noordwestelijke meer dan het noordoostelijke. Ondanks de zeer sterke verwering zijn leeuwtjes en een Atlas-figuur te herkennen. Boven het noordoostelijke portaal bevindt zich een timpaan met een voorstelling van de Majestas Domini in een mandorla, omgeven door de vier evangelistensymbolen.

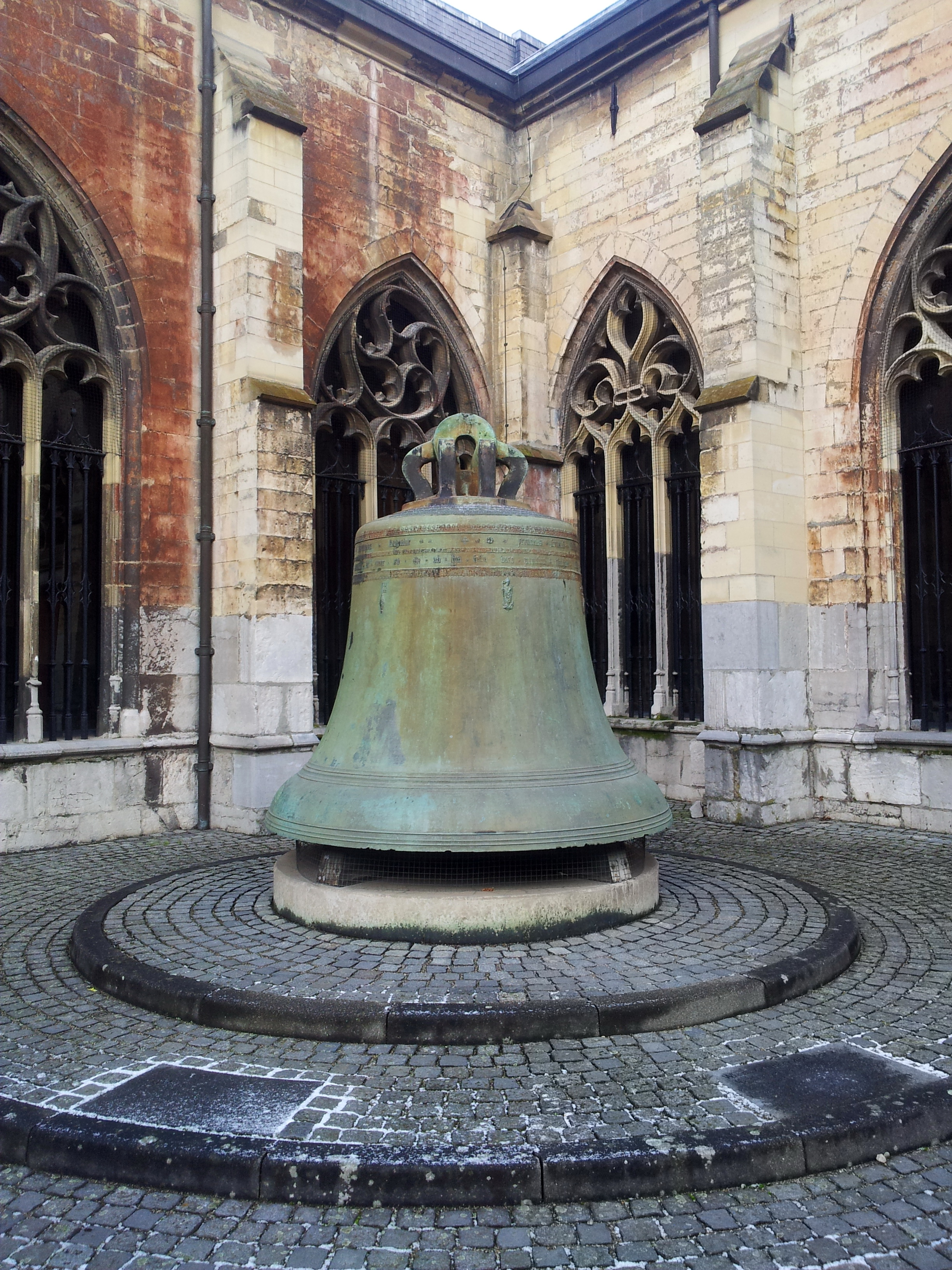
Grameer en gotische vensters
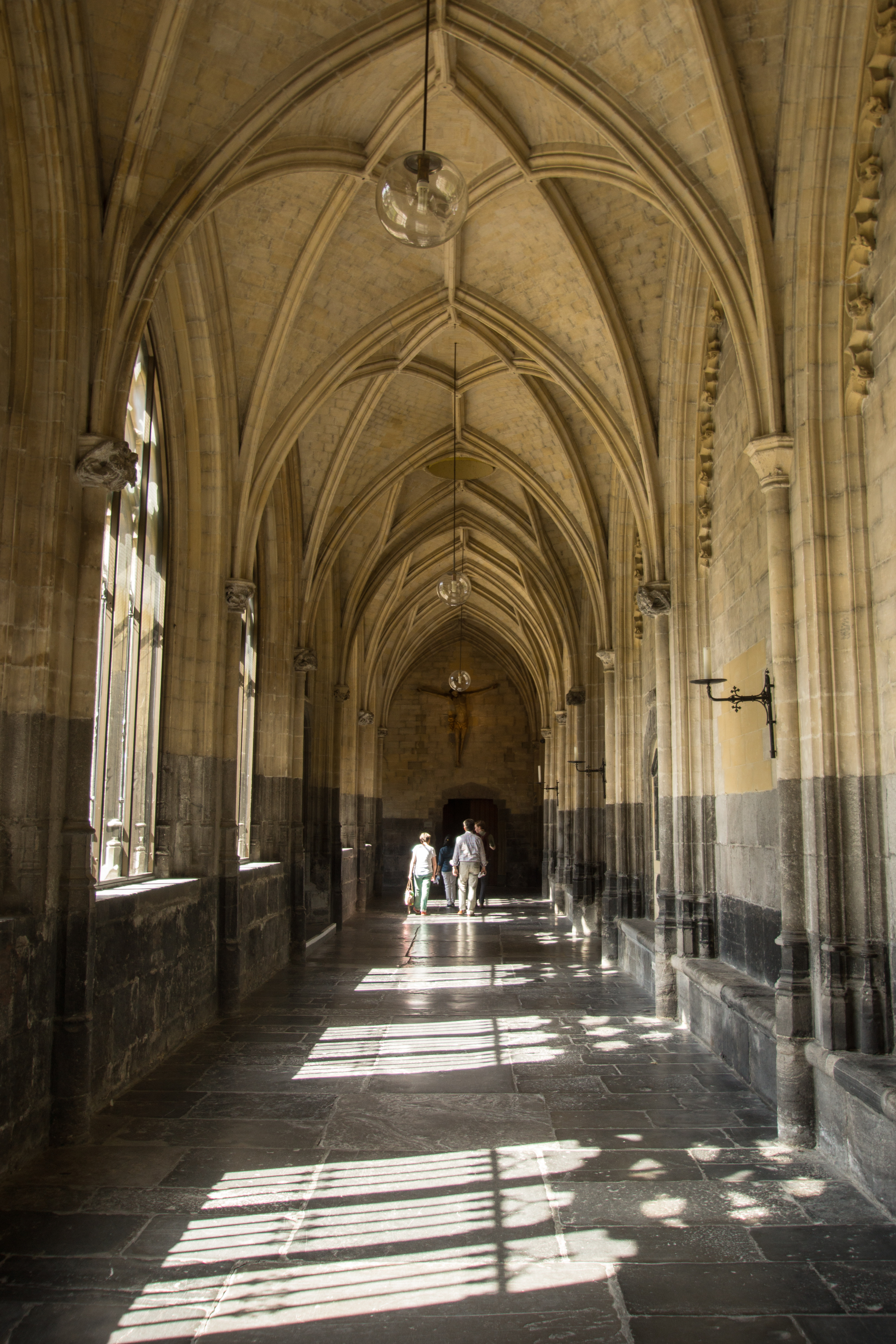
Lange gaank
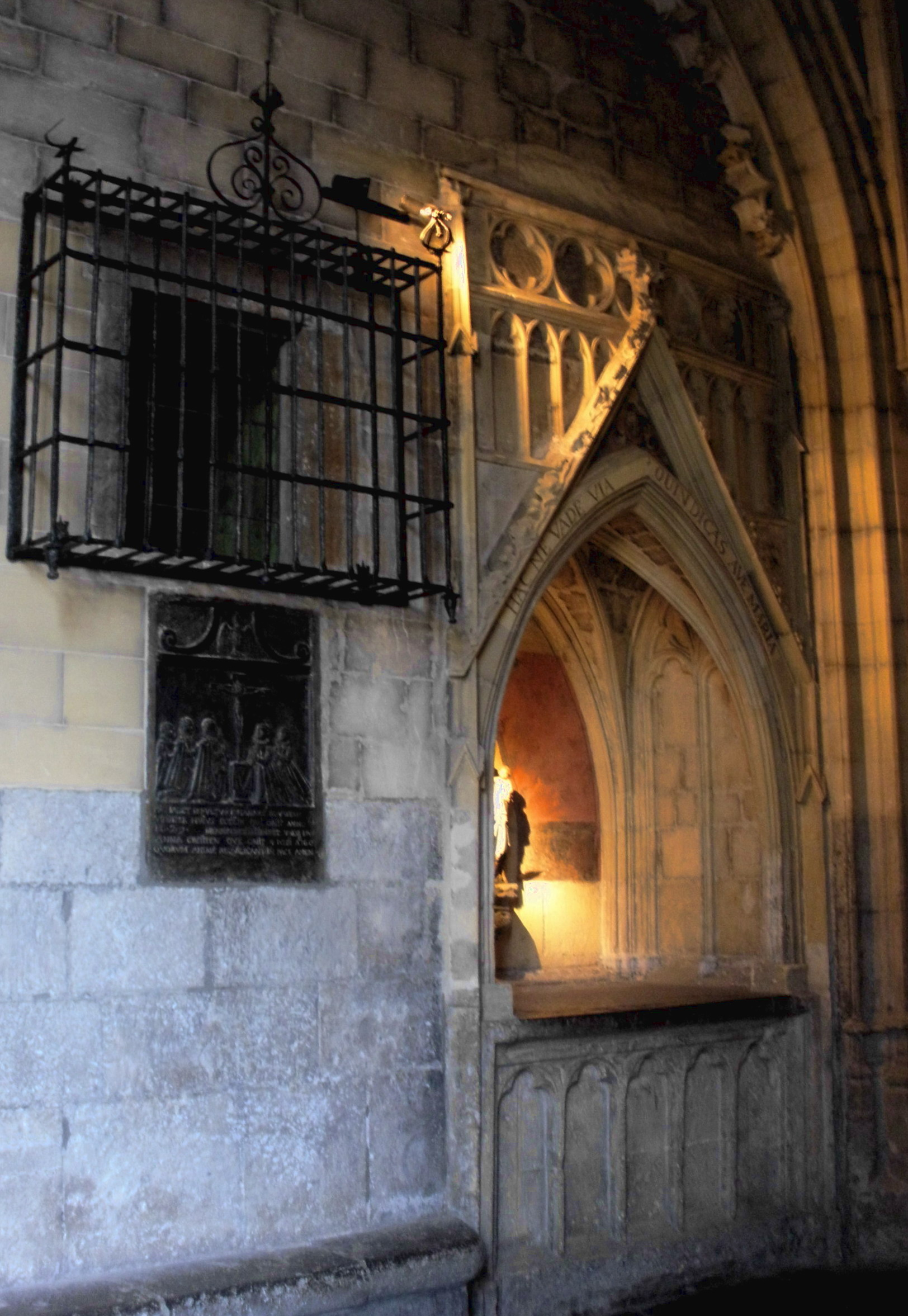
Detail kloostergang
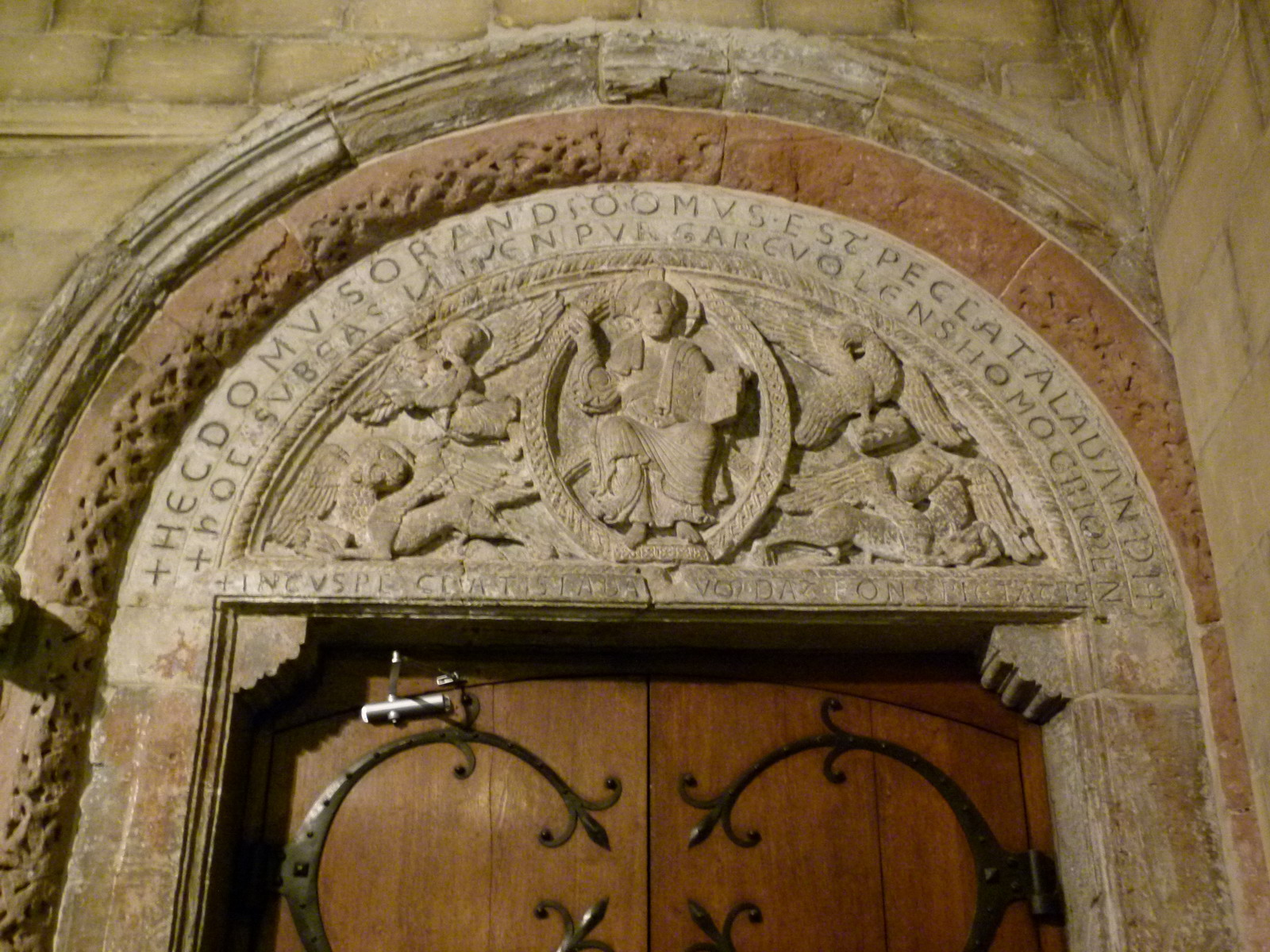
Timpaan Majestas Domini

## Beschrijving interieur

### Crypten

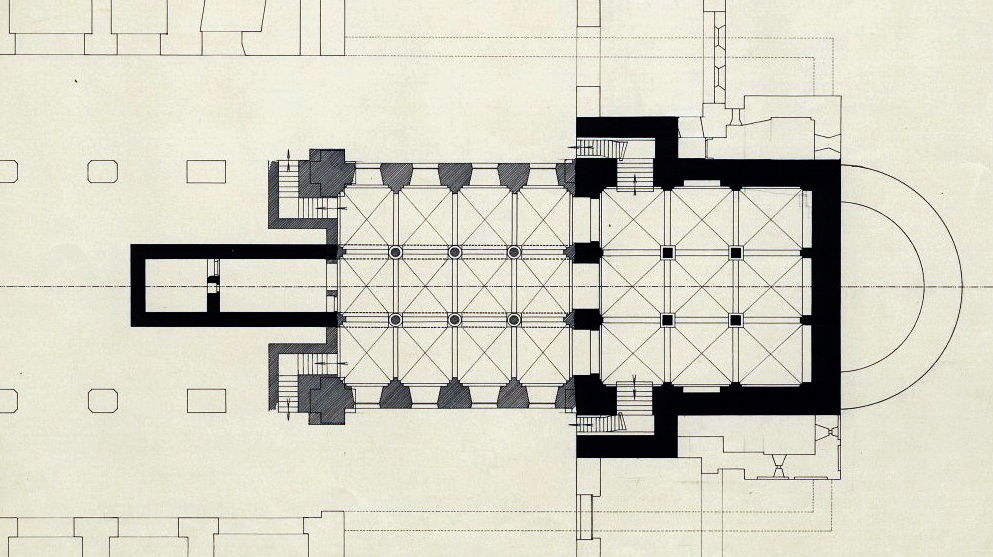
Plattegrond van de crypten

De Sint-Servaaskerk telt vier crypten. Onder het oostelijk deel van het schip bevindt zich de Servaascrypte, ook wel confessio genoemd, met het vermeende graf van Sint-Servaas. Ten oosten hiervan ligt de kleine crypte met het graf van hertog Karel van Neder-Lotharingen (en volgens sommigen ook van zijn zoon, Otto II van Neder-Lotharingen). De kleine crypte is waarschijnlijk een restant van een oudere verbindingsgang tussen de Servaascrypte en de oostcrypte. De oostcrypte is tegenwoordig ingericht als lapidarium met onder andere enkele vroegchristelijke grafstenen, de cenotaaf van Monulfus en Gondulfus en brokstukken van het gotisch doksaal. De drie genoemde crypten dateren alle uit de late tiende of vroege elfde eeuw, de eerste bouwfase van de romaanse kerk. Tussen de oostcrypte en de kleine crypte werd in de late elfde eeuw of in de twaalfde eeuw de vieringscrypte aangelegd. Deze werd in 1811 gesloopt, maar door Cuypers in 1881-1882 weer opgebouwd.

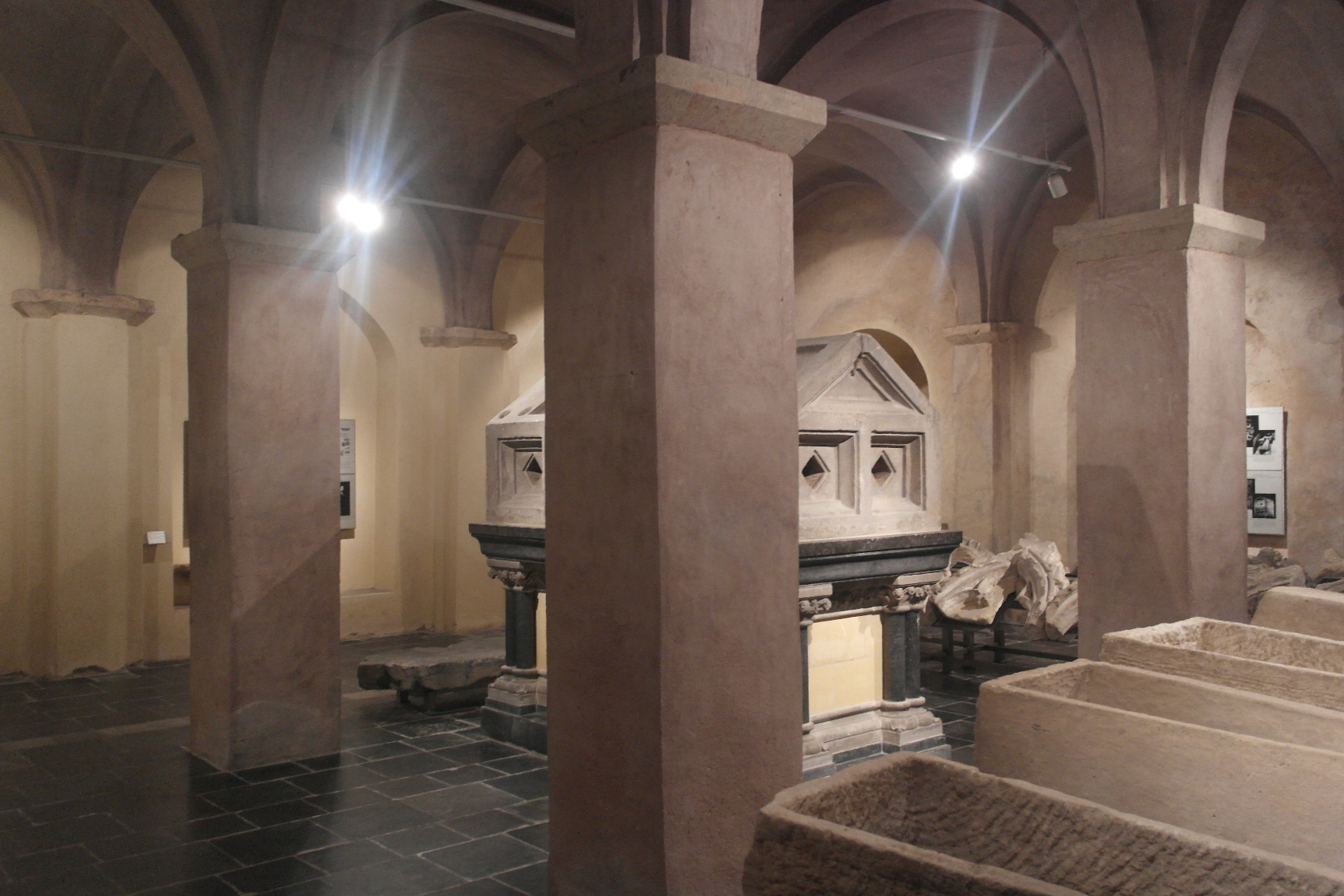
Lapidarium in de oostcrypte
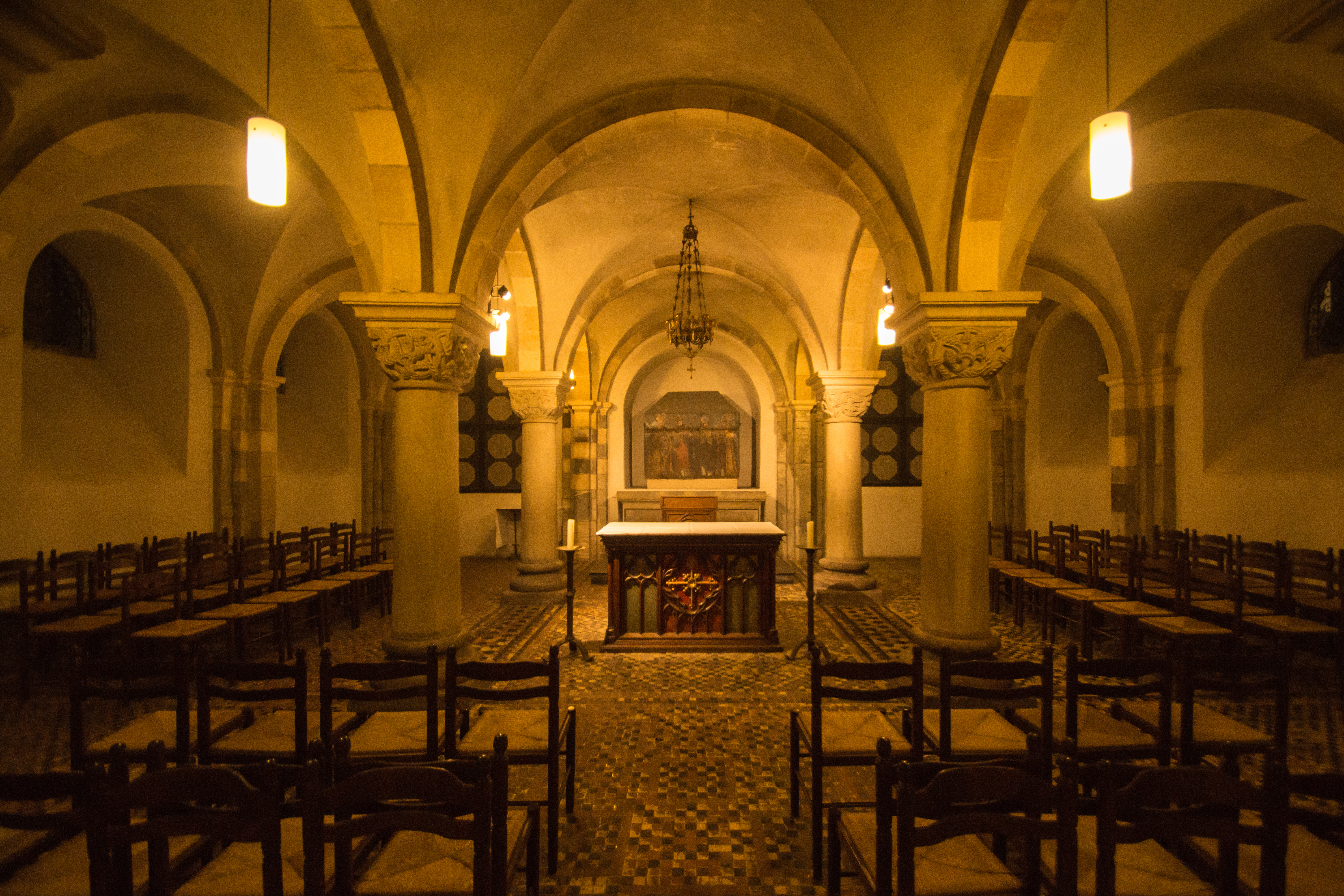
Vieringscrypte met altaar
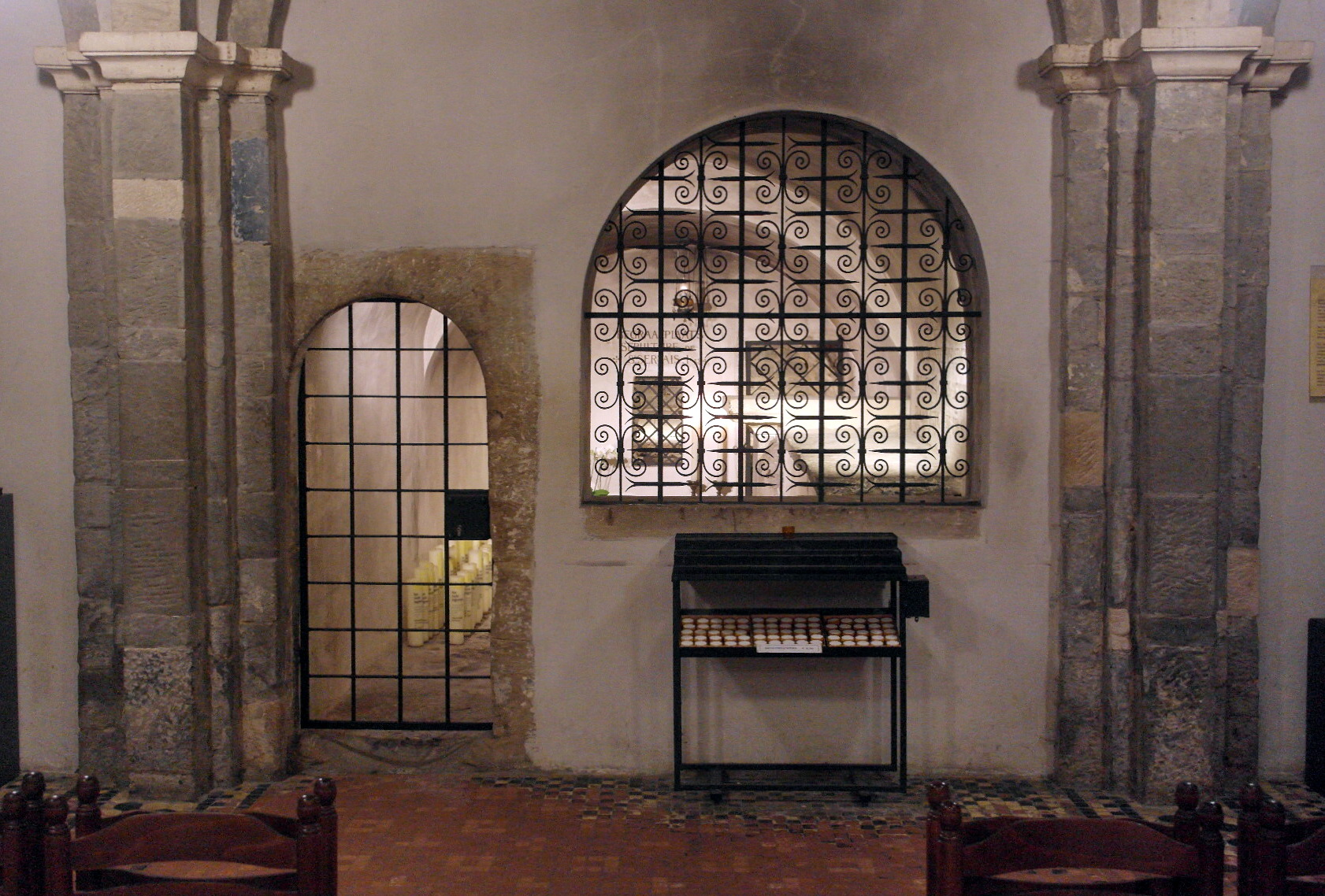
Entree kleine crypte
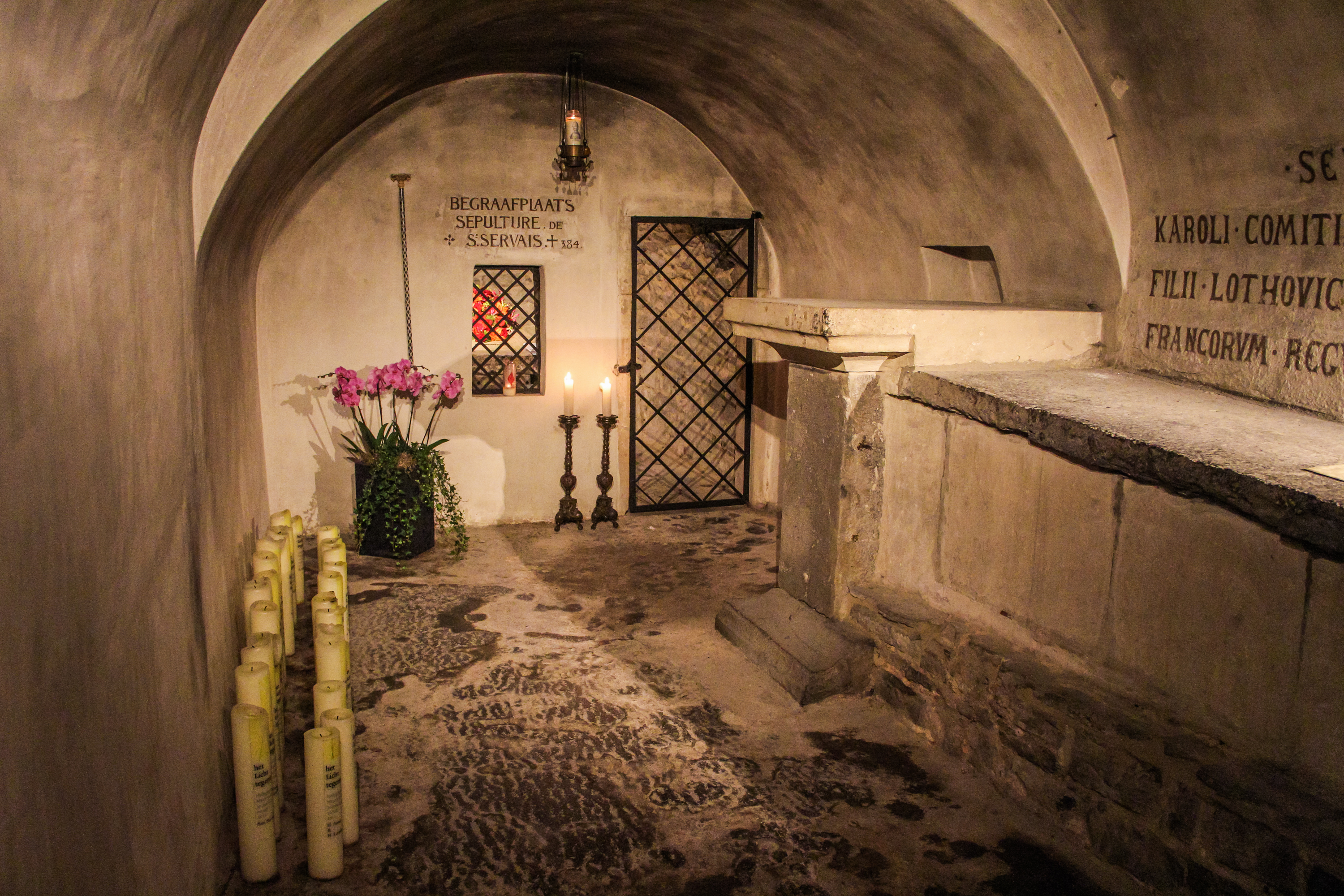
Kleine en Sint-Servaascrypte

### Koor

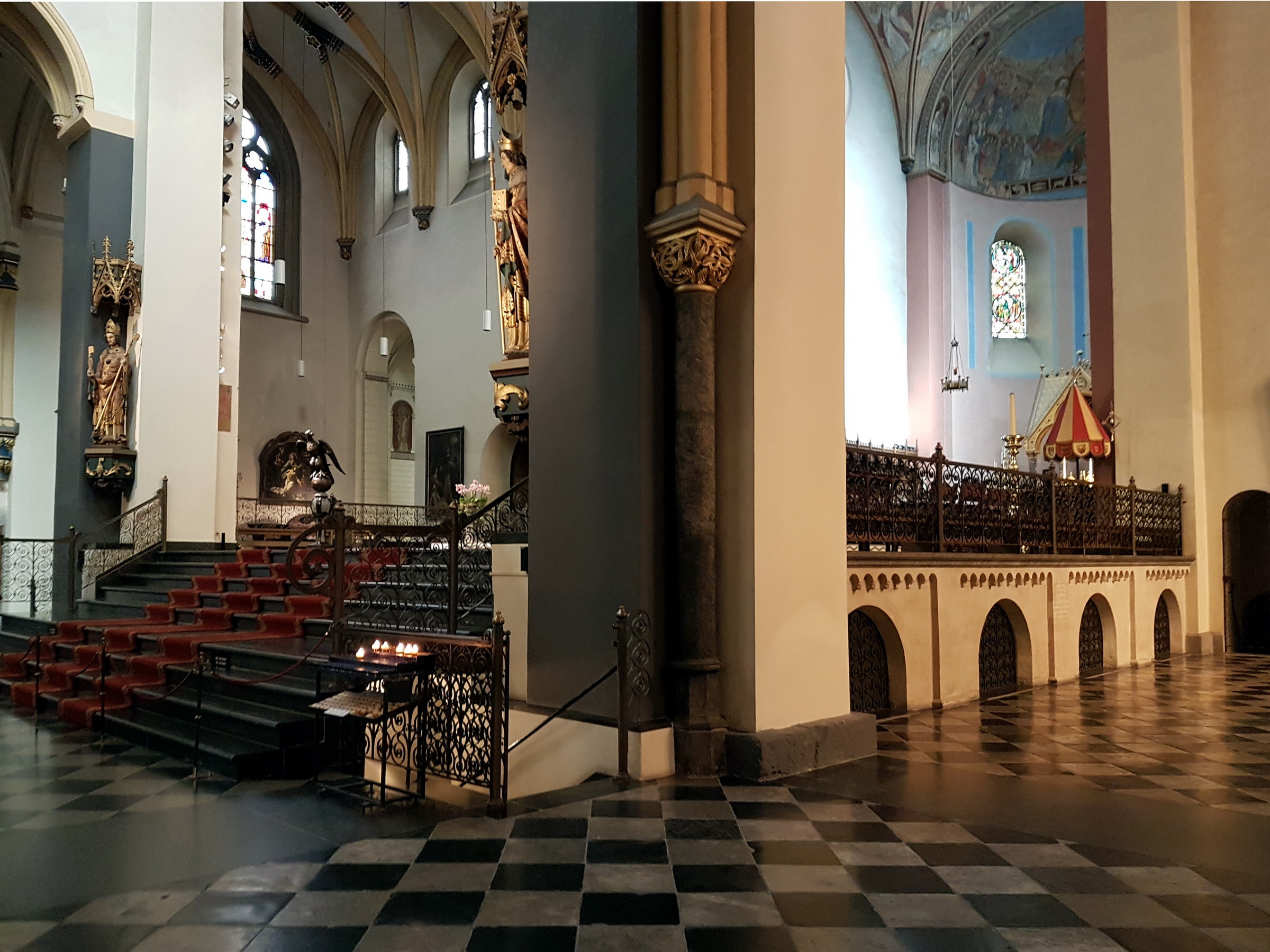
Koortrappen naar het verhoogde en in de viering uitgebouwde priesterkoor

De Sint-Servaaskerk was een kapittelkerk en om die reden moest het priesterkoor voldoende ruimte bieden aan de veertig kanunniken, die gezeten in hun koorgestoelte meerdere keren per dag de missen of getijden bijwoonden. Daarnaast stond hier de Noodkist van Sint-Servaas opgesteld op een speciaal altaar, met de vier bijbehorende pendanten en de sarcofaag van de heilige bisschoppen van Maastricht. Hoewel in principe niet toegankelijk voor leken, mochten pelgrims op bijzondere momenten (bijvoorbeeld tijdens de Heiligdomsvaart) het koor betreden en het reliekschrijn aanraken. Ook nu nog is het koor verboden terrein voor bezoekers van de basiliek. De verhoogde ligging en de vooruitgeschoven positie – de viering is in feite onderdeel van het priesterkoor – maken het koor het centrale podium van de kerk.
De gewelfschilderingen in het priesterkoor, met name die in de koortravee, bevatten restanten van de middeleeuwse fresco's. Waarschijnlijk vormden de gewelfschilderingen samen met de verdwenen wandschilderingen in het koor een iconografisch samenhangend geheel. Restanten van de wandschilderingen, onder een dikke pleisterlaag, werden in 1963-64 waarschijnlijk per ongeluk verwijderd. De Madonna in de stralenkrans in het koepelgewelf is een typisch laatgotische toevoeging, waarschijnlijk uit de tijd dat het gotisch gewelf werd gebouwd en beschilderd (ca. 1450). De schildering in het apsisgewelf (de concha) is in de tijd van de Cuypers-restauraties geheel vernieuwd.
Het oorspronkelijk koorgestoelte is in de Franse Tijd verloren gegaan. De huidige, neogotische koorbanken, met afbeeldingen uit het leven van Franciscus van Assisi, zijn in 1898 vervaardigd door de firma Stoltefusz uit Roermond voor de gesloopte Derde Franciscanenkerk te Maastricht. Ze werden in 1989 op het koor van de Sint-Servaaskerk geplaatst, waarbij een door de firma Verschueren vervaardigd koororgel werd ingebouwd. Het neoromaanse hoogaltaar met bijbehorend ciborium, gebouwd door de Akense edelsmid August Witte naar een ontwerp van August Essenwein en Pierre Cuypers, werd in 1882 gewijd, maar pas in 1891 voltooid. Het moderne volksaltaar en de lezenaar van Toscaans marmer zijn van Piet Killaars (1989).

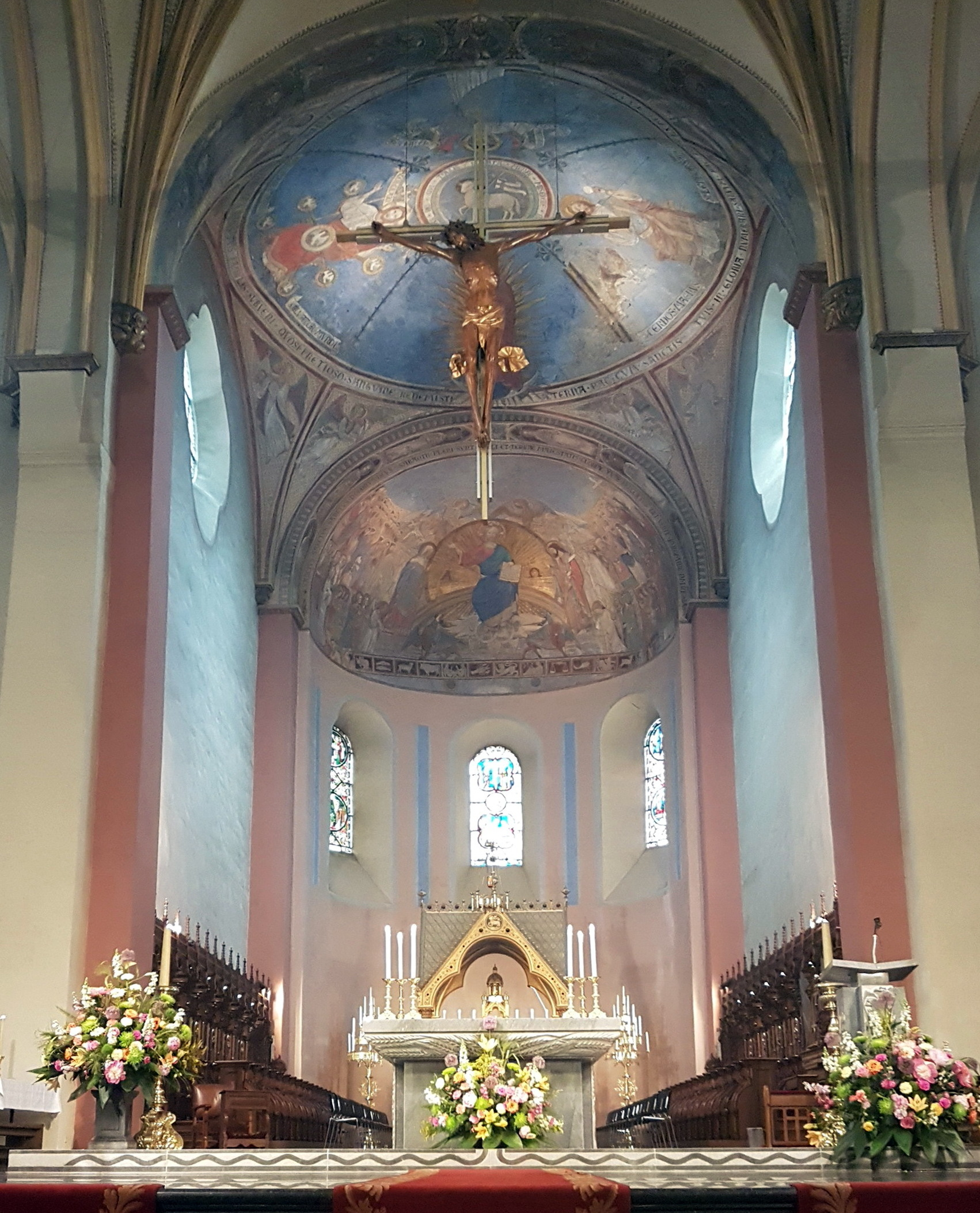
Overzicht priesterkoor
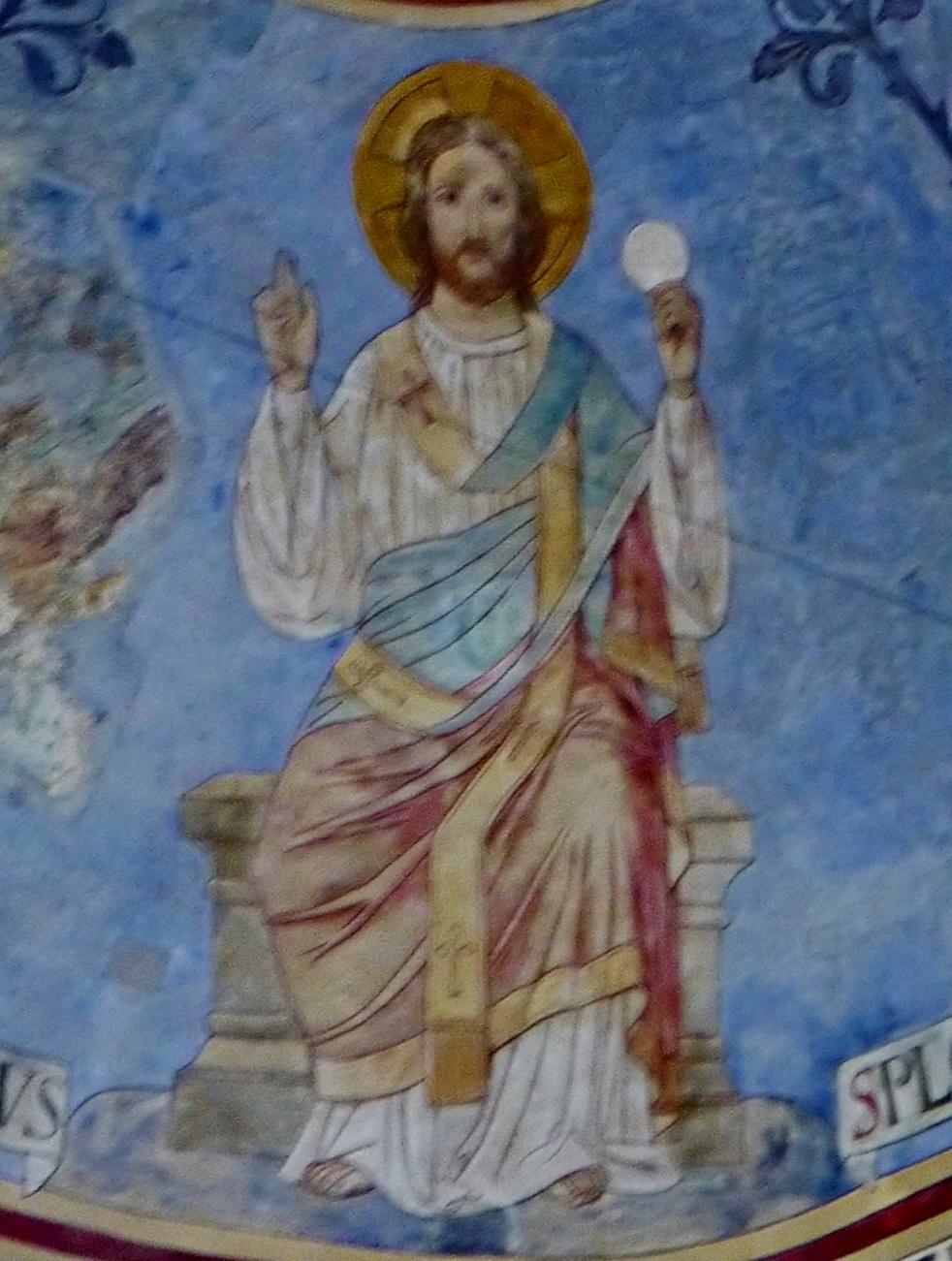
Detail koorgewelfschildering
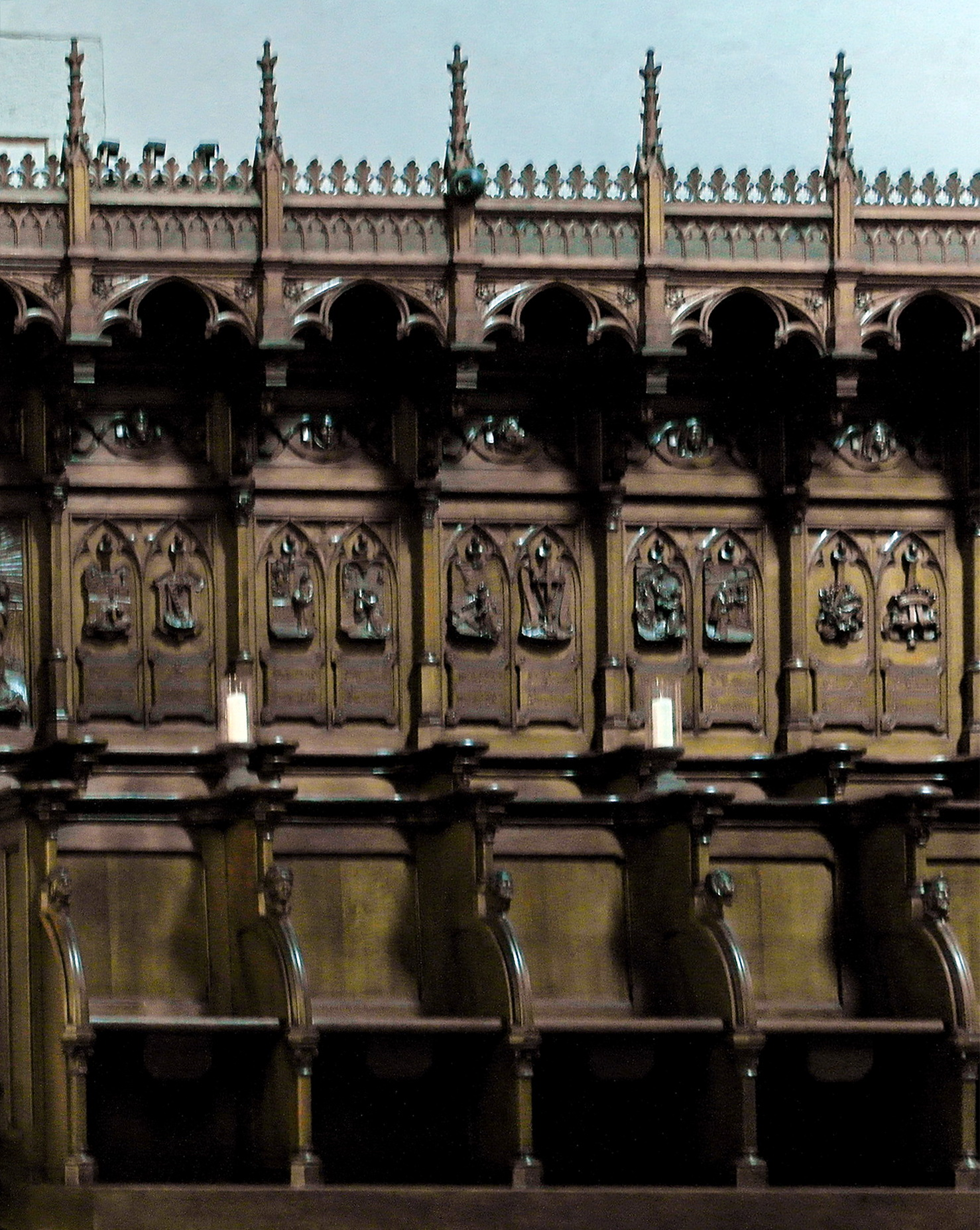
Neogotisch koorgestoelte
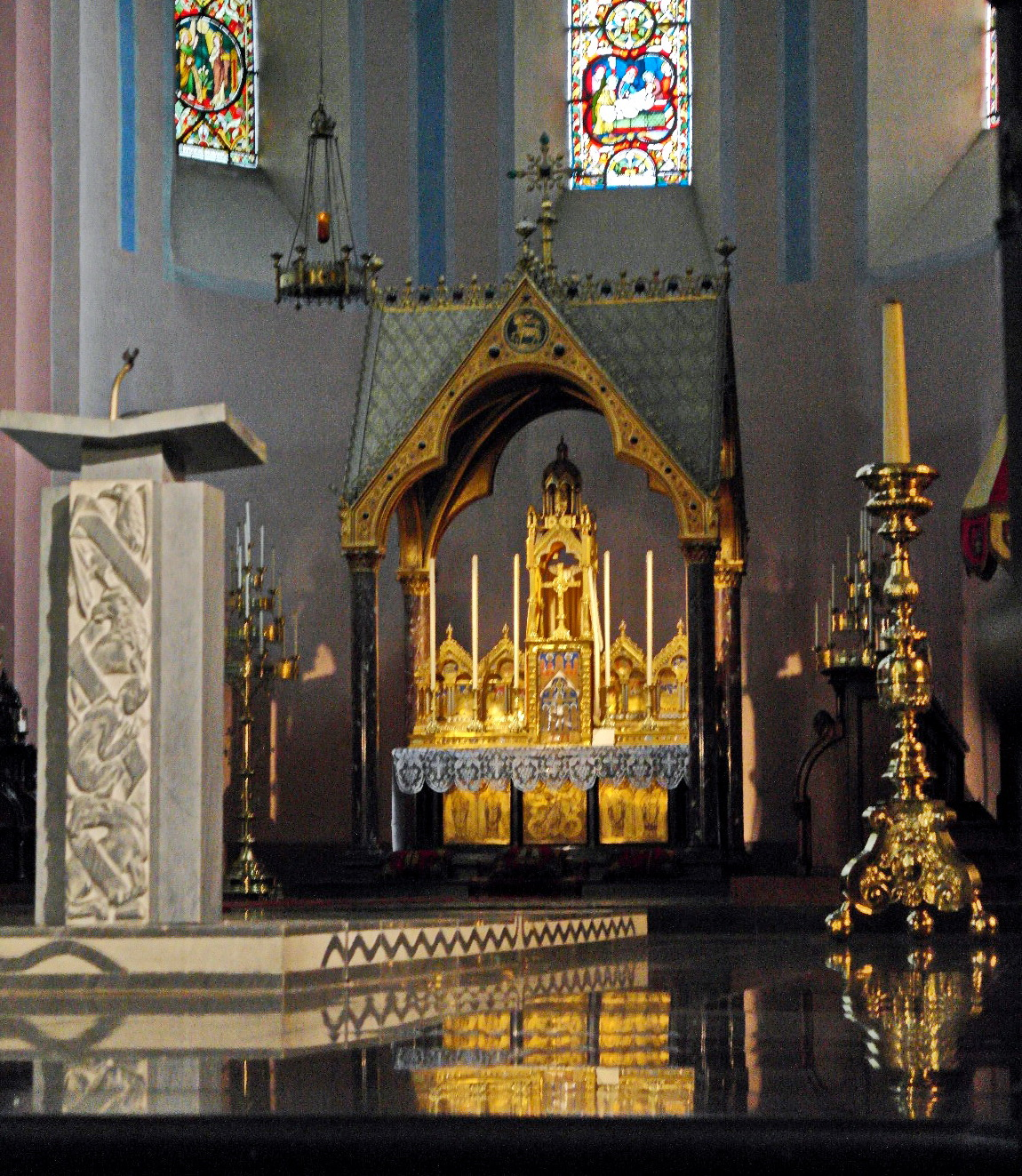
Lezenaar en hoogaltaar

### Transept en transeptkapellen
Het transept met de twee Vrijthofportalen en de beide transeptkapellen kwam tot stand tijdens de elfde-eeuwse bouwcampagne van proost Humbertus. Het transept werd rond 1450 verhoogd en voorzien van een stenen gewelf.
De gebrandschilderde ramen (1870-80) in het transept, de zijbeuken en de zijkapellen zijn vrijwel allemaal afkomstig van het glasatelier F. Nicolas en Zonen uit Roermond. Het grote, gotische raam in het noordertransept beeldt zeven van de 21 legendarische bisschoppen van Maastricht uit, verder Sint-Petrus en twee scènes uit het leven van Sint-Servaas, namelijk het opwekken van een bron en zijn kroning in de hemel (geschenk P. Regout, 1872). Het grote raam in het zuidertransept toont Sint-Maternus en de overige veertien bisschoppen van Maastricht (een geschenk in 1880 van enkele welgestelde families). De noordelijke transeptkapel, ooit de doorgang naar de Koningskapel, thans de kapel van de Heilige Eligius en Marcoen, heeft moderne ramen van Albert Troost (ca. 1990), met teksten uit het Magnificat. De beschildering is van vader en zoon Joseph Lücker (ca. 1880). Ook de zuidelijke transeptkapel (kapel van het Heilig Aanschijn) geeft nog een goed beeld van de negentiende-eeuwse aankleding van architect Cuypers.
Het noordelijk transept wordt sinds 2020 gedomineerd door de centraal opgestelde Noodkist, het twaalfde-eeuws reliekschrijn van Sint-Servaas en de bijbehorende pendanten (kopieën; de originelen bevinden zich in Brussel). Het schrijn, dat sinds de Cuypers-restauratie in de Schatkamer stond, keerde tijdens de coronapandemie terug in de kerk, niet op het hoogaltaar, zoals tijdens het ancien régime, maar vanwege de toegankelijkheid voor mensen met een fysieke beperking op deze plek. In hetzelfde transept staat ook het praalgraf van de graaf en gravin Van den Bergh (Johannes Bossier, 1685), dat in 1805 werd overgebracht vanuit de Dominicanenkerk. Het monument toont de gestorven graaf, liggend op een dodenkleed, beweend door zijn vrouw en geflankeerd door twee vrouwelijke figuren, Geloof en Hoop. Eveneens uit de Dominicanenkerk afkomstig zijn de rijkversierde biechtstoelen (Daniël van Vlierden, Hasselt, ca. 1700), waarvan er zowel in het noorder- als zuidertransept, alsook elders in de kerk, een aantal te bewonderen zijn. Van de barokke aankleding van het koor resteren nog twee marmeren pylonen met portretmedaillons van bisschoppen en personificaties van het Oude en Nieuwe Testament (koning David en vrouw met kelk en kruis). Ze werden in 1732 besteld bij de Namense beeldhouwer Denis-Georges Bayar. Verder bevinden zich in het noordertransept enkele epitafen, waarvan die van Egidius Ruyschen in renaissancestijl waarschijnlijk de meest originele is.
Van de schilderijen (voornamelijk in de transeptarmen) kunnen genoemd worden: een groot drieluik, onderdeel van een epitaaf, met o.a. Het martelaarschap van Sint-Sebastiaan en afbeeldingen van de schenkers (16e eeuw), drie levensgrote schilderijen van Sint-Servatius, Sint-Dominicus en Sint-Hyacinthus (alle toegeschreven aan Gaspar de Crayer, 17e eeuw), De kruisiging van Petrus (naar Guido Reni, 17e eeuw) en twee van boven halfronde panelen met De toning van Christus aan het volk en De bewening van het lijk van Christus (17e eeuw).

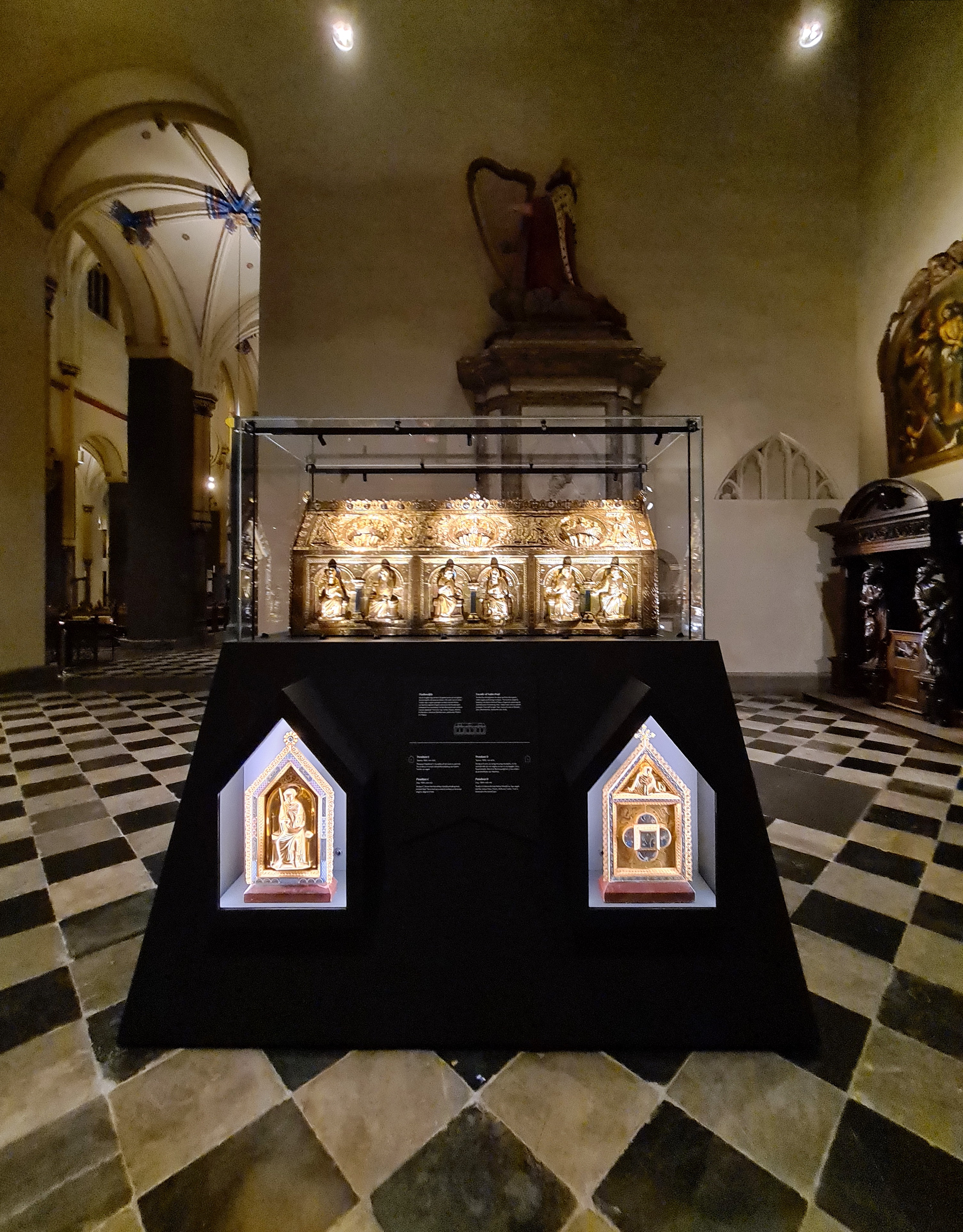
Noordertransept met Noodkist en kopieën van de pendanten
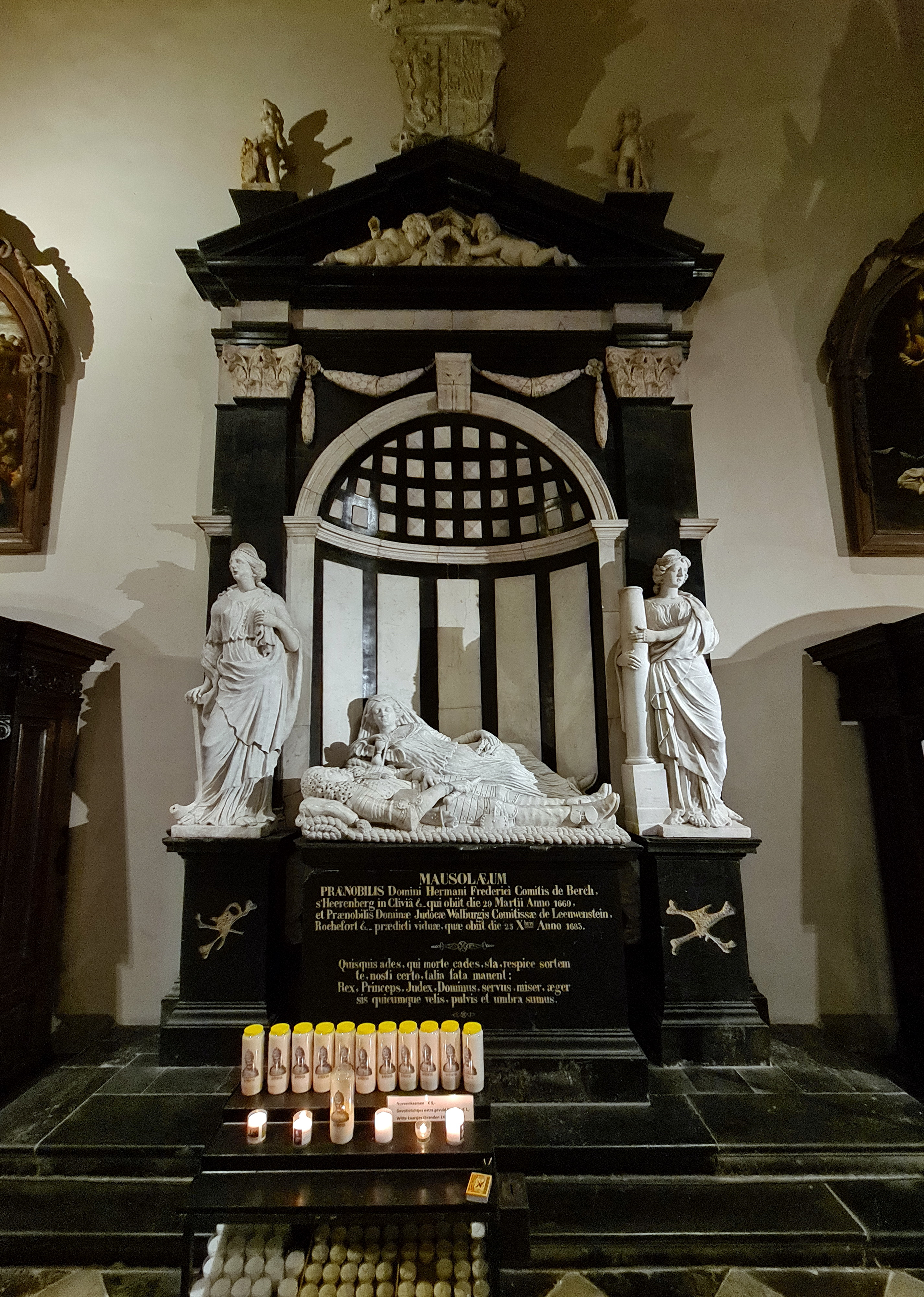
Grafmonument Van den Bergh (J. Bossier, 1683)
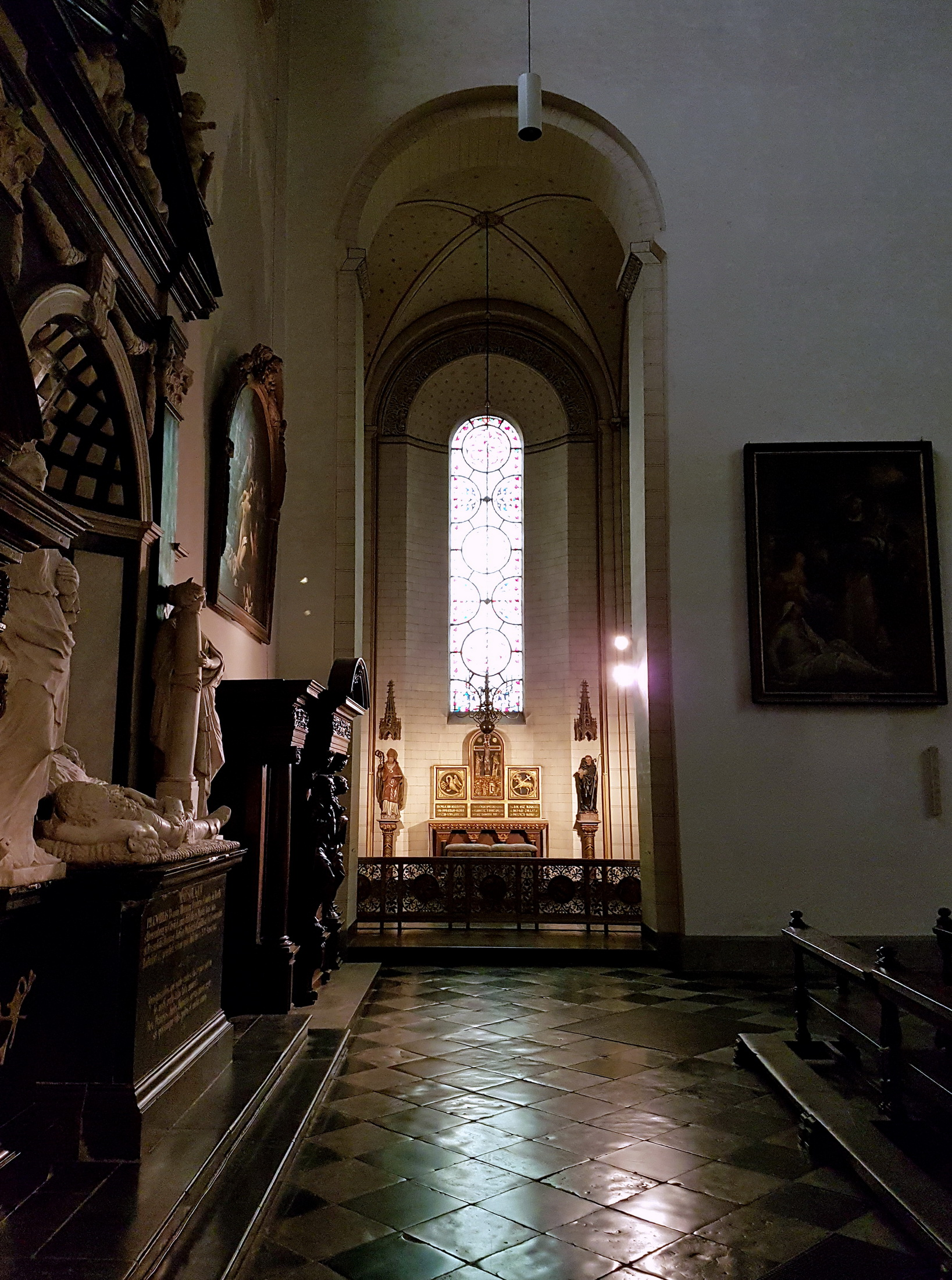
Zicht op noordelijke transeptkapel
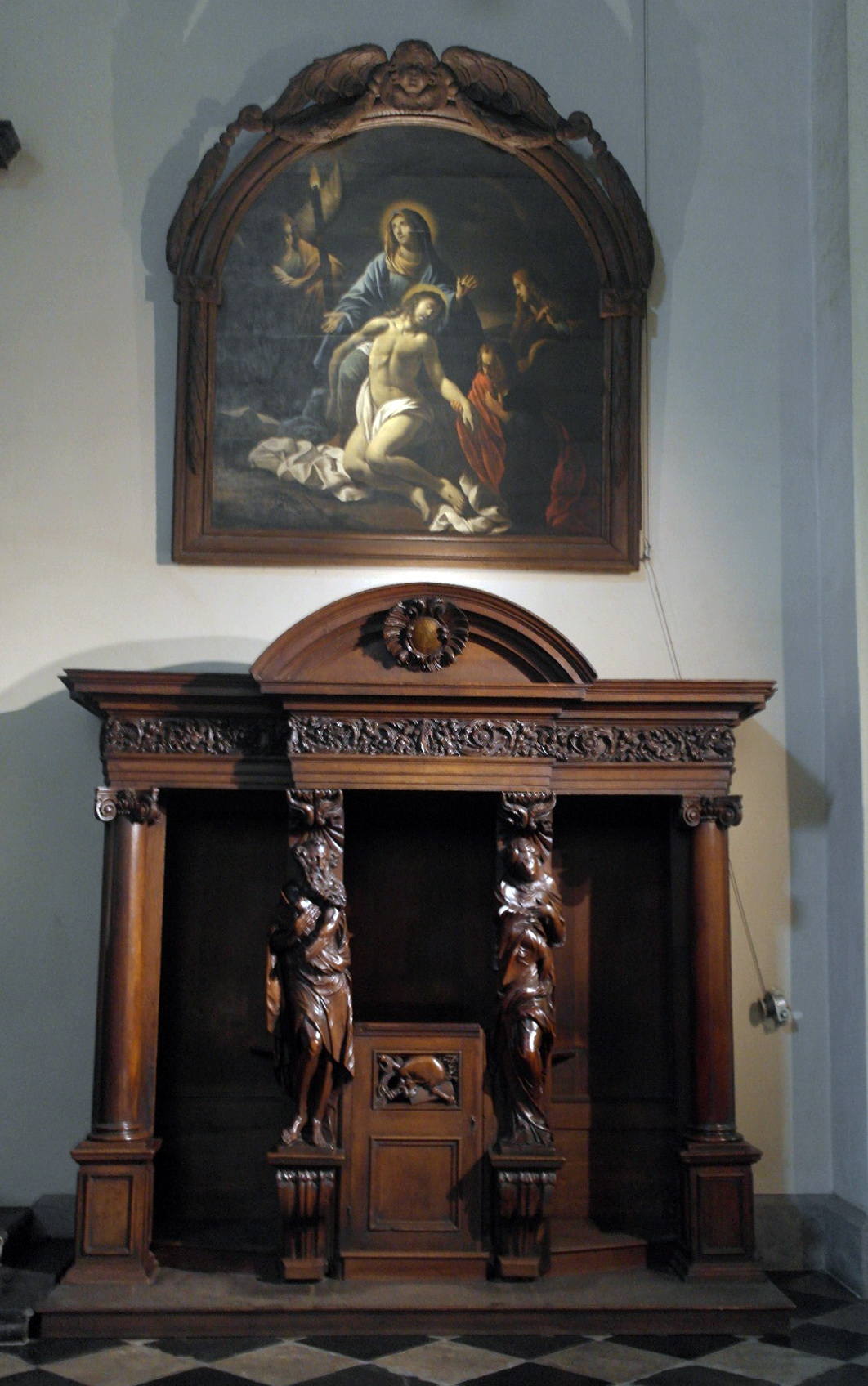
Biechtstoel (D. van Vlierden, 17e eeuw) noordertransept
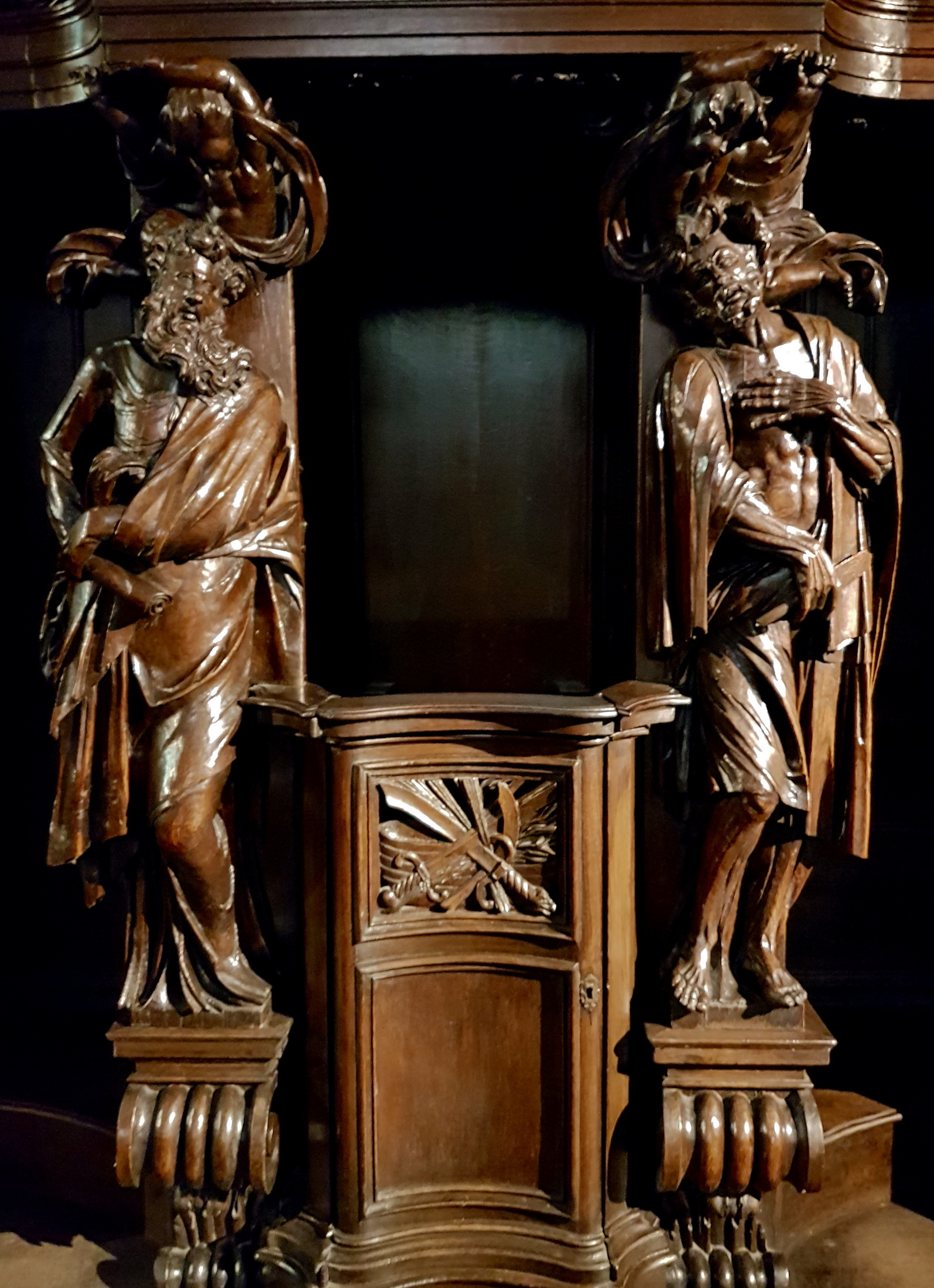
Detail biechtstoel Van Vlierden zuidertransept
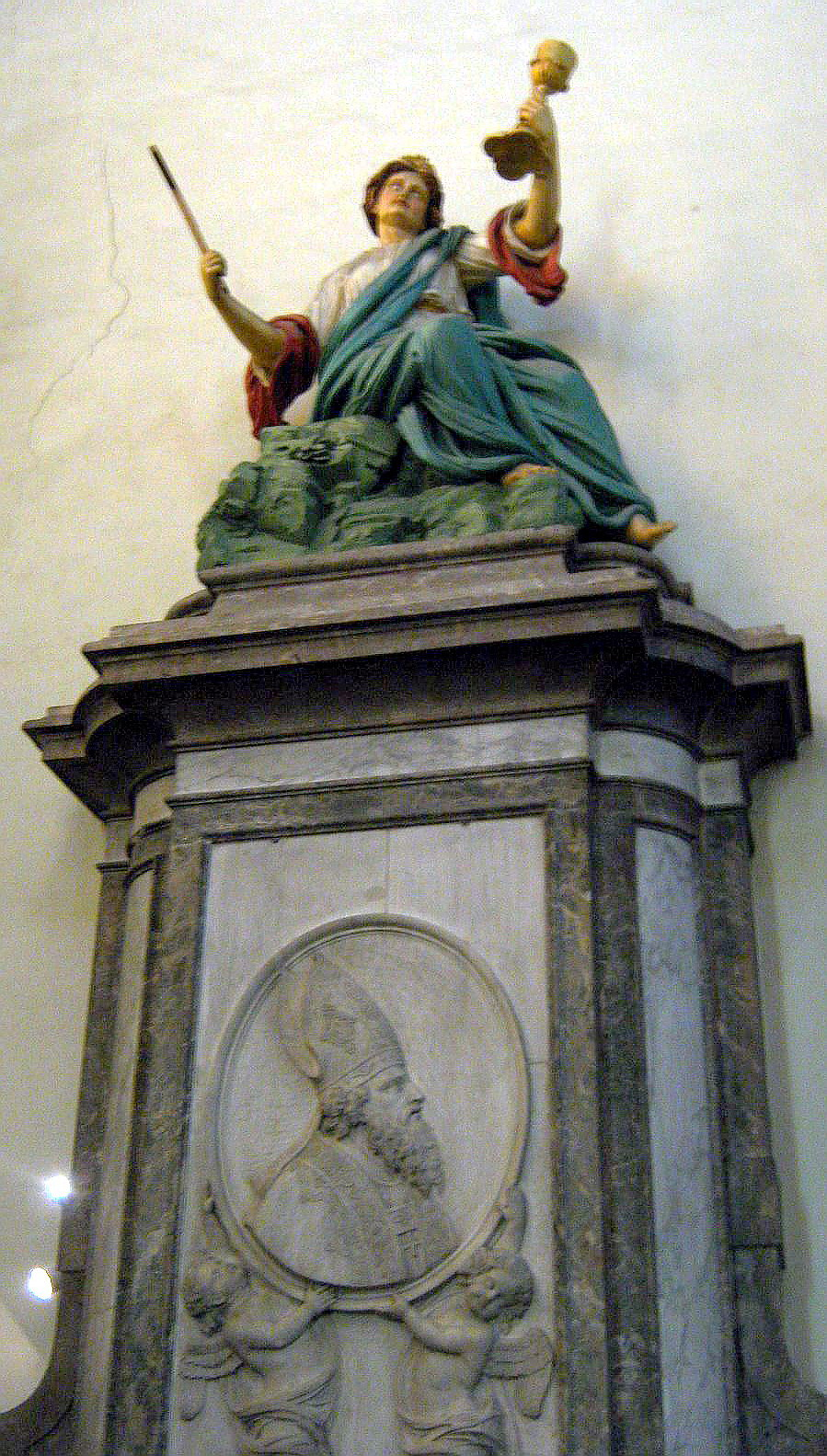
Pyloon in het zuidertransept (D.G. Bayar, 1732)
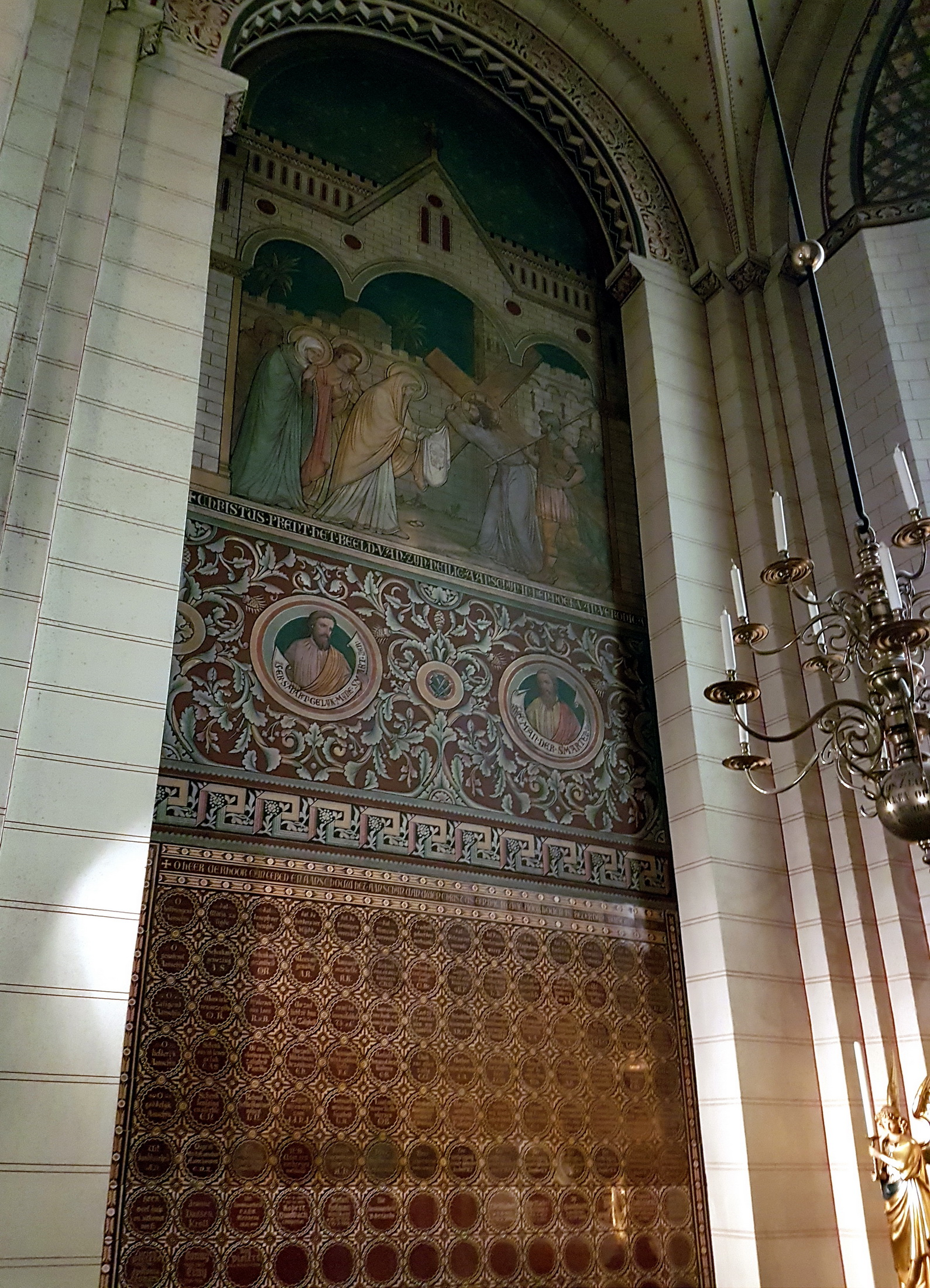
Muurdecoratie zuidelijke transeptkapel
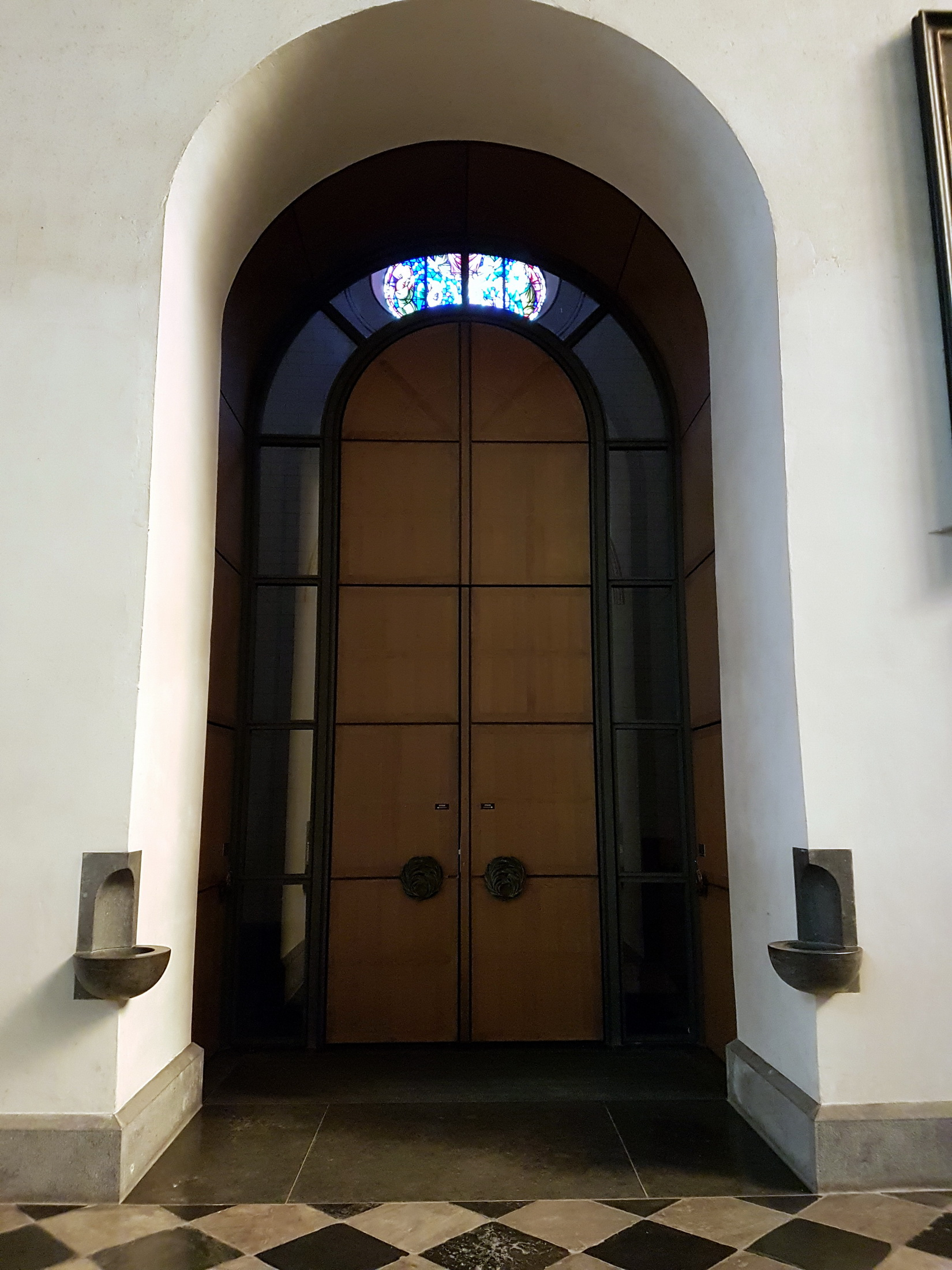
Zuidelijk Vrijthofportaal vanuit het zuidertransept

### Schip

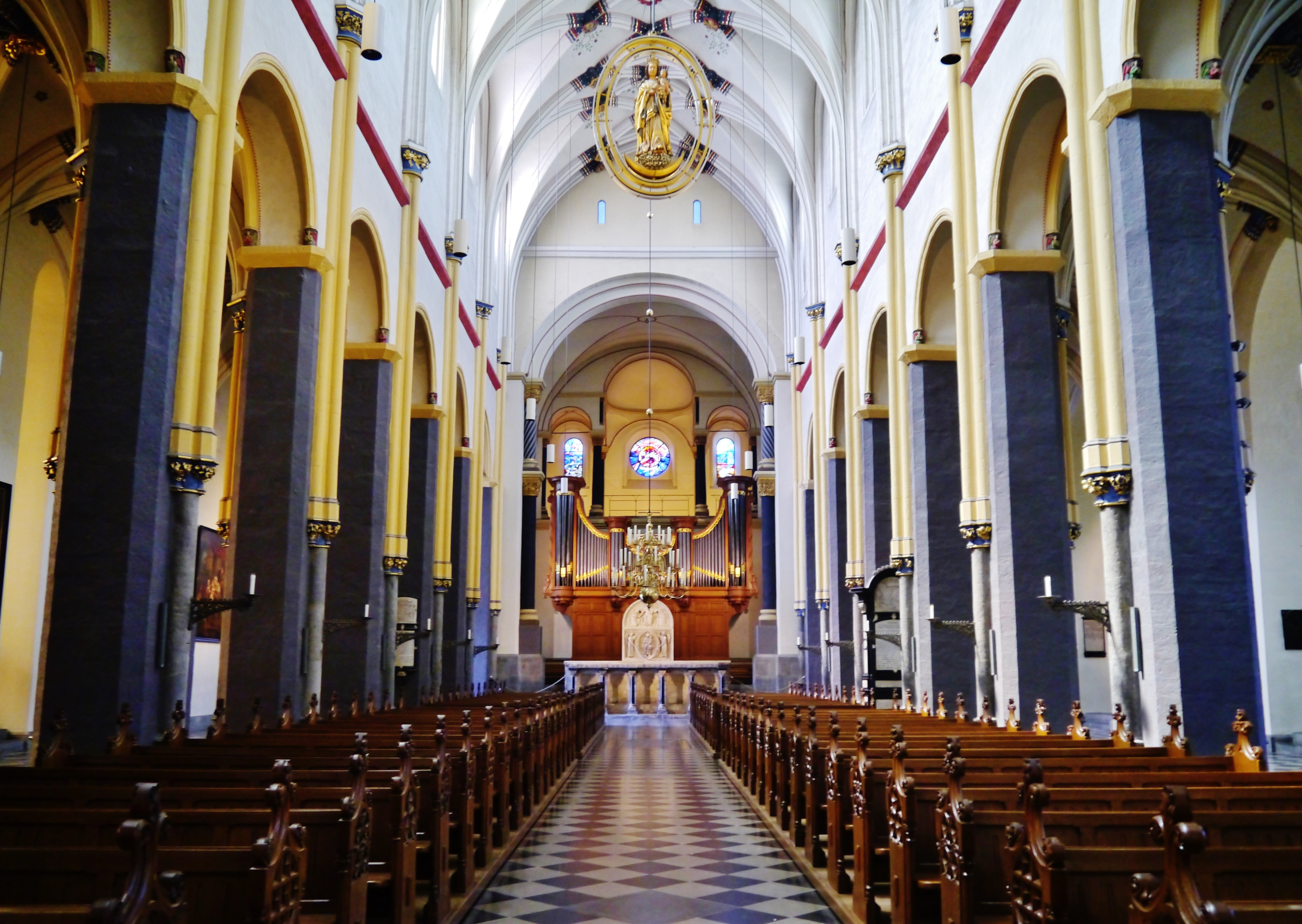
Het schip gezien naar het westen

Het schip van de Sint-Servaaskerk dateert nog grotendeels uit de eerste helft van de elfde eeuw. Het middenschip wordt van de zijbeuken gescheiden door rondbogen op zware, vierkante pijlers met imposten. Het schip van de kerk is overkluisd met netgewelven uit het midden van de vijftiende eeuw. Ter ondersteuning van het gewelf werden aan de buitenzijde luchtbogen aangebracht en voorzag men in het interieur de oude pijlers van halfzuiltjes en schalkenbundels met gebeeldhouwde kapitelen. De muren van het schip werden in deze periode iets verhoogd en de romaanse ramen (nog herkenbaar) werden vervangen door gotische. De gewelfschilderingen werden bij de laatste restauratie hersteld op basis van restanten van de originele vijftiende-eeuwse beschildering.
Het Marianum in het schip is zestiende-eeuws. De grote zeventiende-eeuwse koperen kroonluchter in het westelijk deel van het schip is oorspronkelijk afkomstig uit de Grote of Sint-Laurenskerk in Rotterdam. De 750 kg wegende luchter werd in 1864 geschonken door Petrus Laurentius Regout, evenals twee kleinere luchters in de transeptarmen.
In de middenbeuk ("in medio ecclesiae") zijn drie bisschoppen en minstens vijf proosten begraven. Het graf van Servaas (bisschop, †384), toegankelijk vanuit de crypte, ligt het dichtst bij het hoofdaltaar. Daarna volgen in westelijke richting: Jan van Eynatten (proost, †1530), Monulfus en Gondulfus (bisschoppen van Maastricht, 6e eeuw), Engelbert van Heemstede (proost, †1539), Geldulfus (proost, 11e eeuw), Jan Adolf van Brederode van Bolswart (proost, †1703) en Humbertus (proost, †1086). Op het graf van Van Heemstede na, zijn alle graven gedekt met eenvoudige, moderne gedenktegels. Dat van proost Humbertus is gedekt met een koperen plaat, die kan worden opgetild om een blik in het graf te werpen.

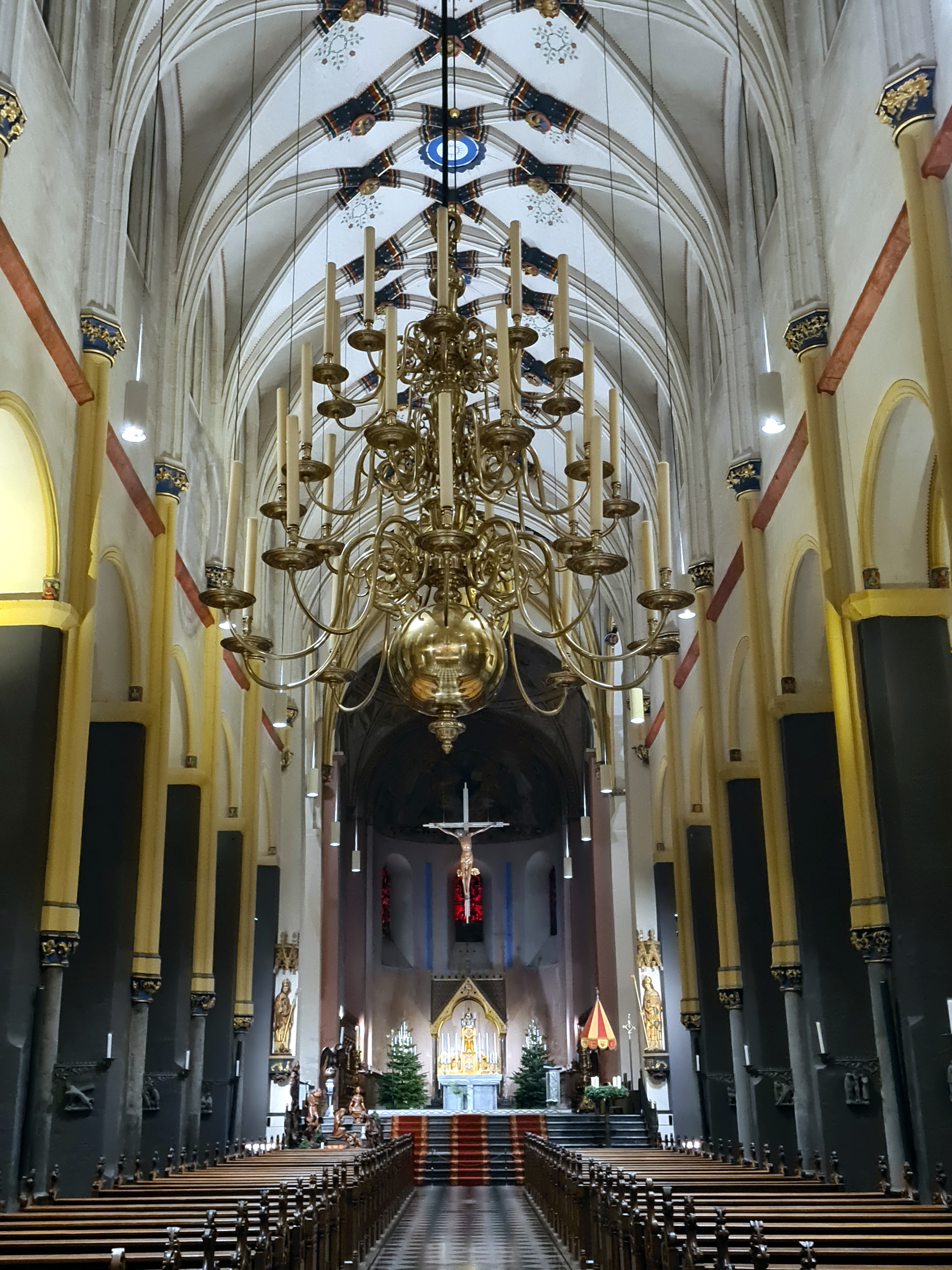
Schip naar het oosten
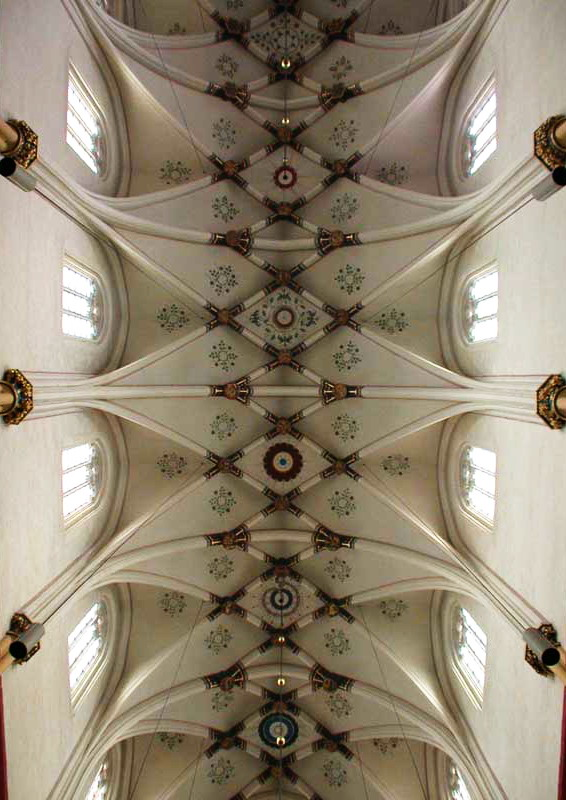
Gotisch gewelf
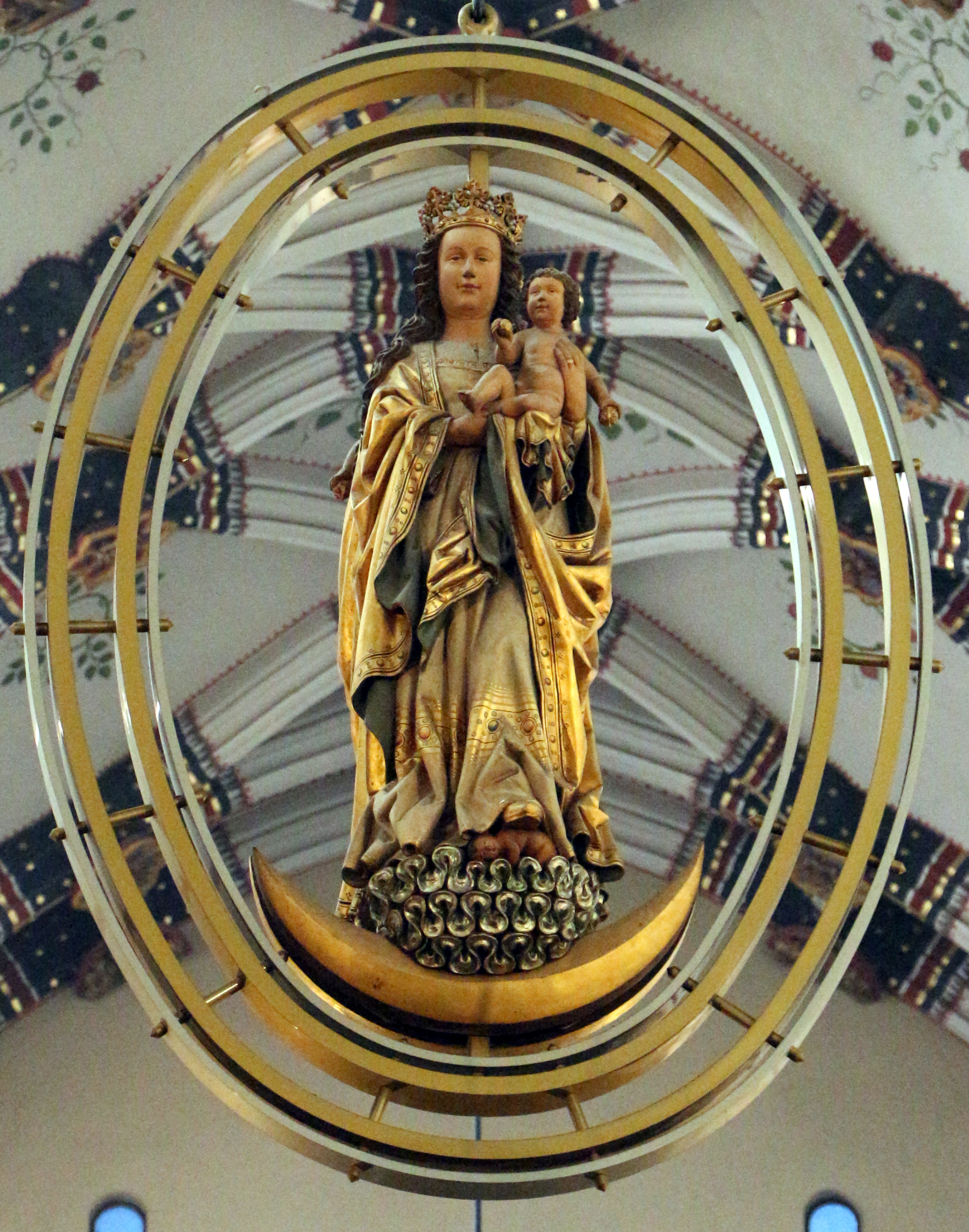
Marianum
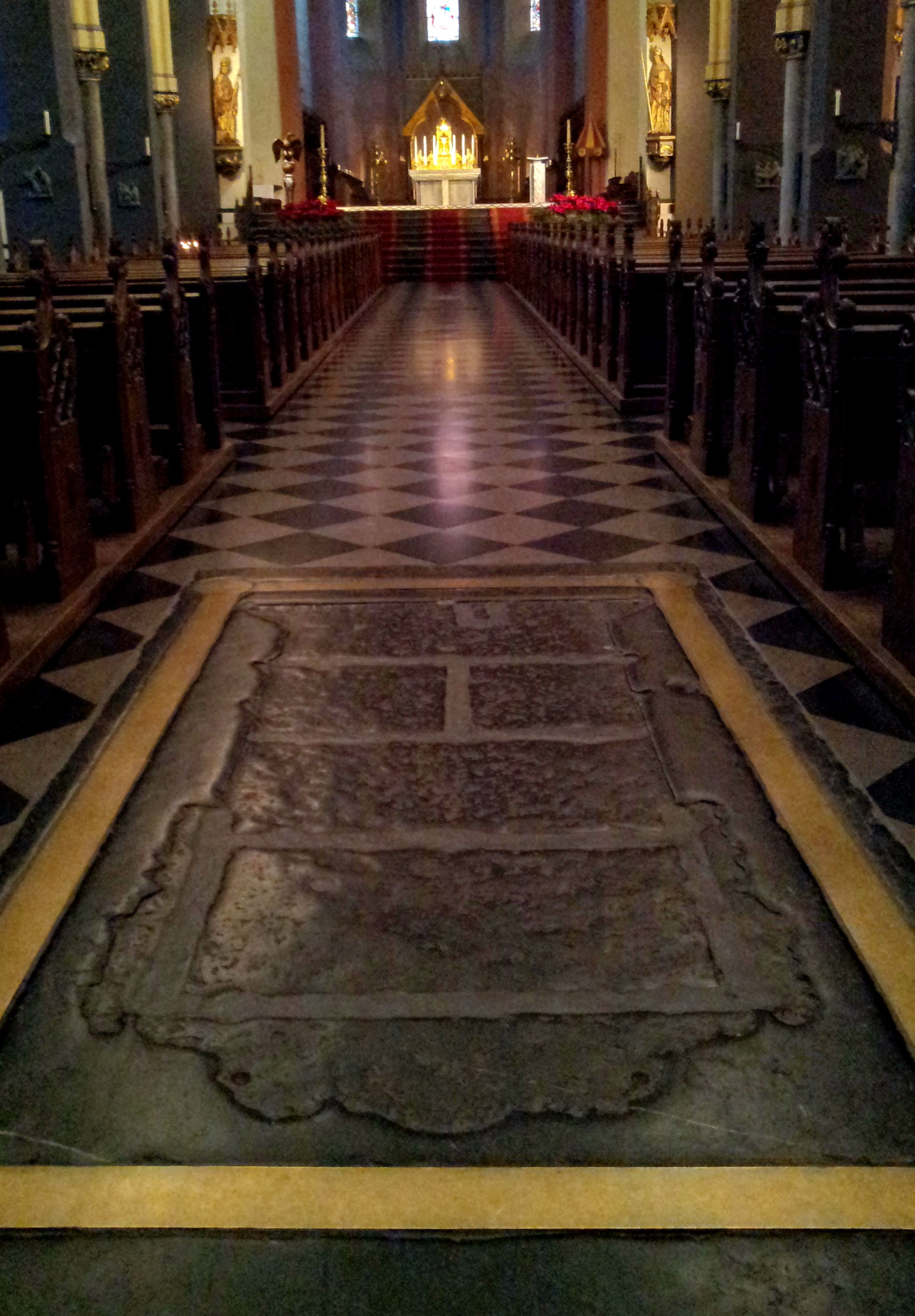
Begraving in medio ecclesiae

### Zijbeuken en zijkapellen
De zijbeuken zijn, net als het schip, overkluisd met kruisribgewelven. De decoratie van het gewelf is uit de late jaren 1980, maar gebaseerd op laatgotische schilderingen.
Oorspronkelijk bevonden zich aangrenzend aan de noordelijke en zuidelijke zijbeuken zes, respectievelijk zeven zijkapellen, maar in de loop der tijden is dat aantal door het wegbreken van tussenmuren gehalveerd. Aan de zuidzijde liggen van oost naar west: Sint-Jozefkapel (inrichting ca. 1875), Sint-Barbarakapel (met vijftiende-eeuws beeld van de Heilige Barbara), kapel van Onze-Lieve-Vrouw van Smarten (met vijftiende -eeuwse piëta) en de Doopkapel (met vijftiende -eeuwse doopvont en neogotisch deksel). Aan de noordzijde liggen van oost naar west: de kapel van Onze-Lieve-Vrouw, Zetel der Wijsheid (met Sedes Sapientiae uit ca. 1275), de Sint-Antonius-van-Paduakapel en de Kapel van de Heilige Bisschoppen van Maastricht (beide met grotendeels neogotische inrichting).

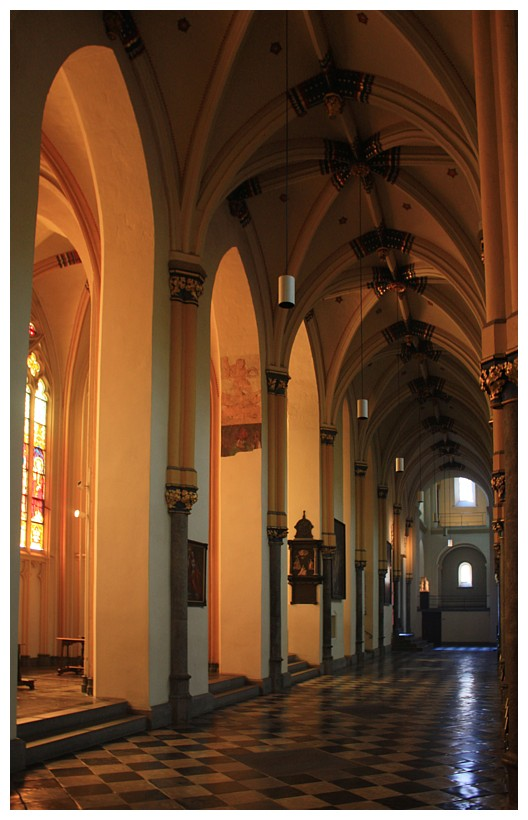
Zuidelijke zijbeuk met zijkapellen
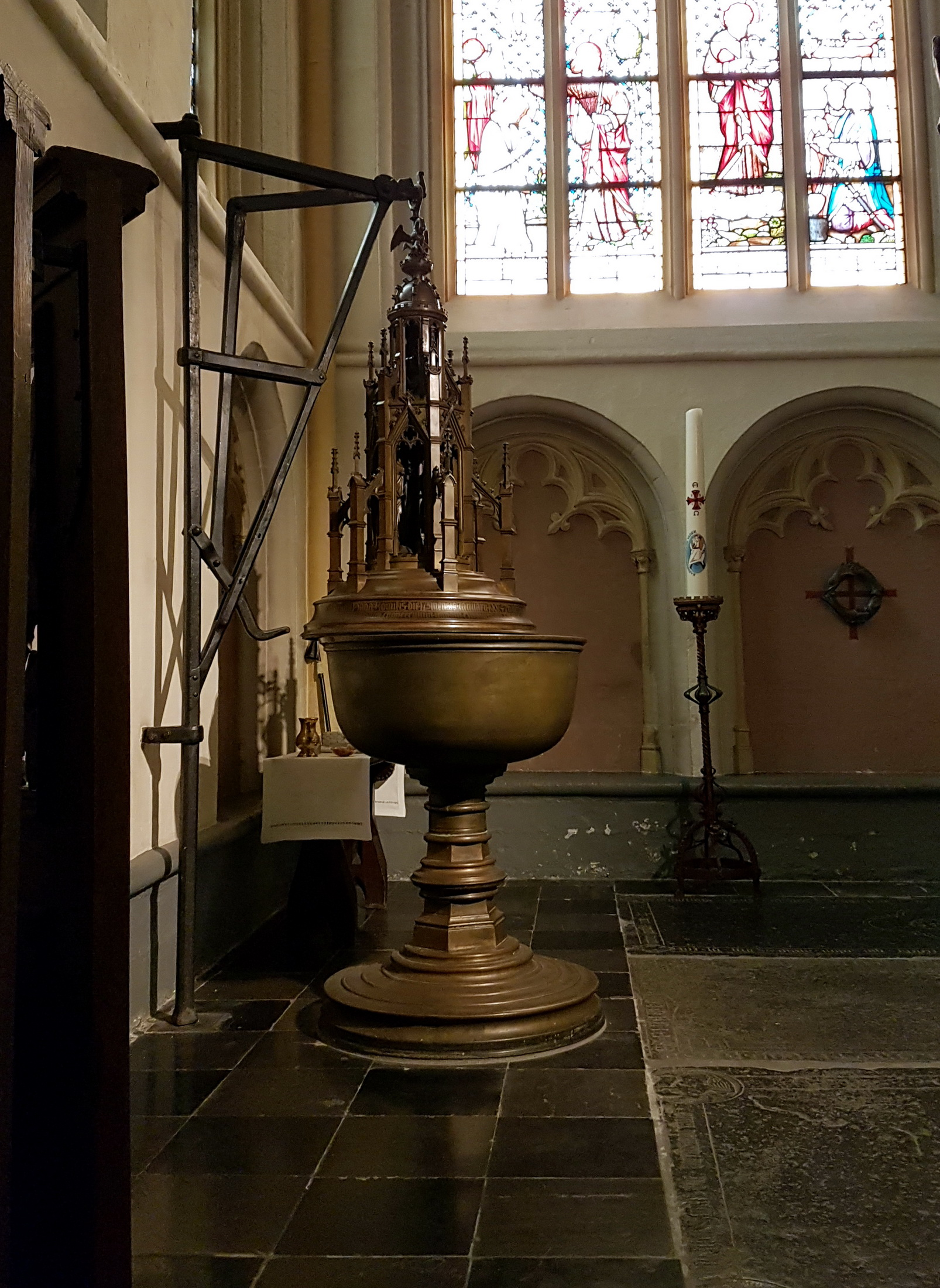
Doopvont in de zuidwestelijke doopkapel
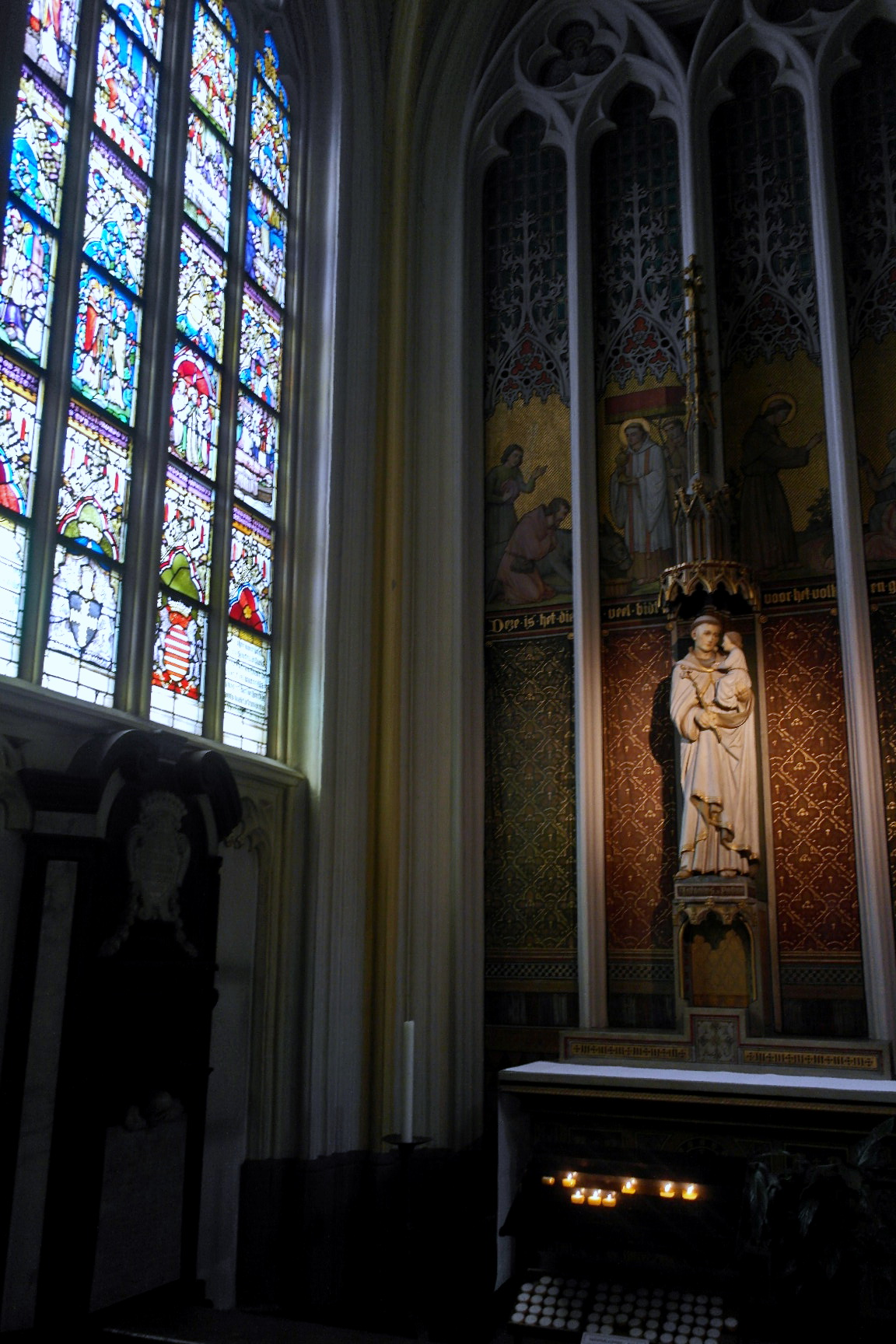
Noordwestelijke Sint-Antoniuskapel
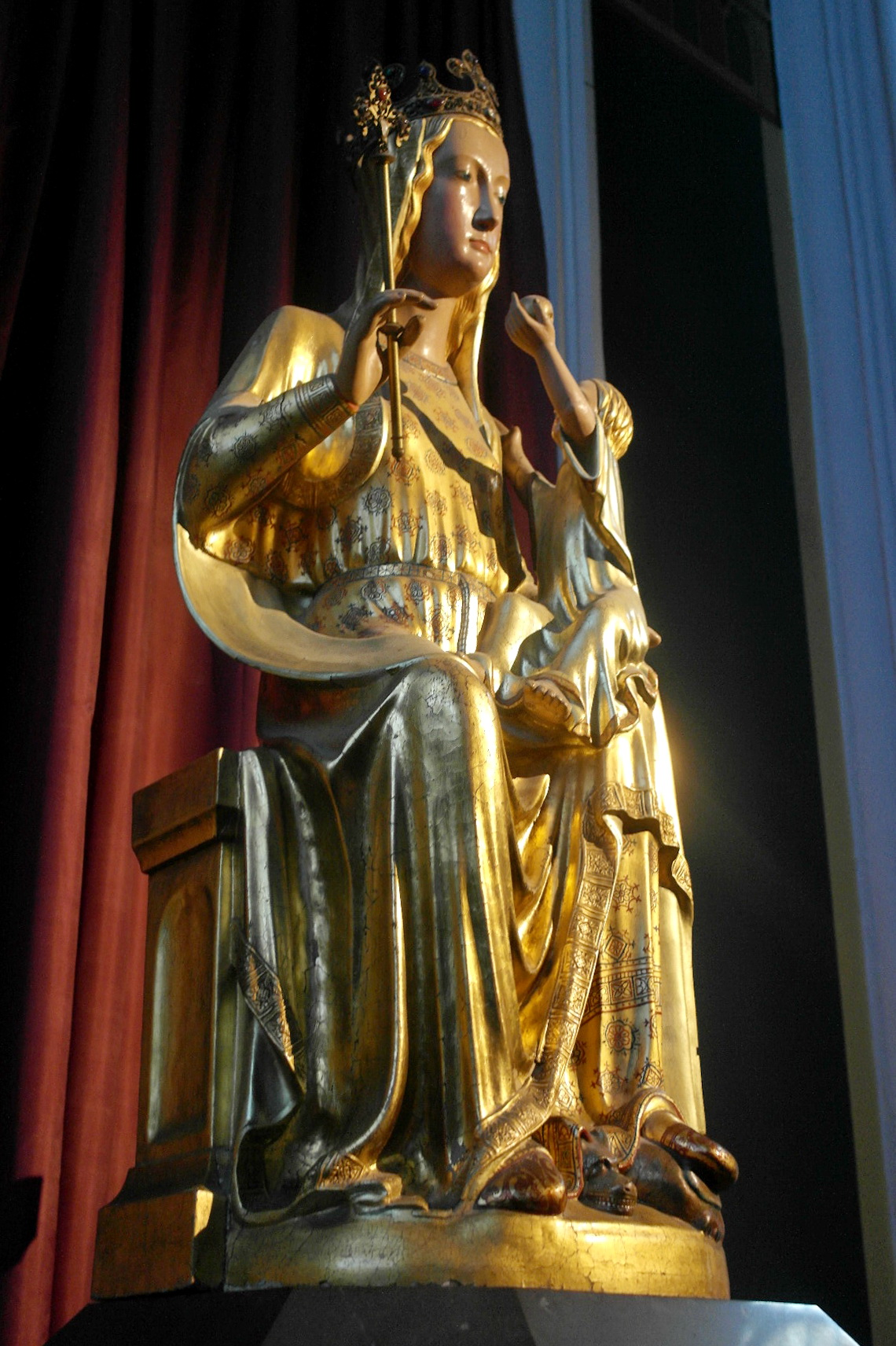
Sedes Sapientiae (ca. 1285) in noordoostelijke zijkapel

### Interieur westwerk
Het westwerk van de Sint-Servaasbasiliek wordt beschouwd als een van de interessantste architectonische ensembles uit de twaalfde eeuw in het Maasgebied. Het bestaat uit een rechthoekig blok met drie verdiepingen met daarop twee torens. Het interieur is verdeeld in drie verhoogd gelegen centrale ruimtes, die in het verlengde liggen van het schip en de zijbeuken. Daaromheen liggen zeven kleinere ruimtes, waar zich onder andere de trappen naar de hogere verdiepingen bevinden. Het westwerk wordt visueel van de kerk gescheiden door zijn verhoogde ligging en door drie grote scheidingsbogen. De middelste centrale ruimte wordt aangeduid als het westwerkkoor en kan betreden worden via trappartijen aan weerszijden van het westwerkaltaar.
Op de bovenverdieping liggen de galerijen in een U-vorm rondom een atrium. De centrale ruimtes en de galerijen worden gedekt door romaanse kruisribgewelven. In de noordelijke galerijruimte bevindt zich de Proostenkapel, de privékapel van de proost van het Sint-Servaaskapittel. Dit deel was vroeger door middel van een houten loopbrug langs de steunbogen verbonden met de proosdij van Sint-Servaas aan de overkant van de straat. In het centrale gedeelte van de middengalerij, exact tegenover het priesterkoor, bevindt zich de keizersloge. Deze ruimte wordt gemarkeerd door een triomfboog, een semi-koepelgewelf en een oculusvenster achter de plek waar de keizer zou moeten plaatsnemen. Of de Duitse koningen ooit hier gezeten hebben, is niet zeker. Wellicht was de aanwezigheid van de keizersloge symbolisch bedoeld om de status van eigenkerk van de Duitse koningen te benadrukken.
Boven de galerijverdieping bevindt zich de imposante Keizerzaal. De indeling correspondeert met die op de begane grond. De centrale ruimte heeft een koepelgewelf. Deze ruimte was ooit zichtbaar vanuit de kerk, en bood zicht op het priesterkoor, maar de open arcade werd bij de aanleg van het gotisch gewelf in de vijftiende eeuw verwijderd. De Keizerzaal wordt soms voor concerten gebruikt, maar is door de vele smalle trappen moeilijk bereikbaar.
De ramen in het westwerk werden rond 1990 door Albert Troost vervangen. Het ronde raam toont de zon, aan weerszijden daarvan zijn de aartsengelen Michaël en Gabriël afgebeeld. In het westwerk bevindt zich tevens het meer dan levensgrote standbeeld van Karel de Grote. Het gipsen beeld van de Belgische beeldhouwer Willem Geefs werd in 1845 geschonken door kolonel Nijpels, ter vervanging van een ouder, houten beeld. Het stond aanvankelijk in een meer prominente plaats vóór het westwerkaltaar, maar werd bij de laatste restauratie naar de noordelijke nevenruimtes verbannen, vrijwel onzichtbaar vanuit de kerk.
Het hoofdorgel, afkomstig uit de voormalige Dominicanenkerk, is in de kern zeventiende-eeuws, maar werd vele malen gerestaureerd en uitgebreid. De negentiende-eeuwse orgelkast ontneemt enigszins het zicht op het westwerkkoor en de galerijen.

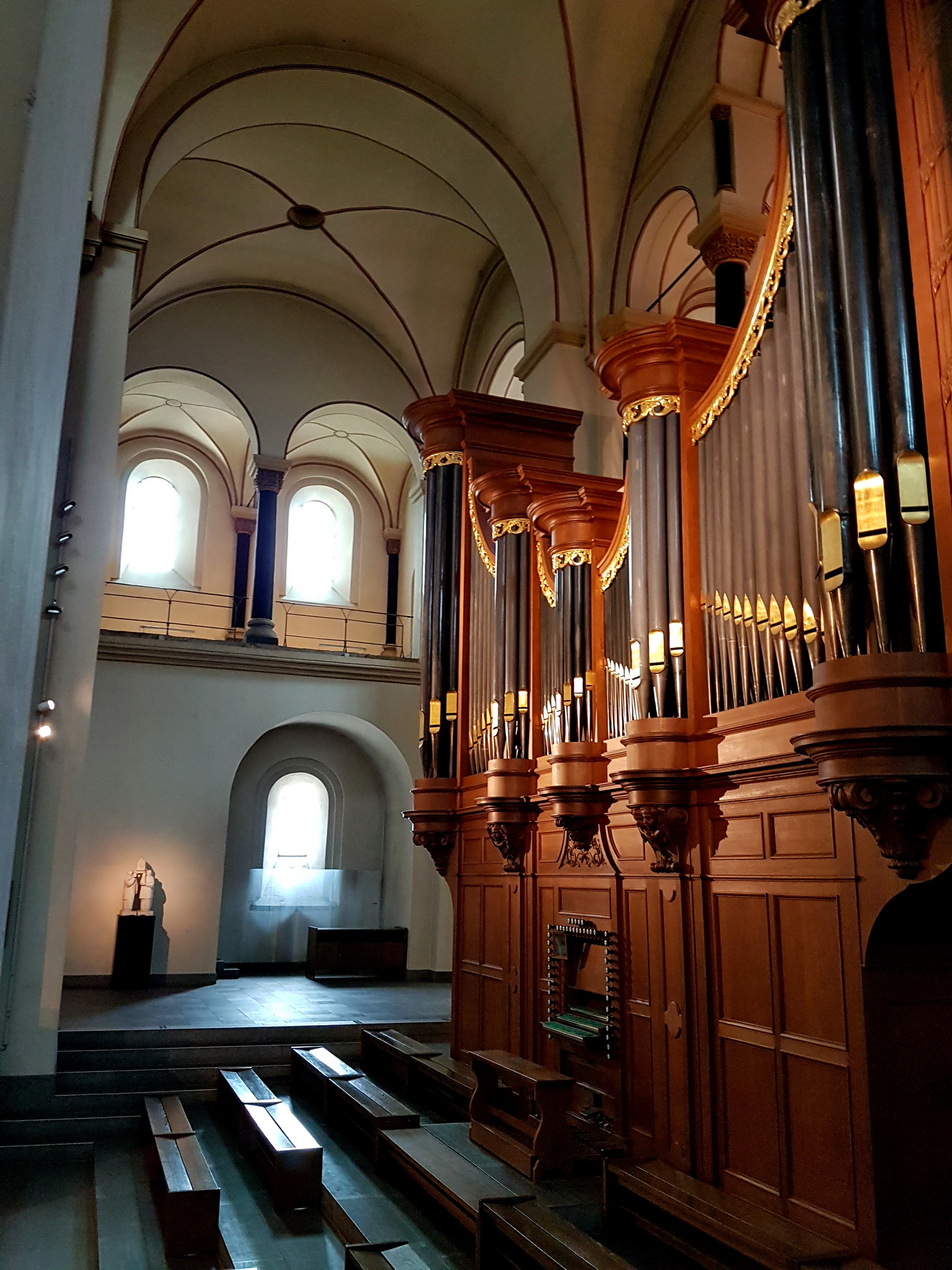
Orgel in het westwerk
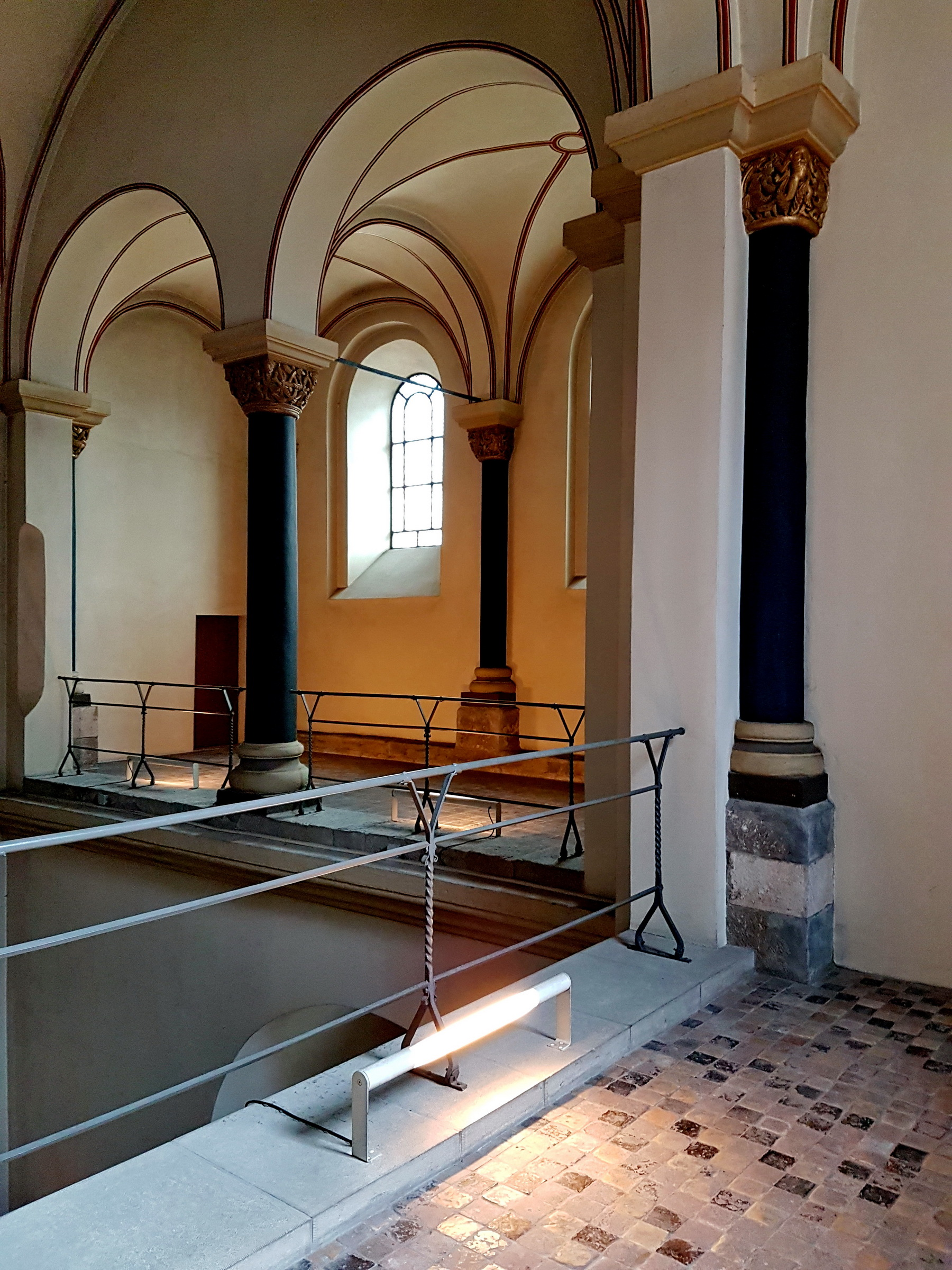
Westwerkgalerijen
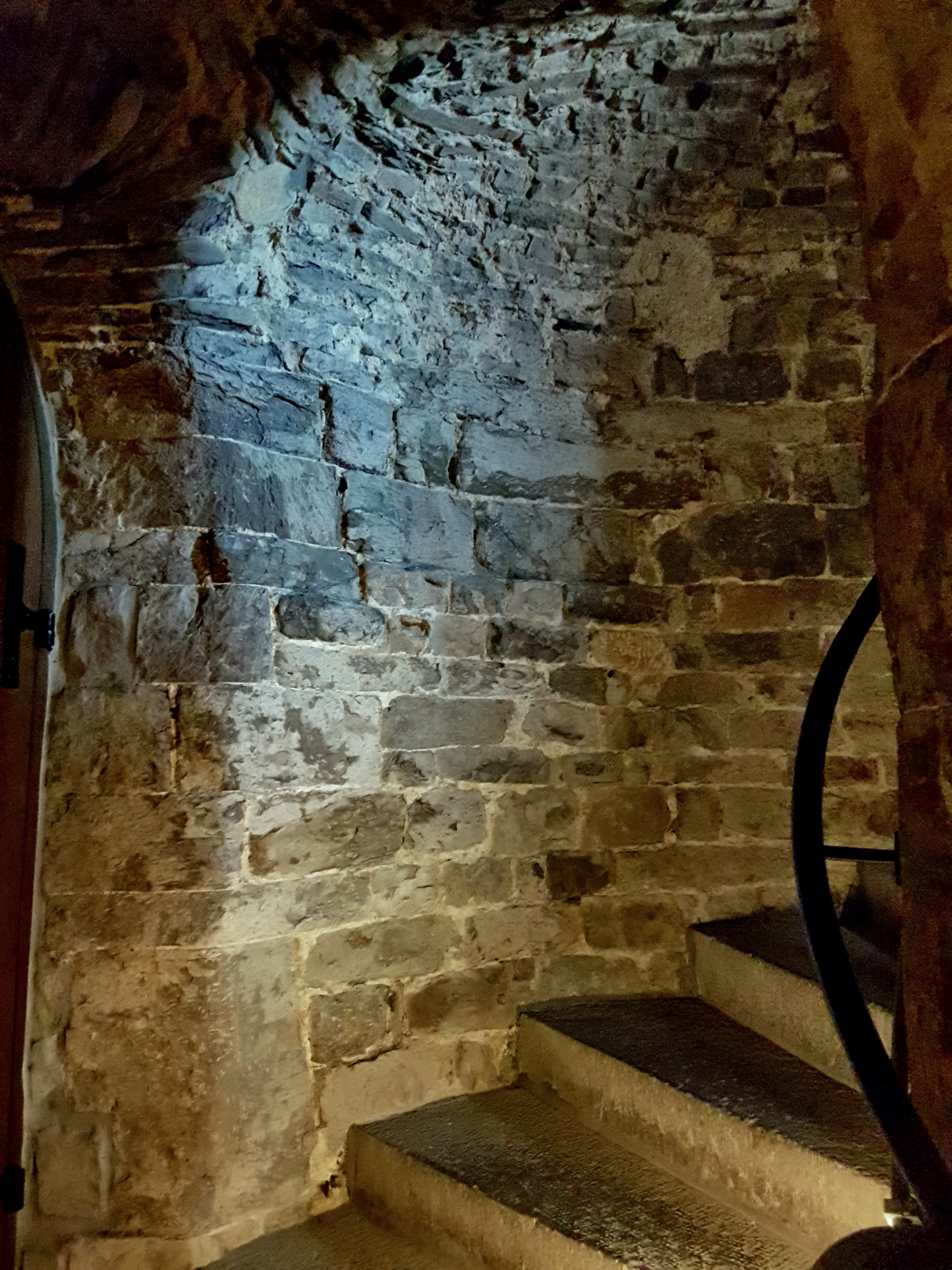
Noordelijke traptoren
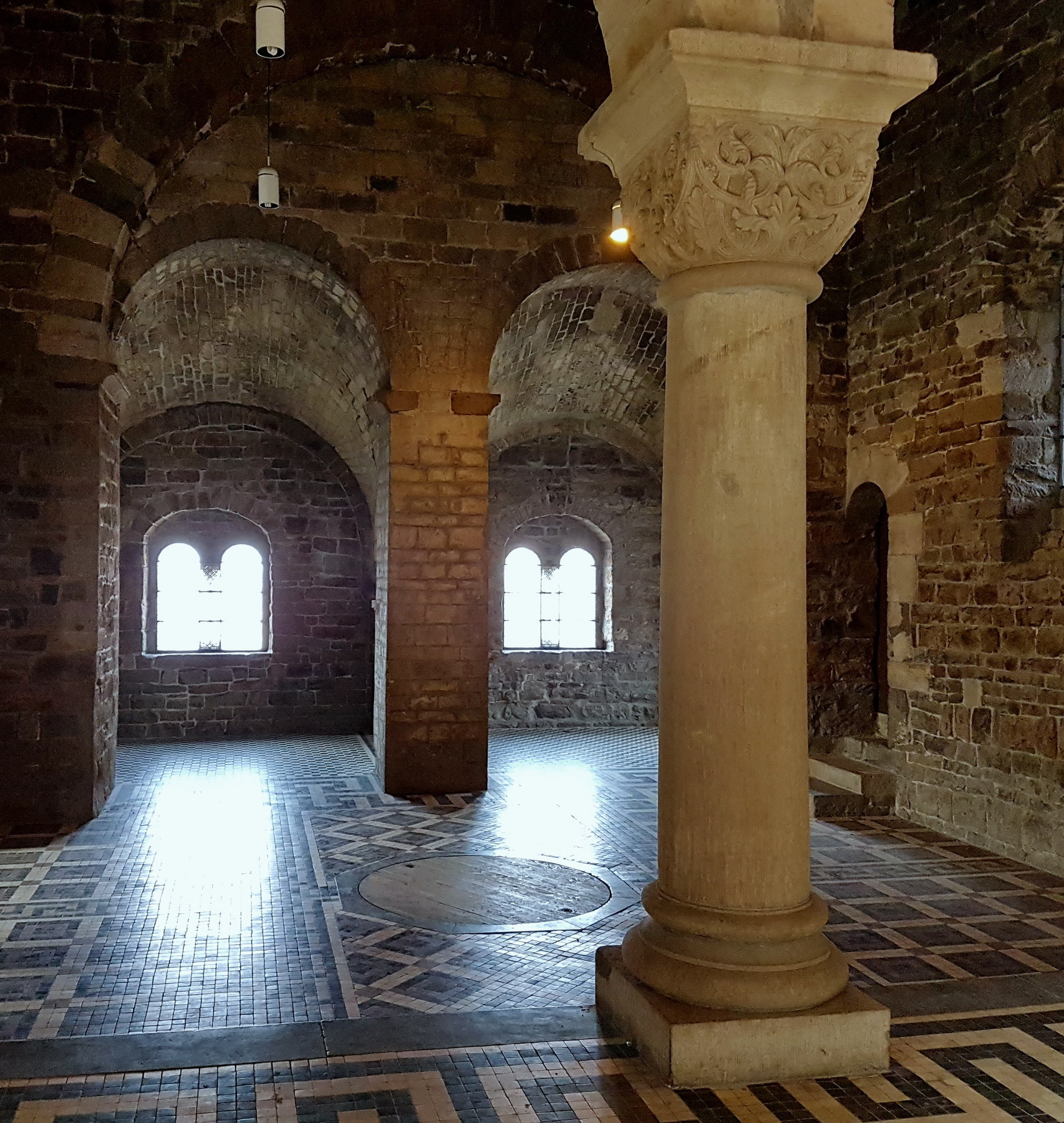
Keizerzaal westwerk

### Romaanse sculptuur westwerk
De romaanse reliëfs in het westwerk worden toegeschreven aan het zogenaamde Heimo-atelier, een Maaslands atelier van steenbeeldhouwers met Noord-Italiaanse wortels. Het werk behoort tot de hoogtepunten van de Maaslandse beeldhouwkunst.

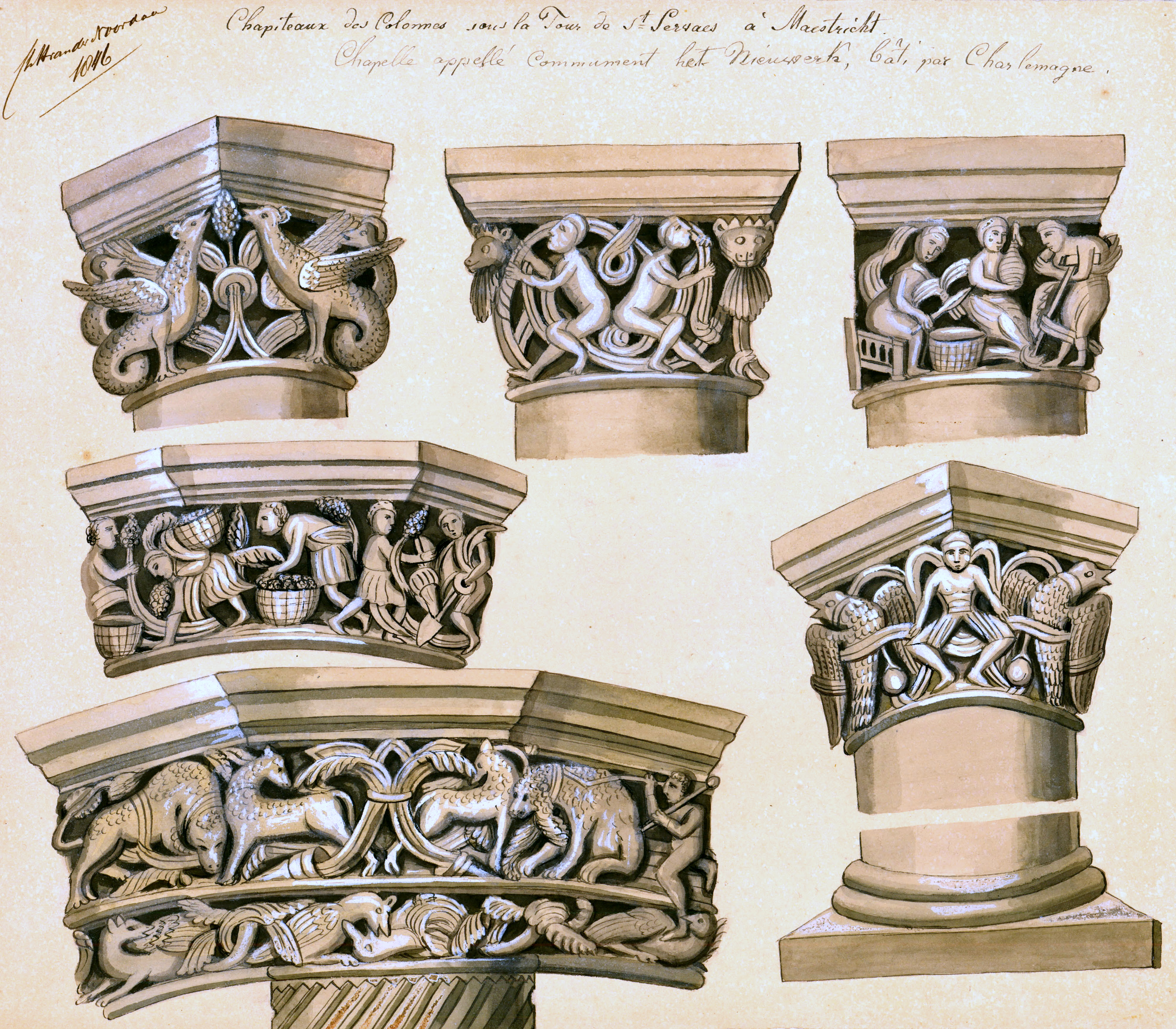
Figuratieve kapitelen in het westwerk (getekend door Philippe van Gulpen, 1846)

Op de 34 bewerkte kapitelen zijn onder andere scènes te zien ontleend aan Augustinus' De Civitate Dei en middeleeuwse bestiaria. Behalve bladornamenten, vogels en diverse dierenparen, zijn mensen en mensachtige wezens afgebeeld in gevecht met dieren en planten, en mensen met hun dagelijkse bezigheden. Vooral die laatste categorie geeft een fascinerend inzicht in de middeleeuwse wereld. Op een kapiteel is te zien hoe een man, gezeten op een krukje, groenten snijdt, terwijl een ander een kruik draagt en weer een ander aan het oogsten is, terwijl hij een brood eet. Andere kapitelen beelden het werk in een wijngaard uit of laten vechtende mannen zien. Zeer bijzonder is het kapiteel waarop de 'metsen' (steenhouwers) zichzelf aan het werk hebben afgebeeld. Dit kapiteel, met vijf figuren, is het enige met tekst: operarii lapis ('de steenhouwers'). Sommige kapitelen blijven raadselachtig, zoals het kapiteel met een zittende aap, die een hond vastgrijpt, naast een blinde man, of het kapiteel met Blemmyae (hoofdeloze wezens met een gezicht op de buik) die worden aangevallen door Cynocefalen. Ook over de samenhang tussen al deze thema's (soms 3 of 4 verschillende op één kapiteel) is nog geen duidelijk antwoord te geven. Door verschillende auteurs is een verband vastgesteld tussen de westwerkkapitelen en de bouwsculptuur in onder andere Bonn (dubbelkapel Schwarzrheindorf) en Eisenach (Nikolaïkerk en Wartburg).
Ook een aantal bewaard gebleven reliëfs geven blijk van het hoogstaande niveau van de romaanse sculptuur in Maastricht. Het zogenaamde dubbelreliëf op het westwerkaltaar (ca. 1150-60) geeft door zijn vorm aan dat het van den beginne bedoeld was voor het westwerk: de vorm van het altaar correspondeert met de begane grond van het westwerk; de twee delen van het reliëf weerspiegelen de architectonische opbouw van de keizersloge in het westwerk. Het geheel is een weerspiegeling van de Civitate Dei ('stad Gods') van Augustinus. Op het bovenste, halfronde paneel overhandigt Christus de hemelsleutel aan Petrus en de Servaassleutel aan Servatius. Op het onderste, rechthoekige paneel is de Maagd Maria met het Kind Jezus afgebeeld in een mandorla, die wordt vastgehouden door twee engelen. De mandorla en andere delen van het reliëf waren ooit versierd met edelstenen.

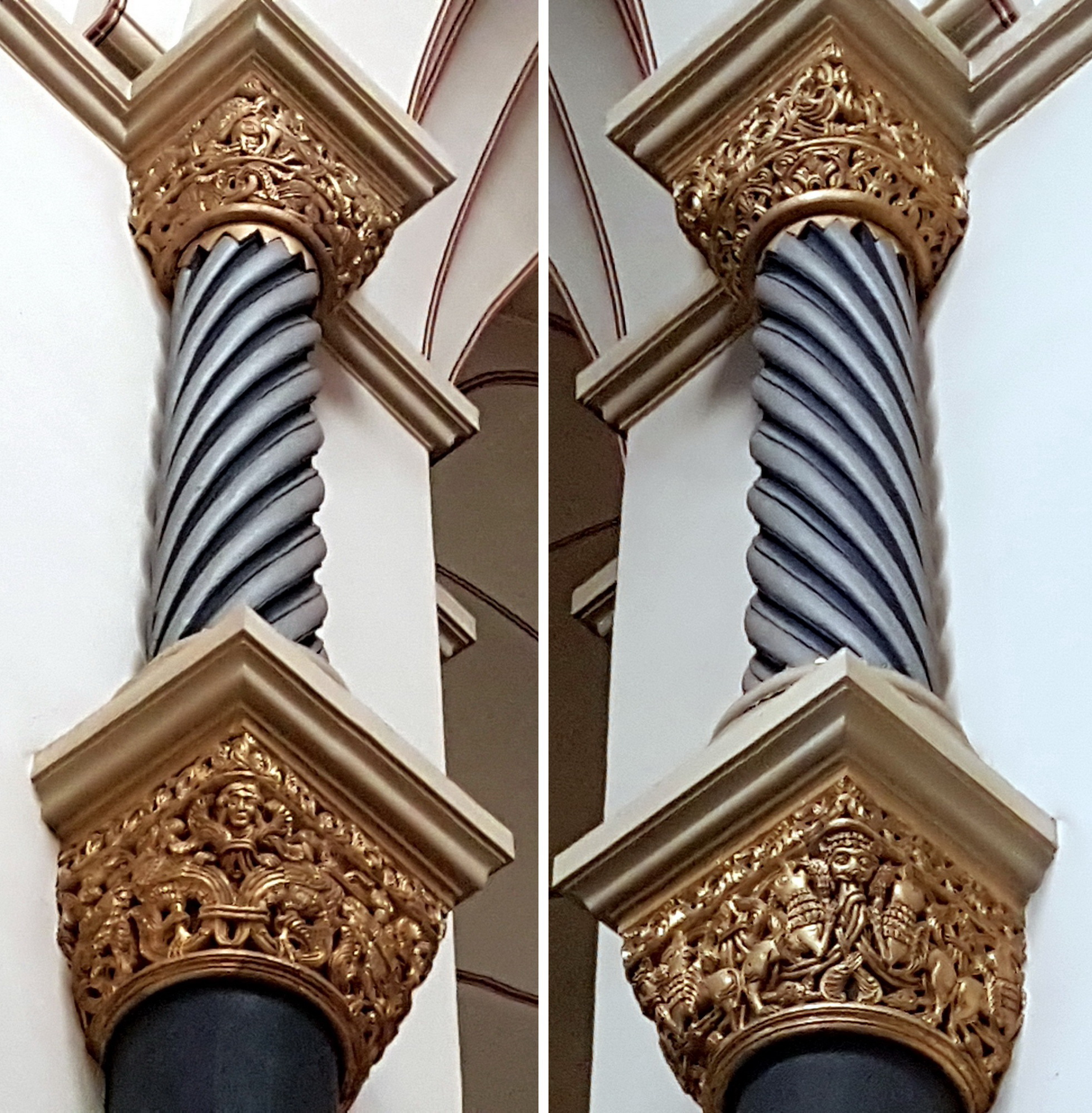
Kapitelen triomfboog westwerk
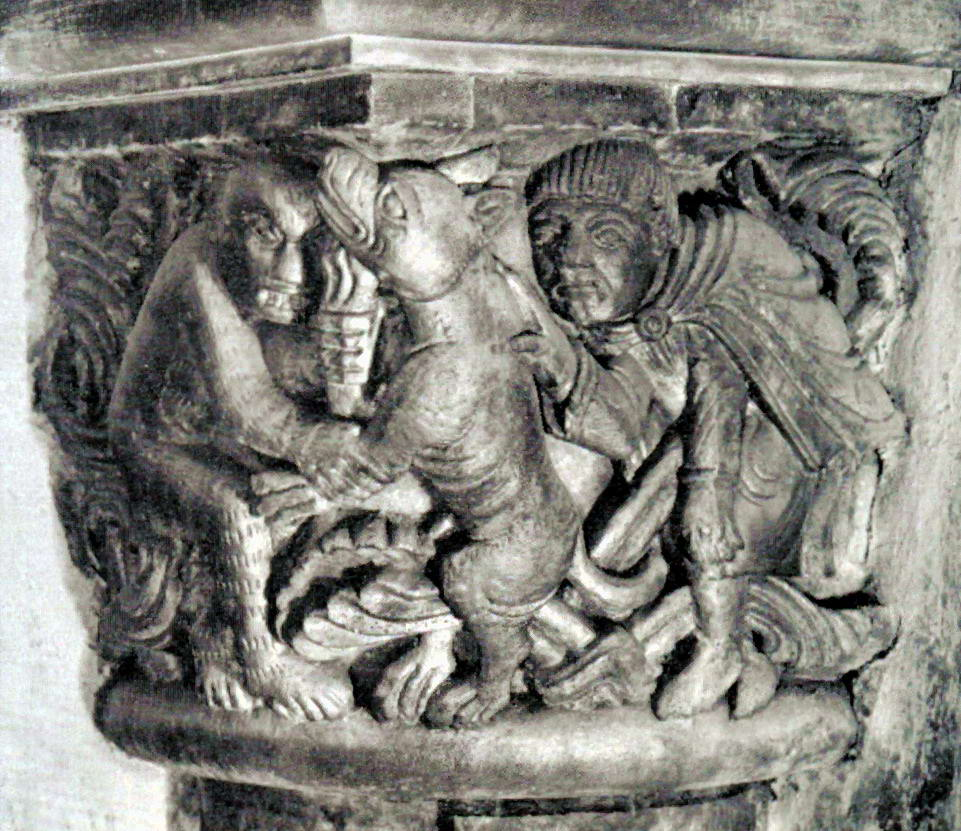
Kapiteel westwerkgalerij
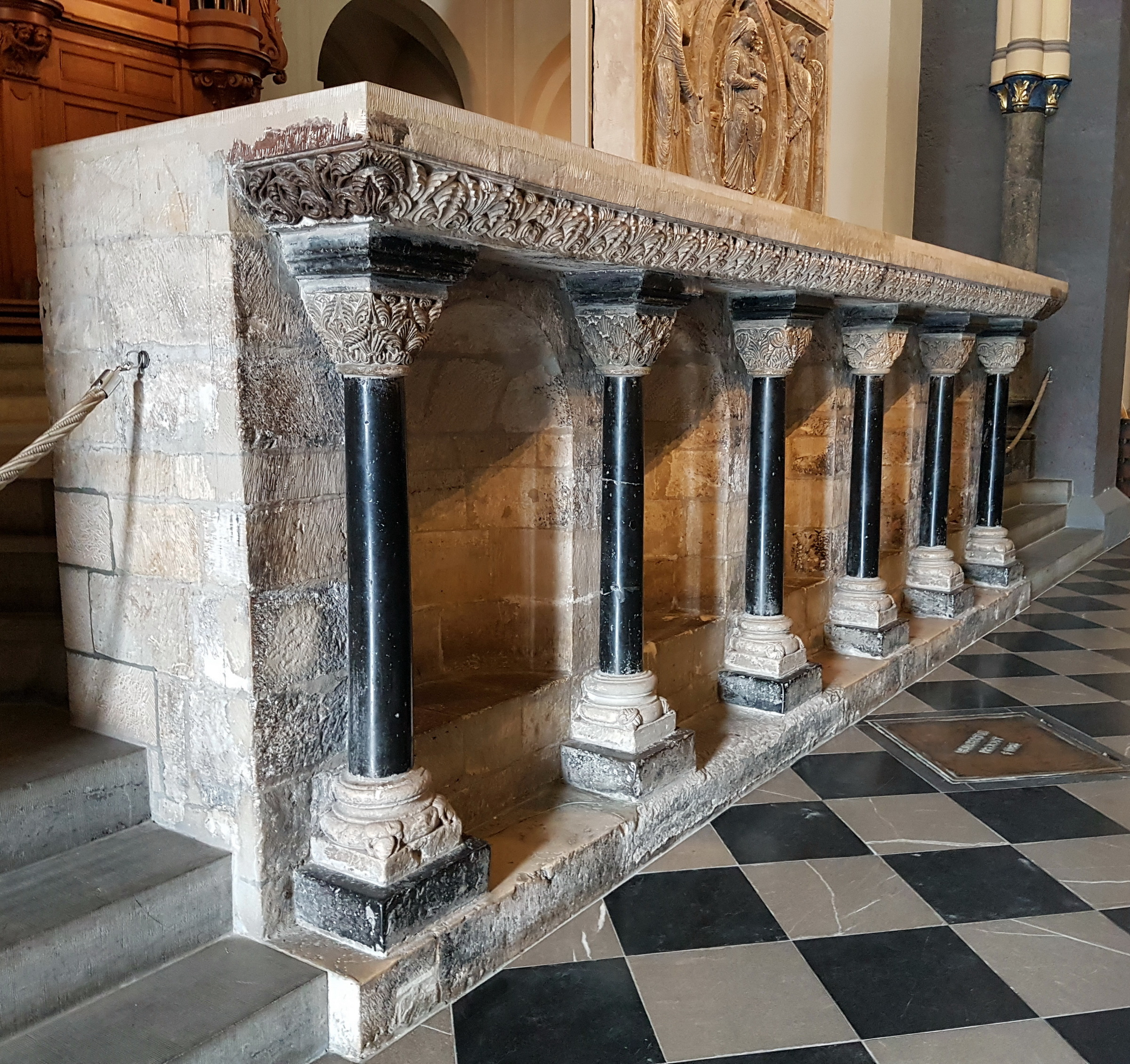
Westwerkaltaar, mensa
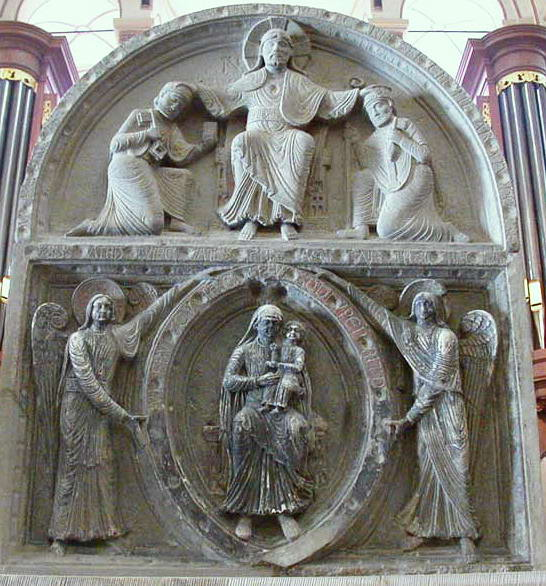
Westwerkaltaar, dubbelreliëf

## Klokken

### Grameer
De grootste klok wordt Grameer genoemd (dialect voor 'grootmoeder', van Frans 'grand-mère') en werd gegoten op 21 juni 1515 door Willem en Jaspar Moer. Tijdens de laatste restauratie van de kerk, rond 1980, werd besloten om een kopie van Grameer te maken, zodat de oude, gebarsten klok vervangen kon worden. De nieuwe Grameer hangt in de zuidelijke toren van het westwerk. De oude Grameer bevindt zich in de pandhof van de kruisgang.

### Klokkenluidersgilde
De Sint-Servaasbasiliek heeft een eigen gilde van klokkenluiders, dat op bepaalde dagen van het jaar Grameer luidt. Het klokkenluidersgilde heet Sint Monulfus en Gondulfus en bestaat uit ongeveer veertig mannen. De klok wordt onder meer geluid op de feestdag van de bisschoppen Monulfus en Gondulfus (16 juli), op de feestdag van Sint-Servaas (13 mei) en bij bijzondere gelegenheden, zoals in 2005 na het overlijden van paus Johannes Paulus II.

### Beiaard
In 1544 waren er reeds plannen bij het kapittel van Sint-Servaas om een carillon in de toren te plaatsen als aankondiging van de uurslag. In 1555 leverde de Akense klokkengieter Henric van Trier negentien speelklokken, waarmee de kerk een van de oudste speciaal gegoten carillons uit de geschiedenis kreeg. Deze klokken kregen een plaats in de nieuw gebouwde middentoren van de westbouw van de kerk.
Nadat het stadsbestuur van Maastricht op de stadhuistoren een carillon van de gebroeders Hemony had laten installeren, drong bij het kapittel waarschijnlijk het besef door dat de beiaard van Van Trier niet echt welluidend klonk. De kapittelheren onderhandelden met de Antwerpse klokkengieter Melchior de Haze, een vermoedelijke leerling van Hemony, over een nieuwe beiaard, maar deze onderhandelingen liepen op niets uit.
Pas in 1767 kreeg de klokkengieter Andreas Jozef van den Gheijn uit Leuven opdracht om een nieuwe beiaard te gieten van veertig klokken. De beiaard werd in 1770 geleverd. Ze kreeg na 1890 een plaats in de neogotische middentoren van Pierre Cuypers. In de negentiende eeuw ontkwam de beiaard niet aan verval, het stokkenklavier moest plaats maken voor een pianoklavier ontworpen door de Maastrichtse pianobouwer Frederik Smulders. In 1935 keerde het stokkenklavier weer terug en werd de beiaard gerestaureerd. Bij de brand in de middentoren op 9 september 1955 ging het historische Servaascarillon grotendeels verloren. De meeste klokken doorstonden de brand weliswaar, maar konden toch niet terugkeren in de nieuwe beiaard. Elf van deze klokken zijn later ingepast in het carillon van het Stadhuis van Maastricht; enkele andere in het carillon van Schoonhoven.
In 1975 werd bij de klokkengieterij Eijsbouts een nieuw carillon gegoten dat in een van de koortorens aan de Vrijthofzijde werd opgehangen. In 1983, tijdens de omvangrijke restauratie van de kerk, werd dit carillon naar de noordelijke toren van de westbouw verplaatst en aangevuld tot het omvangrijke instrument van 59 klokken dat er nu hangt.
Een bekend beiaardier van de Sint-Servaasbasiliek was Benoit Franssen. Momenteel is Frank Steijns de vaste bespeler van het Servaascarillon en tevens stadsbeiaardier van Maastricht. In de zomermaanden zijn er speciale concerten die worden georganiseerd door de Stichting Carillons Maastricht en die kunnen worden bijgewoond in de pandhoftuin. Ook bij bepaalde kerkelijke gelegenheden worden er soms concerten gegeven.

## Schatkamer

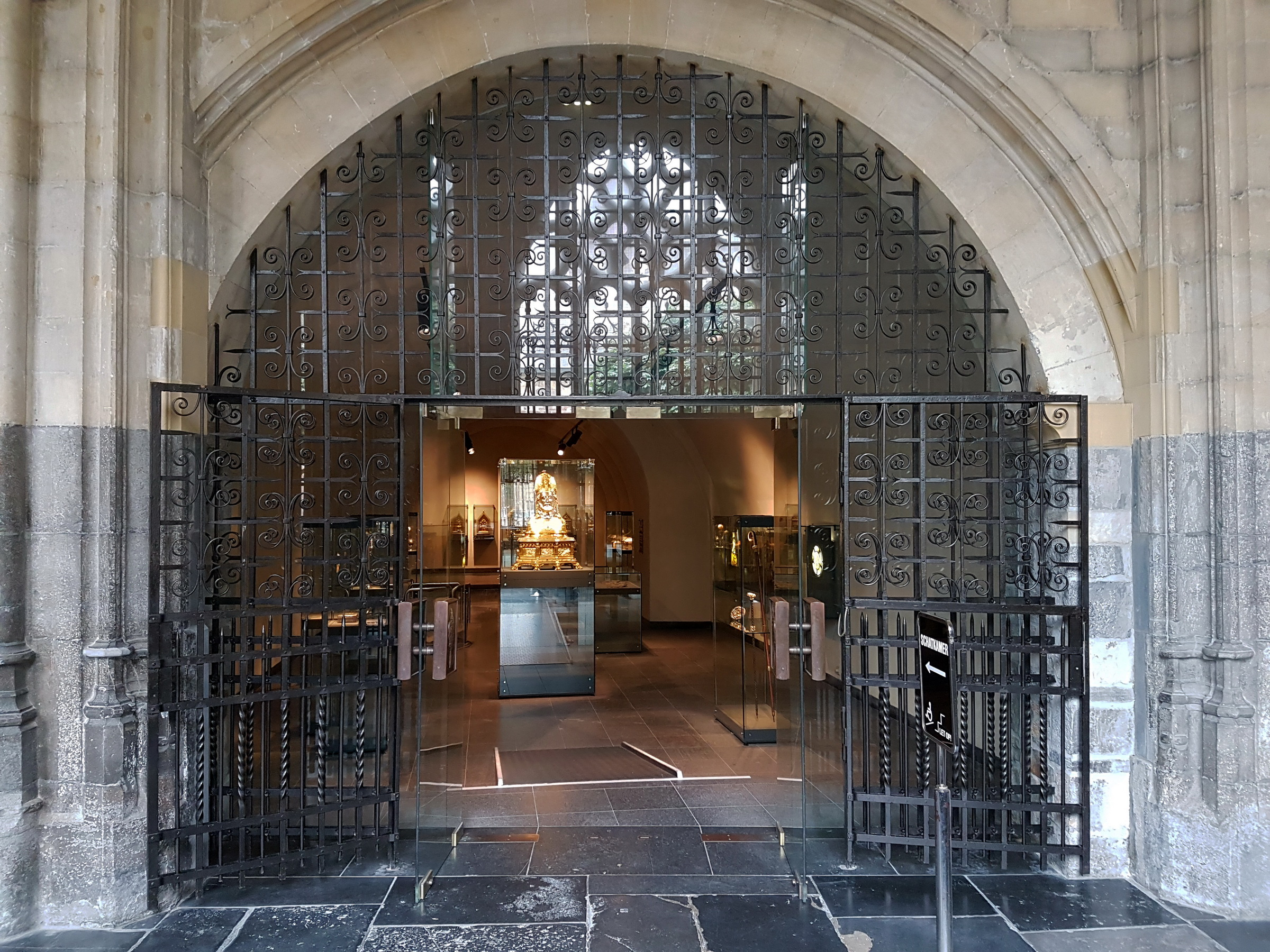
Ingang van de schatkamer

De kerkschat van de Sint-Servaaskerk wordt vanouds bewaard in de elfde-eeuwse Dubbelkapel, te bereiken via de oostelijke kloostergang. Ondanks zware verliezen in de Franse tijd, geldt de schatkamer van de Sint-Servaaskerk nog steeds als een der rijkste in Europa. Tot de belangrijkste kunstschatten in de schatkamer behoren de Sleutel van Sint-Servaas, het Borstbeeld van Sint-Servaas, het Borstkruis van Sint-Servaas, het Patriarchaalkruis, de Thomasarm en het Siculo-Arabisch ivoren schrijntje. Daarnaast omvat de collectie een groot aantal andere reliekhouders, liturgisch vaatwerk, paramenten, schilderijen, beelden, ivoorsnijwerk en een bijzondere textielcollectie.

## Trivia
- Op kerstnacht 1575 vond tijdens de nachtmis een moord plaats, waarbij een Duitse soldaat door een Spanjaard werd doodgestoken. De mis werd voortgezet in de naastgelegen Sint-Janskerk en de Sint-Servaas moest opnieuw worden ingewijd.[68]
- Na een succesvolle belegering, bijvoorbeeld na het beleg van Parma in 1579, of het ontzet door de prins van Saksen-Coburg in 1793, volgde meestal een Te Deum in de Sint-Servaas.[69]
- In 1874 voerde pastoor-deken Rutten de zevenjaarlijkse traditie van de heiligdomsvaart opnieuw in, nadat deze, vanaf de inname van de stad door Frederik Hendrik in 1632, bijna twee en een halve eeuw verboden was geweest. Na de processie werd Rutten door het gerecht veroordeeld, omdat de heiligdomsvaart niet voorkwam op een door de overheid goedgekeurde lijst van processies. Zeven jaar later werd de processie zonder problemen gedoogd.[70]

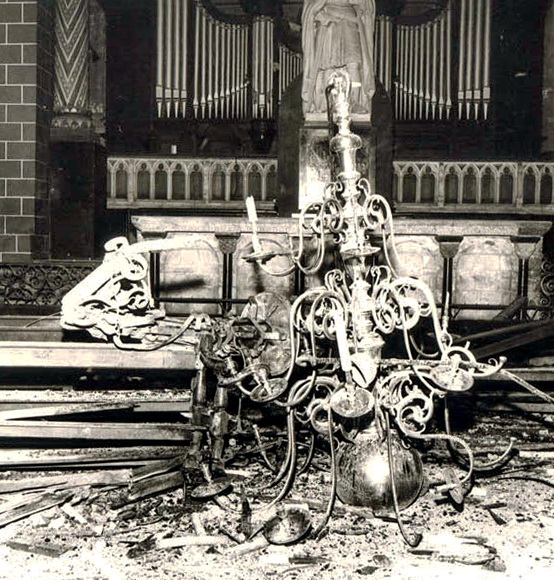
Gecrashte kroonluchter, 1955

- In 1955 viel de neogotische torenspits van Cuypers bij een brand door het dak van de kerk, waarbij ook de koperen kroonluchter, een geschenk van Petrus Regout, naar beneden viel. Na restauratie werd de zwaarbeschadigde luchter weer omhooggetakeld, waarbij het touw brak. Wonder boven wonder bleef de kroonluchter ditmaal onbeschadigd, doordat hij precies met de punt in een bij de eerste val ontstane barst in een plavuis bleef steken.[62]
- In de zomer van 1981 werd voor het eerst op het Vrijthof het Preuvenemint gehouden, waarvan de opbrengst ten goede kwam aan de restauratie van de Sint-Servaaskerk. Het eetfestijn was een groot succes en wordt sindsdien jaarlijks herhaald, vanaf 1991 ook ten bate van andere goede doelen.
- In december 1985 leidde de vondst van een graf met een skelet van opvallende lengte tot uitgebreide speculaties over de identiteit van de lange mins. Een theorie poneerde dat het hier om Reinier I Langhals zou gaan; een andere stelde Giselbert II voor. Zelfs Karel de Grote en Einhard werden genoemd. Onderzoek leverde slechts op dat het om een skelet van een 40- tot 50-jarige man uit de tiende eeuw ging.[71]
- Het meer dan levensgrote standbeeld van Karel de Grote stond oorspronkelijk op een meer prominente plaats in het westwerk. Op de sokkel was de inscriptie S. Carolus Magnus te lezen, waarbij de S voor sanctus (heilig) stond. De aanduiding "heilig" is controversieel, omdat Karel de Grote in 1165 heilig werd verklaard door een tegenpaus, Paschalis III. Begin twintigste eeuw werd de S door onbekenden weggeradeerd, maar bij de recente restauratie werd de letter opnieuw aangebracht.[72]
- De Sint-Servaaskerk beschikt over twee labyrinten, een op het priesterkoor en een in het Bergportaal. Beide werden eind negentiende eeuw tijdens de Cuypers-restauratie aangelegd. Het koorlabyrint, meestal bedekt door een tapijt, bevindt zich op de kruising van schip en transept en meet 888 x 888 cm.[73]
- De Sint-Servaaskerk staat afgebeeld op klaveren aas van het standaard Nederlandse kaartspel.